# Liste der Biografien/Pri
Liste der Biografien |
Portal Biografien |
Personensuche
# |
A |
B |
C |
D |
E |
F |
G |
H |
I |
J |
K |
L |
M |
N |
O |
P |
Q |
R |
S |
T |
U |
V |
W |
X |
Y |
Z |
?
 
Pa |
Pc |
Pe |
Pf |
Ph |
Pi |
Pj |
Pk |
Pl |
Pm |
Pn |
Po |
Pr |
Ps |
Pt |
Pu |
Pv |
Pw |
Py
 
Pra |
Prc |
Pre |
Pri |
Prj |
Prk |
Prl |
Pro |
Prp |
Prs |
Prt |
Pru |
Prv |
Pry |
Prz
Die Liste der Biografien führt alle Personen auf, die in der deutschsprachigen Wikipedia einen Artikel haben. Dieses ist eine Teilliste mit 1263 Einträgen von Personen, deren Namen mit den Buchstaben „Pri“ beginnt.

## Pri
- Pri, Svend (1945–1983), dänischer Badmintonspieler

### Pria
- Pria, Melba (* 1958), mexikanische Diplomatin
- Priamis, Albert von (1605–1654), Bischof von Lavant
- Priamo della Quercia, italienischer Maler der Frührenaissance
- Priamo, Matteo (* 1982), italienischer Radrennfahrer
- Priamos-Maler, attisch-schwarzfiguriger Vasenmaler
- Prian, Nicki (* 1992), mexikanisch-US-amerikanische Schauspielerin
- Prianon, Jean-Louis (* 1960), französischer Langstreckenläufer
- Priante, Vicente Bartolomeu Maria (1883–1944), brasilianischer Ordensgeistlicher, römisch-katholischer Bischof von Corumbá
- Priapos, griechischer Töpfer
- Priarius († 378), Gaukönig der Lentienser
- Priarone, Giorgia (* 1992), italienische Triathletin
- Priaulx, Andy (* 1973), britischer Automobilrennfahrer
- Priaulx, Sebastian (* 2001), britischer Autorennfahrer

### Prib
- Prib, Edgar (* 1989), deutscher FußballspielerEdgar Prib (* 1989)

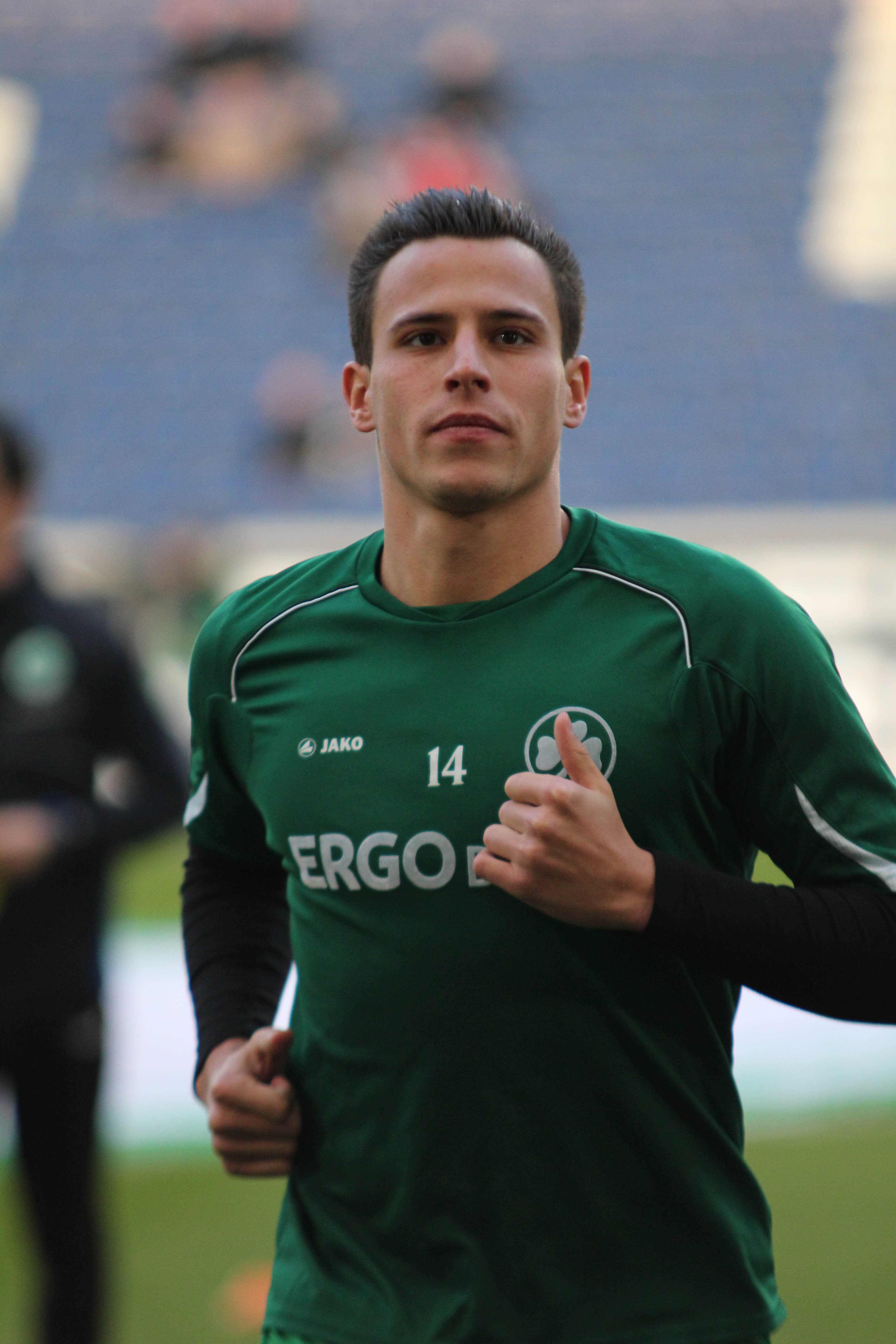
Edgar Prib (* 1989)

- Prib, Erwin (* 1977), deutscher Szenenbildner
- Pribak, Nemanja (* 1984), serbisch-mazedonischer Handballspieler
- Pribanić, Antonio (* 1987), kroatischer Handballspieler
- Pribanić, Miroslav (* 1946), jugoslawischer Handballspieler
- Pribanovic, Stefan (* 1997), österreichischer Fußballspieler
- Pribbernow, Paul (* 1947), deutscher Karikaturist
- Pribetić, Gianfranco (* 2000), kroatischer Handballspieler
- Pribetti, Egidio (* 1925), italienischer Weitspringer
- Pribičević, Zoran (* 1983), kroatischer Schauspieler und Synchronsprecher
- Pribignew († 1028), Samtherrscher der Abodriten
- Pribilinec, Jozef (* 1960), slowakischer Geher und Olympiasieger
- Pribilla, Hans (1910–1995), deutscher Jurist
- Pribilla, Max (1874–1954), deutscher katholischer Priester, Jesuit und Publizist
- Pribina, Ban von Kroatien
- Pribina, slawischer Stammesfürst
- Pribislaw, slawischer Fürst in Brandenburg
- Pribislaw († 1150), letzter Fürst und König der slawischen Heveller und Gründer des Prämonstratenserstifts St. Gotthardt in BrandenburgPribislaw († 1150)

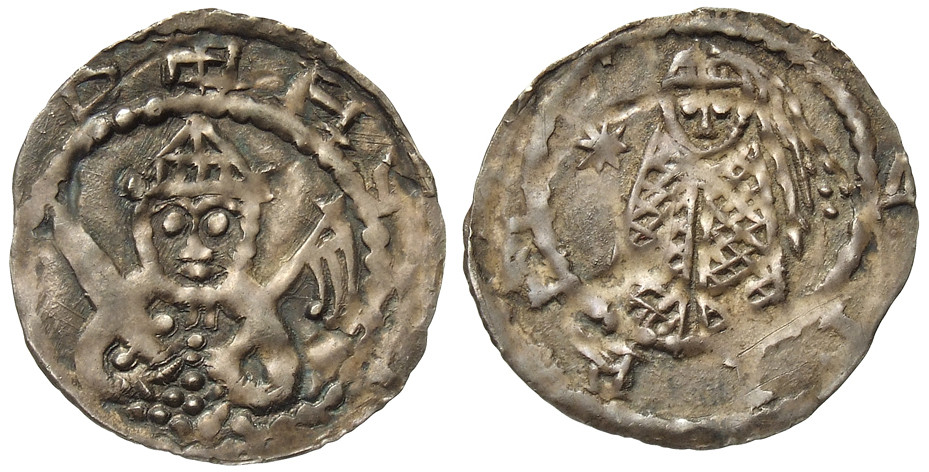
Pribislaw († 1150)

- Pribislaw († 1178), Fürst der Abodriten, Herr zu Mecklenburg
- Pribislaw, Fürst der Wagrier und Polaben
- Pribislaw I. (* 1224), Herr (Fürst) zu Parchim-Richenberg
- Pribislaw II., Fürst von Mecklenburg-Parchim-Richenberg, Herr des Landes Belgard
- Pribissa, Pietro Mattia, römisch-katholischer Bischof
- Pribošek, Franc (1917–1981), jugoslawischer Skispringer
- Pribošič, Urška (* 1990), slowenische Snowboarderin
- Přibram, Alfred (1841–1912), österreichischer Internist
- Přibram, Alfred Francis (1859–1942), österreichisch-britischer Historiker und Universitätsprofessor
- Pribram, Bruno Oskar (1887–1940), österreichischer Chirurg
- Pribram, Egon Ewald (1885–1963), österreichisch-amerikanischer Arzt
- Pribram, Ernst August (1879–1940), österreichischer Pathologe und Biochemiker
- Přibram, Hugo (1881–1943), österreichischer Arzt und Pathologe
- Pribram, Karl Eman (1877–1973), österreichischer Wirtschaftswissenschaftler
- Pribram, Karl H. (1919–2015), US-amerikanischer Neurowissenschaftler
- Přibram, Otto (1844–1917), deutschsprachiger Jurist und Präsident der Arbeiter-Unfall-Versicherungs-Anstalt in Prag
- Pribram, Richard (1847–1928), österreichischer Chemiker
- Pribyl, Herbert (* 1961), österreichischer Sozialwissenschaftler und Theologe
- Přibyl, Stanislav (* 1971), tschechischer römisch-katholischer Geistlicher, Bischof von Leitmeritz
- Přibyl, Vilém (1925–1990), Opernsänger, Tenor
- Pribylow, Gawriil Loginowitsch († 1796), russischer Navigator
- Pribylowa, Anastassija Michailowna (* 1996), russische Tennisspielerin
- Pribylowa, Anna Michailowna (* 1997), russische Tennisspielerin
- Přibyslav von Křižanov († 1251), mährischer Adliger, Kastelan der Burg Veveří, Burggraf von Brünn

### Pric
- Prica, Rade (* 1980), schwedischer Fußballspieler
- Prica, Tim (* 2002), schwedischer Fußballspieler
- Pricasso, australischer Action Painter
- Price, Adam (* 1967), dänischer DrehbuchautorAdam Price (* 1967)

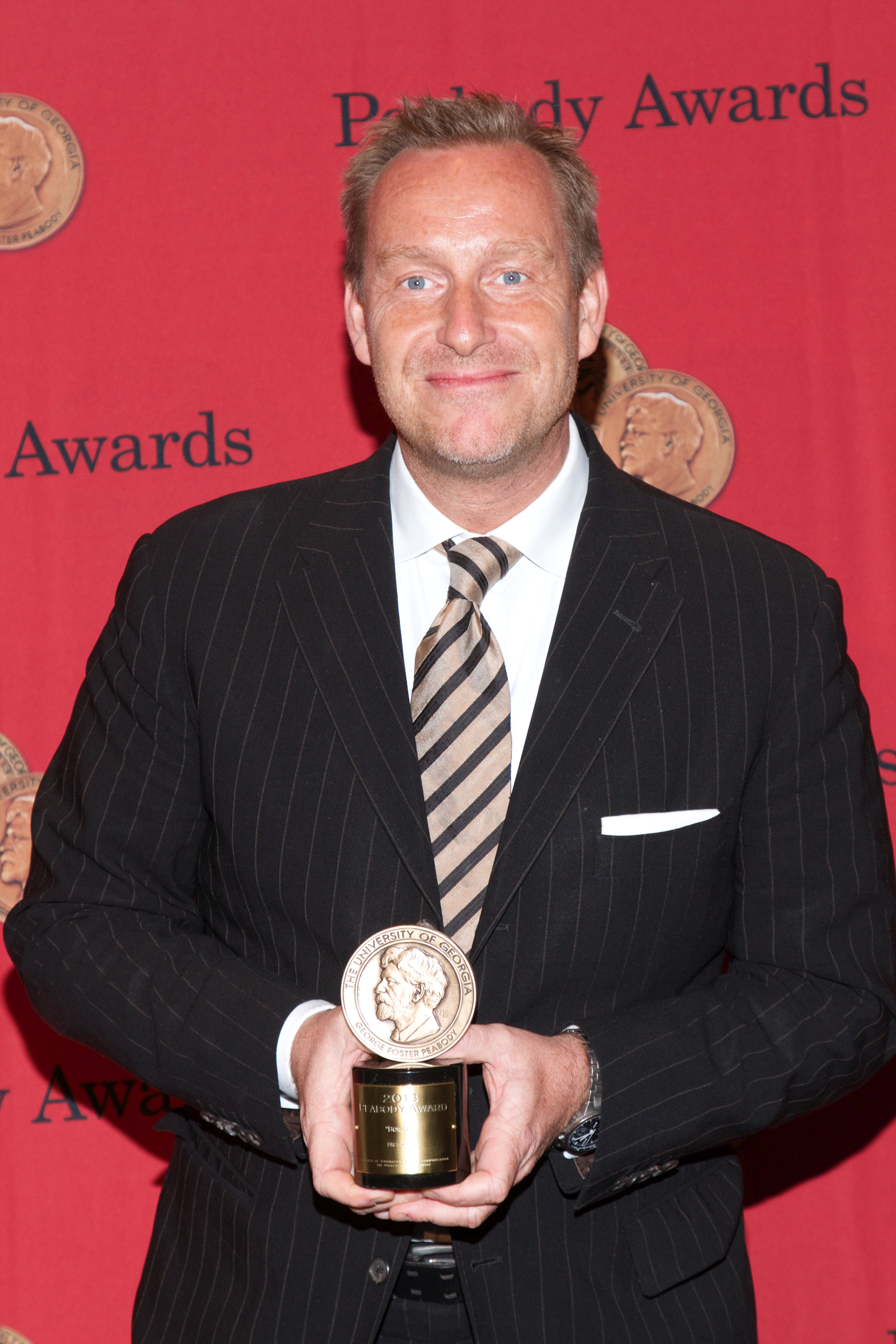
Adam Price (* 1967)

- Price, Adam (* 1968), walisischer Politiker (Plaid Cymru)
- Price, Alan (* 1942), britischer Sänger, Pianist, Organist, Arrangeur und KomponistAlan Price (* 1942)

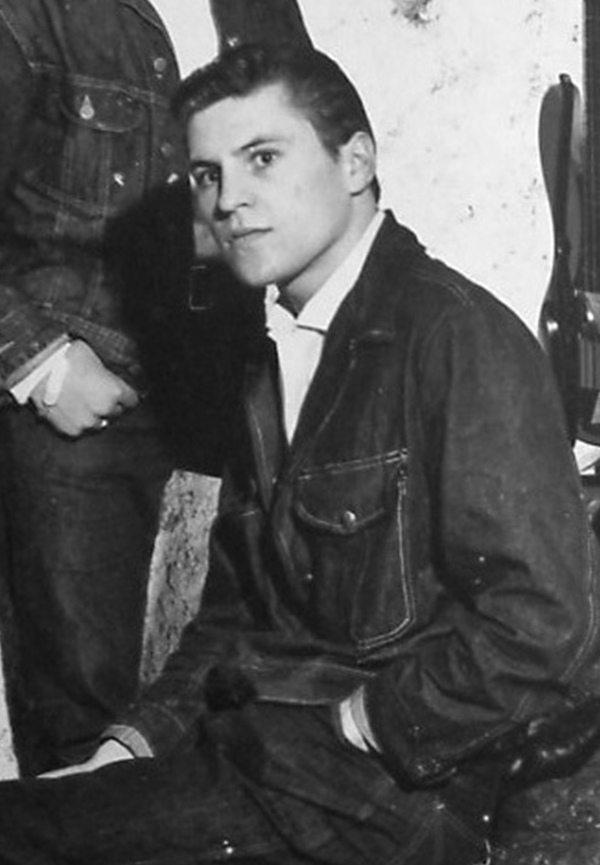
Alan Price (* 1942)

- Price, Alex, britischer Schauspieler
- Price, Alex, Schweizer House/Dance-DJ, Songwriter und Produzent
- Price, Ali (* 1993), schottischer Rugby-Union-Spieler
- Price, Andrew (1854–1909), US-amerikanischer Politiker
- Price, Anthony (1928–2019), britischer Schriftsteller und Journalist
- Price, Anthony William (* 1947), britischer Philosoph und Philosophiehistoriker
- Price, Berwyn (* 1951), britischer Hürdenläufer
- Price, Betsy (* 1949), US-amerikanische Politikerin, Bürgermeisterin von Fort Worth
- Price, Big Walter (1914–2012), US-amerikanischer Bluesmusiker
- Price, Bob (1927–2004), US-amerikanischer Politiker
- Price, Brian (* 1976), kanadischer Ruderer
- Price, Carey (* 1987), kanadischer Eishockeytorwart
- Price, Caroline (* 1993), US-amerikanische Tennisspielerin
- Price, Cedric (1934–2003), britischer Architekt
- Price, Chanelle (* 1990), US-amerikanische Leichtathletin
- Price, Charles Melvin (1905–1988), US-amerikanischer Politiker
- Price, Charles R. (1868–1941), US-amerikanischer Politiker
- Price, Charles Sydney (1887–1947), US-amerikanischer Prediger
- Price, Christine (* 1952), britische Mittel- und Langstreckenläuferin
- Price, Christopher (1932–2015), britischer Politiker der Labour Party
- Price, Clark, US-amerikanischer Diplomat
- Price, David (* 1940), US-amerikanischer Politiker der Demokratischen Partei
- Price, David (* 1945), kanadischer Politiker
- Price, David (* 1983), englischer BoxerDavid Price (* 1983)

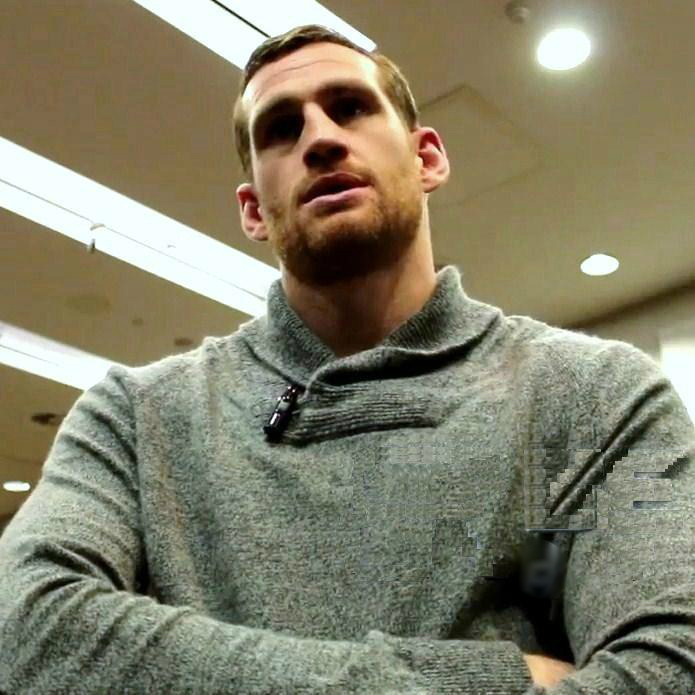
David Price (* 1983)

- Price, David (* 1985), US-amerikanischer Baseballspieler
- Price, DeAnna (* 1993), US-amerikanische Hammerwerferin
- Price, Dennis (1915–1973), britischer Schauspieler
- Price, Derek de Solla (1922–1983), britischer Wissenschaftler, Begründer der Szientometrie
- Price, Devon, US-amerikanischer Psychologe, Autor und Aktivist
- Price, Dick (1930–1985), US-amerikanischer Psychologe, Co-Gründer des Esalen-Instituts
- Price, Dorothy Stopford (1890–1954), irische Medizinerin und Impfpionieren
- Price, E. Hoffman (1898–1988), US-amerikanischer Science-Fiction-Autor
- Price, Elizabeth (* 1966), britische bildende Künstlerin, Videokünstlerin und Musikerin
- Price, Ellen (1878–1968), dänische Primaballerina und SchauspielerinEllen Price (1878–1968)

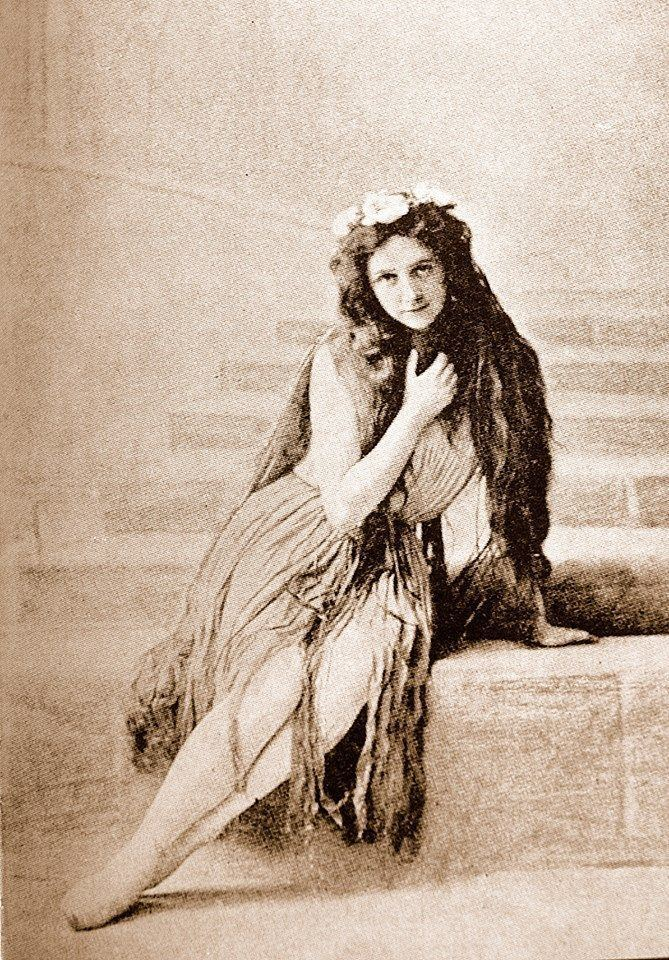
Ellen Price (1878–1968)

- Price, Emmett William (1896–1965), US-amerikanischer Tierarzt und Parasitologe
- Price, Emory H. (1899–1976), US-amerikanischer Politiker
- Price, Eric (* 1974), US-amerikanischer Schauspieler und Komiker
- Price, Erin Leigh, Schauspielerin
- Price, Florence (1887–1953), US-amerikanische Komponistin
- Price, Frederick K. C. (1932–2021), US-amerikanischer Pastor und Fernsehprediger
- Price, G. David (* 1956), britischer Geophysiker
- Price, G. Ward (1886–1961), britischer Journalist
- Price, Gabriella (* 2003), US-amerikanische Tennisspielerin
- Price, George Cadle (1919–2011), belizischer Premierminister
- Price, George Lawrence (1892–1918), kanadischer Soldat
- Price, George McCready (1870–1963), kanadischer Kreationist
- Price, George R. (1922–1975), US-amerikanischer Biologe
- Price, Gerwyn (* 1985), walisischer Rugbyspieler und DartspielerGerwyn Price (* 1985)

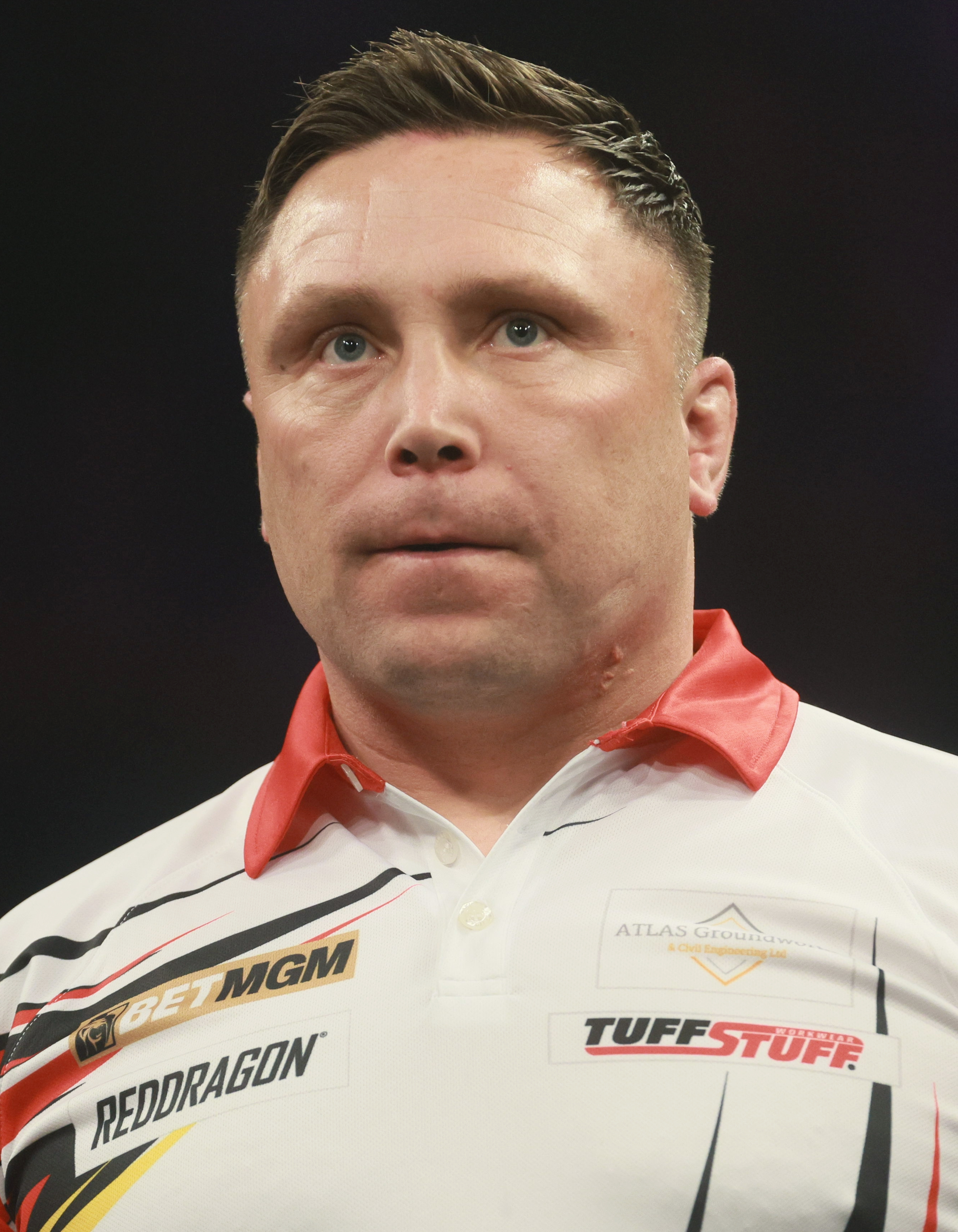
Gerwyn Price (* 1985)

- Price, Hal (1886–1964), US-amerikanischer Schauspieler
- Price, Harry (1881–1948), britischer Forscher und Autor
- Price, Henry Habberley (1899–1984), britischer Hochschullehrer für Philosophie; Parapsychologe
- Price, Hiram (1814–1901), US-amerikanischer Politiker
- Price, Hollis (* 1979), US-amerikanischer Basketballspieler
- Price, Hugh († 1574), Jurist, Gründer des Jesus College in Oxford
- Price, Hugh H. (1859–1904), US-amerikanischer Politiker
- Price, Huw (* 1953), australischer Philosoph und Hochschullehrer
- Price, Irene (1902–1999), US-amerikanische Mathematikerin
- Price, Jack (* 1977), deutscher Komponist, Arrangeur, Musikproduzent, Multiinstrumentalist und Moderator
- Price, James, britischer Szenenbildner und Künstlerischer Leiter
- Price, James H. (1878–1943), US-amerikanischer Politiker
- Price, Jason (* 1978), US-amerikanischer Basketballspieler
- Price, Jesse (1863–1939), US-amerikanischer Politiker
- Price, Jill (* 1965), amerikanische Schriftstellerin, bei der zum ersten Mal ein hyperthymestisches Syndrom beobachtet wurde
- Price, Jim (1941–2023), US-amerikanischer Baseballspieler
- Price, John (1920–1991), US-amerikanischer Segler
- Price, John D. (1892–1957), US-amerikanischer Admiral der US Navy
- Price, John G. (1871–1930), US-amerikanischer Jurist und Politiker
- Price, Jonelle (* 1980), neuseeländische Vielseitigkeitsreiterin
- Price, Joseph (* 1963), US-amerikanisch-französischer Basketballspieler
- Price, Julius (1833–1893), Tänzer
- Price, Katie (* 1978), britisches Fotomodell, Sängerin und UnternehmerinKatie Price (* 1978)

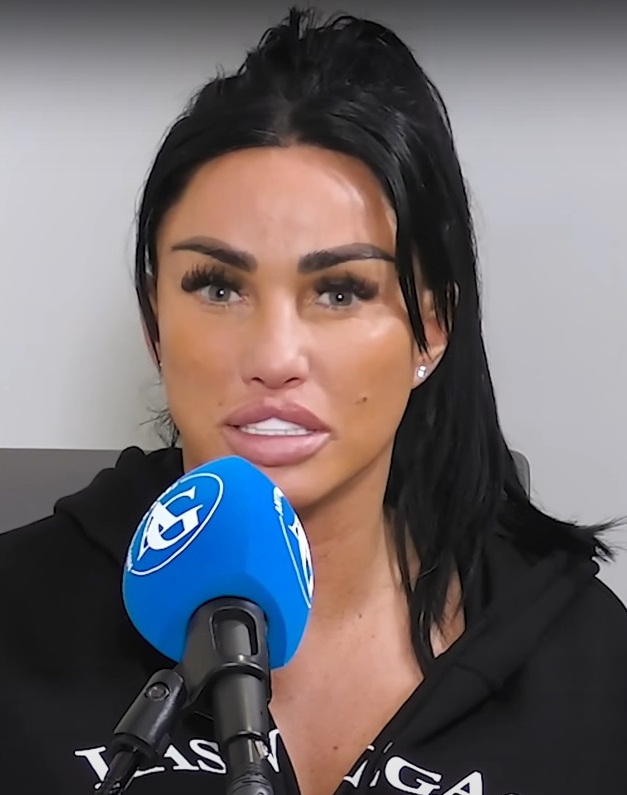
Katie Price (* 1978)

- Price, Kenneth (1935–2012), US-amerikanischer Künstler
- Price, Kirsten (* 1981), US-amerikanische Pornodarstellerin
- Price, Lauren (* 1994), walisische Boxerin
- Price, Leo (* 1935), amerikanischer Rhythm-and-Blues-Musiker
- Price, Leontyne (* 1927), US-amerikanische Konzert- und Opernsängerin (Sopran)
- Price, Lindsay (* 1976), US-amerikanische SchauspielerinLindsay Price (* 1976)

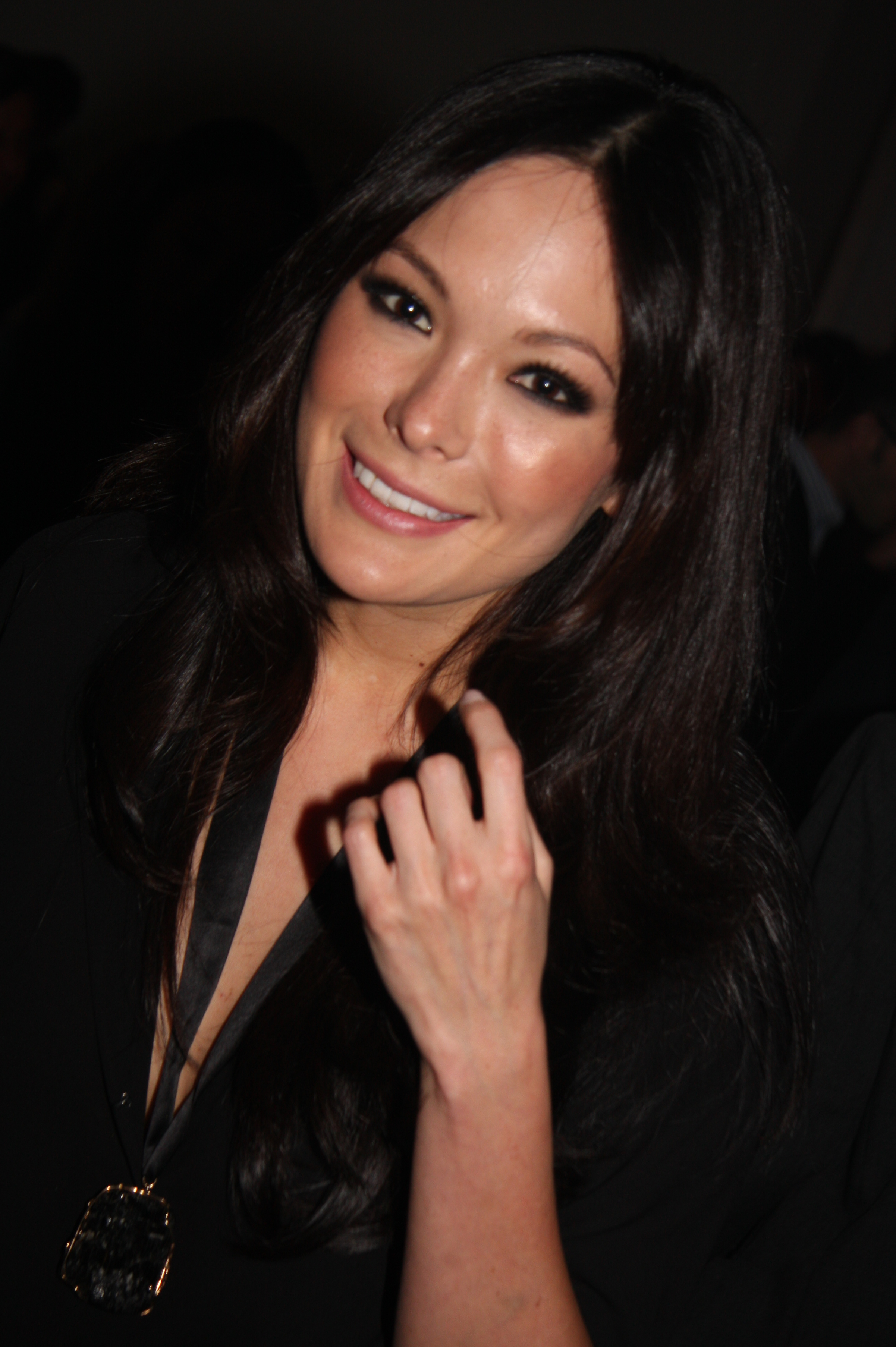
Lindsay Price (* 1976)

- Price, Lissa, US-amerikanische Autorin
- Price, Lloyd (1933–2021), US-amerikanischer Rock-’n’-Roll- und Rhythm-and-Blues-Sänger
- Price, Lonny (* 1959), US-amerikanischer Schauspieler und Regisseur
- Price, M. Philips (1885–1973), britischer Politiker (Labour)
- Price, Madeline (* 1995), kanadische Leichtathletin
- Price, Margaret (1941–2011), walisische Opernsängerin (Sopran)
- Price, Margo (* 1983), amerikanische Country-Sängerin und Liedermacherin
- Price, Mark (* 1964), US-amerikanischer Basketballspieler
- Price, Martin Jessop (1939–1995), britischer Numismatiker
- Price, Mary Elizabeth (1877–1965), US-amerikanische Malerin
- Price, Mary Victoria (* 1962), US-amerikanische Autorin
- Price, Megyn (* 1971), US-amerikanische SchauspielerinMegyn Price (* 1971)

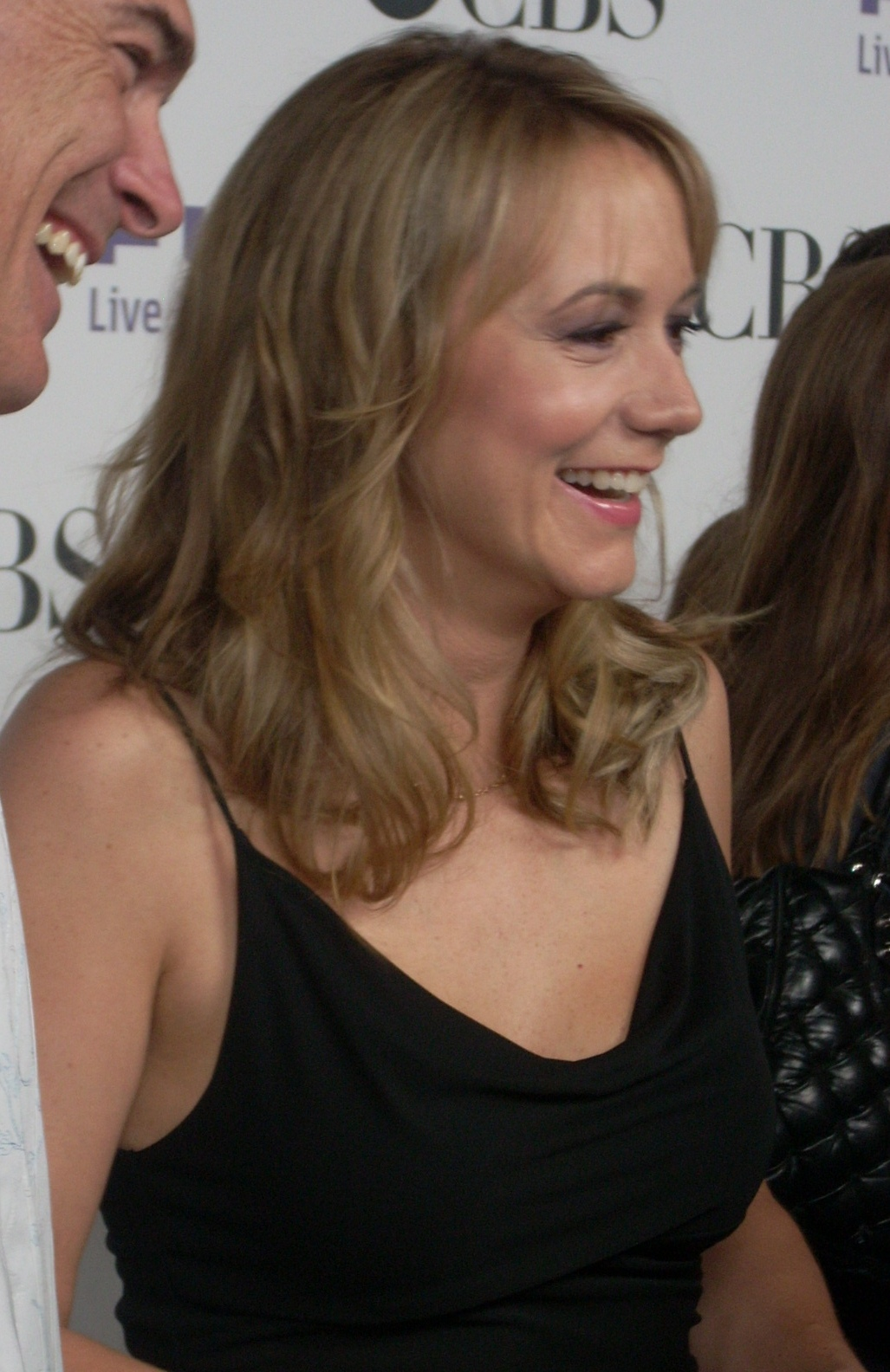
Megyn Price (* 1971)

- Price, Michael, britischer Komponist für Filmmusik
- Price, Mick (* 1966), englischer Snookerspieler
- Price, Molly (* 1966), US-amerikanische Schauspielerin
- Price, Munro (* 1963), britischer Neuzeithistoriker, Hochschullehrer und Sachbuchautor
- Price, Nancy (1880–1970), britische Schauspielerin und Autorin
- Price, Nancy (1925–2023), US-amerikanische Schriftstellerin
- Price, Neville (1929–1980), südafrikanischer Weitspringer
- Price, Nick (* 1957), simbabwischer Golfspieler
- Price, Nick (* 1993), US-amerikanischer Schauspieler
- Price, Olivia (* 1992), australische Seglerin
- Price, Pat (* 1955), kanadischer Eishockeyspieler
- Price, Paul (* 1976), australischer Squashspieler
- Price, Peter (* 1944), britischer Bischof
- Price, Petrina (* 1984), australische Hochspringerin
- Price, Ray (1926–2013), US-amerikanischer Country-Sänger
- Price, Ray (* 1953), US-amerikanischer Basketballspieler
- Price, Raymond A. (1933–2024), kanadischer Geologe (Tektonik in Nordamerika)
- Price, Reynolds (1933–2011), US-amerikanischer Schriftsteller und Literaturwissenschaftler
- Price, Richard (1723–1791), britischer Ethischer Philosoph, Prediger der Englischen Dissenter sowie ein aktiver Flugblattschreiber in der Amerikanischen Revolution
- Price, Richard (* 1949), US-amerikanischer Schriftsteller und Drehbuchautor
- Price, Robert M. (* 1954), US-amerikanischer Theologe und Buchautor
- Price, Rodman M. (1816–1894), US-amerikanischer Politiker
- Price, Roger J. (1934–2011), US-amerikanischer Offizier, Generalmajor der US-Army
- Price, Ross (* 1929), australischer Sprinter
- Price, Ruth (* 1938), US-amerikanische Jazz-Sängerin
- Price, Sammy (1908–1992), US-amerikanischer Jazz- und Blues-Pianist
- Price, Samuel (1805–1884), US-amerikanischer Politiker
- Price, Sean (1972–2015), US-amerikanischer RapperSean Price (1972–2015)

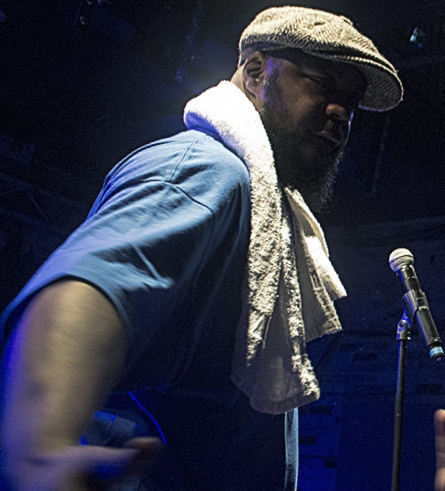
Sean Price (1972–2015)

- Price, Seth (* 1973), palästinensischer Multimediakünstler
- Price, Simeon (1882–1945), US-amerikanischer Golfer
- Price, Simon R. F. (1954–2011), englischer Althistoriker
- Price, Sterling (1809–1867), US-amerikanischer Politiker und General der Konföderierten im Sezessionskrieg
- Price, Steven (* 1977), britischer Filmkomponist
- Price, Stuart (* 1977), britischer Housemusiker und -produzent
- Price, Sue (* 1965), US-amerikanische Bodybuilderin und Schauspielerin
- Price, Thomas (1852–1909), australischer Gewerkschafter und Politiker (Labor Party), Premierminister von South Australia
- Price, Thomas (* 1933), US-amerikanischer Ruderer
- Price, Thomas Lawson (1809–1870), US-amerikanischer Politiker
- Price, Tinsley (* 2012), US-amerikanische Schauspielerin
- Price, Toby (* 1987), australischer Motorradrennfahrer
- Price, Tom (* 1954), US-amerikanischer Politiker
- Price, Tom (* 1980), britischer Schauspieler, Synchronsprecher und Stand-up-Comedian
- Price, Tommy (1911–1997), britischer Speedwayfahrer
- Price, Vincent (1911–1993), US-amerikanischer Schauspieler und AutorVincent Price (1911–1993)

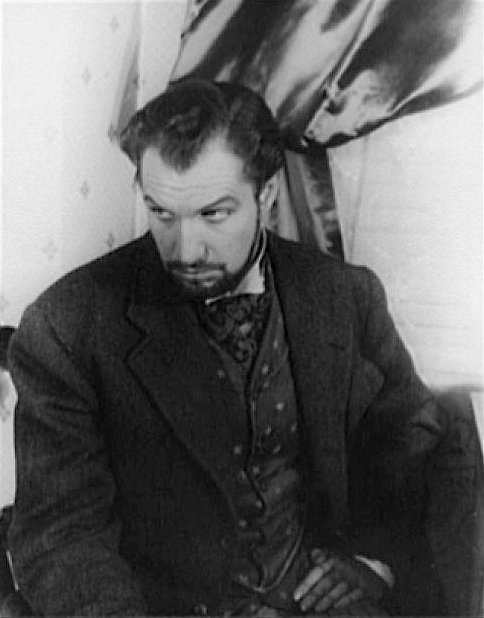
Vincent Price (1911–1993)

- Price, Weston (1870–1948), amerikanischer Zahnarzt und Ernährungswissenschaftler
- Price, William C. (1816–1901), US-amerikanischer Jurist und Politiker sowie Offizier in der Konföderiertenarmee
- Price, William Lake (1810–1896), englischer Aquarellist, Illustrator, Fotograf und Autor
- Price, William P. (1835–1908), US-amerikanischer Politiker
- Price, William T. (1824–1886), US-amerikanischer Politiker
- Price-Francis, Amy (* 1975), kanadische Schauspielerin
- Price-Jones, Cecil (1863–1943), britischer Pathologe und Hämatologe
- Price-Mars, Jean (1876–1969), haïtianischer Mediziner, Ethnologe, Diplomat, Politiker, Pädagoge und Schriftsteller
- Price-Pejtersen, Johan (* 1999), dänischer Radrennfahrer
- Price-Smith, Connie (* 1962), US-amerikanische Kugelstoßerin und Diskuswerferin
- Prichard, George W. († 1935), US-amerikanischer Jurist, Politiker und Eigentümer von Bergwerken
- Prichard, James Cowles (1786–1848), englischer Arzt und Ethnologe
- Prichard, Katharine Susannah (1883–1969), australische Schriftstellerin
- Prichard, Robert (* 1956), deutsch-amerikanischer Schauspieler und Produzent
- Prichard, Vernon (1892–1949), US-amerikanischer Offizier, Generalmajor der US-Army
- Prichette, Kintzing (1800–1869), Gouverneur von Oregon
- Prichodko, Sergei Eduardowitsch (1957–2021), russischer Politiker
- Prichodskis, Edvardas (1936–2012), sowjetlitauischer Politiker
- Prichodtschenko, Konstantin Wladimirowitsch (* 1972), russischer Sportschütze
- Prichotko, Antonina Fjodorowna (1906–1995), sowjetische Physikerin
- Příchovský von Příchovice, Anton Peter (1707–1793), Erzbischof von Prag
- Prick, Arno (* 1946), deutscher Boxer
- Prick, Christof (* 1946), deutscher Dirigent
- Prick, Kathrin (* 1949), deutsche Opernregisseurin
- Prick, Nicolaus (1630–1692), deutscher Rechtswissenschaftler und Hochschullehrer
- Prickartz, Martha (1924–2015), deutsche Skatspielerin
- Prickett, Fay B. (1893–1982), US-amerikanischer Offizier, Generalmajor der US-Army
- Prickett, Thomas (1913–2010), britischer Offizier der Luftstreitkräfte des Vereinigten Königreichs
- Pricking, August (1906–1990), deutscher römisch-katholischer Geistlicher, Domkapitular in Münster und Kreisdechant
- Pricking, David (* 1979), deutscher Zauberkünstler
- Prickler, Curt (1885–1952), deutscher Filmproduzent, Produktions- und Herstellungsleiter
- Prickler, Harald (1934–2018), österreichischer Historiker
- Pricolo, Francesco (1891–1980), italienischer Luftwaffenoffizier
- Pricop, Cosmin (* 1981), rumänisch-orthodoxer Priester und Dozent für orthodoxe Theologie
- Pricop, Mitică (* 1977), rumänischer Kanute

### Prid
- Prida Inthirath, Jean Marie (* 1957), laotischer Priester, Apostolischer Vikar von Savannakhet
- Prida y Solares, José (1889–1984), spanisch-chilenischer Maler
- Přidalová, Natália (* 1990), slowakische Beachvolleyballspielerin
- Pridankina, Jelena Iwanowna (* 2005), russische Tennisspielerin
- Pridanzew, Michail Wassiljewitsch (1903–1984), russischer Metallurg
- Priday, Bob (1925–1998), südafrikanischer Fußballspieler
- Priddat, Birger (* 1950), deutscher Ökonom, ehemaliger Präsident der Universität Witten/Herdecke
- Pridden, Bob (* 1946), britischer Toningenieur
- Priddis, Anthony (* 1948), britischer anglikanischer Bischof
- Priddy, Andrew, Brigadegeneral der USMC
- Priddy, Nancy (* 1941), US-amerikanische Sängerin und Schauspielerin
- Priddy, Robert C. (* 1936), britisch-norwegischer Philosoph und Publizist
- Priddy, William (* 1977), US-amerikanischer Volleyballspieler
- Pride, Charley (1934–2020), US-amerikanischer Country-SängerCharley Pride (1934–2020)

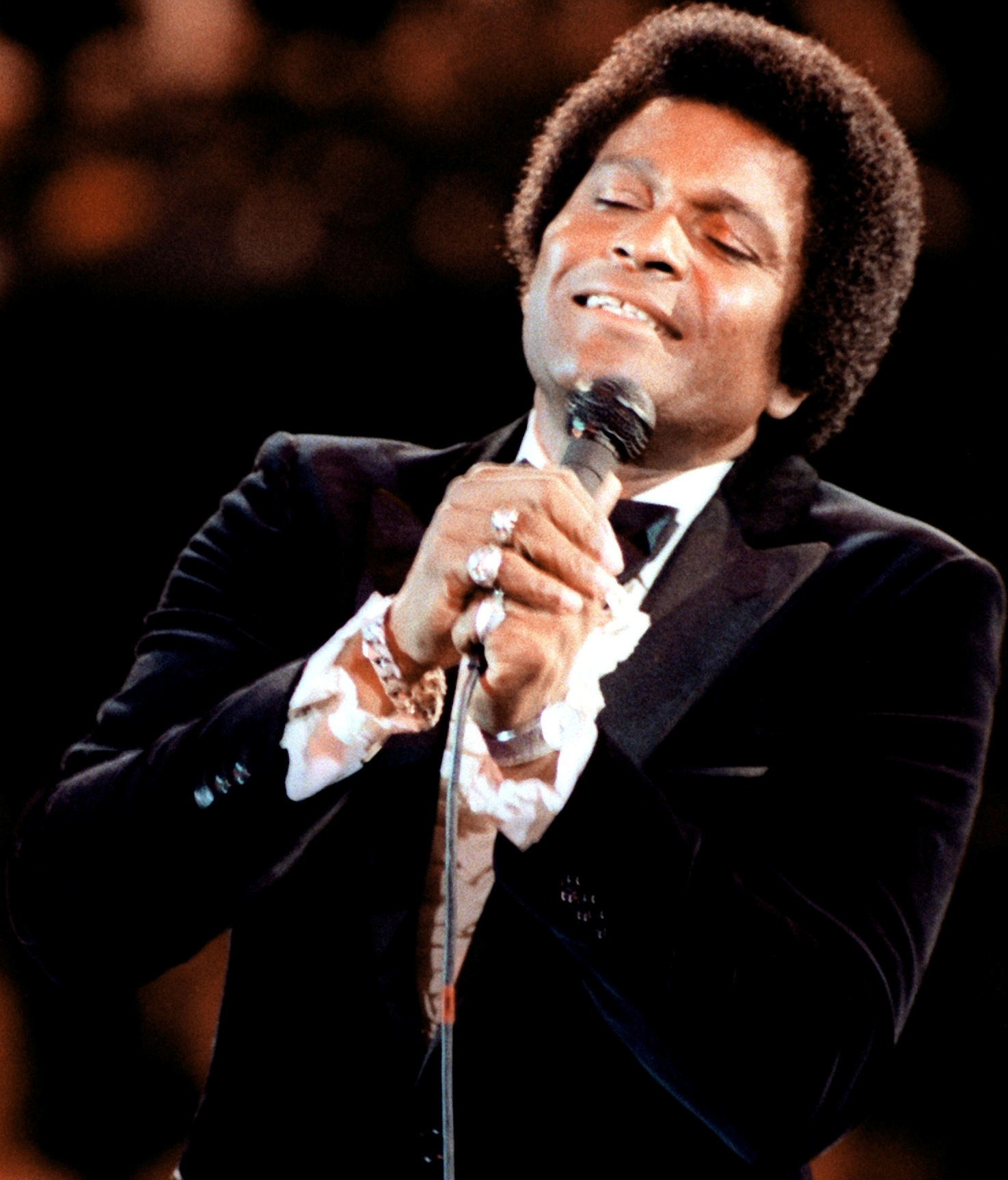
Charley Pride (1934–2020)

- Pride, David P. B. (1854–1894), US-amerikanischer Politiker
- Pride, Dickie (1941–1969), britischer Pop-Musiker
- Pride, Lou (1944–2012), US-amerikanischer Blues- und Soul-Sänger
- Pride, Mike (* 1979), US-amerikanischer Jazz-, Improvisations- und Rockmusiker (Schlagzeug, Gesang, Komposition)
- Prideaux, Don W. (1903–1991), US-amerikanischer Ingenieur
- Prideaux, Gavin J. (* 1969), australischer Paläontologe und Hochschullehrer
- Prideaux, Sue (* 1946), norwegisch-britische Schriftstellerin
- Pridemore, Auburn (1837–1900), US-amerikanischer Politiker
- Pridham, Cherie (* 1971), britische Sportliche Leiterin im Straßenradsport und ehemalige Radrennfahrerin
- Pridham, Geoffrey (* 1942), britischer Politikwissenschaftler und Hochschullehrer
- Pridi Phanomyong (1900–1983), thailändischer Politiker, Premierminister von Thailand
- Pridie, Kenneth (1906–1963), britischer Kugelstoßer und Diskuswerfer
- Pridik, Alexander (1864–1936), deutsch-baltischer Klassischer Philologe und Althistoriker
- Pridik, Eugen (1865–1935), deutsch-baltischer Klassischer Archäologe und Numismatiker
- Pridiyathorn Devakula (* 1947), thailändischer Wirtschaftswissenschaftler, Manager und Politiker
- Pridmore, Ben (* 1976), britischer Gedächtnissportler und Gedächtnisweltmeister
- Pridmore, Reginald (1886–1918), englischer Hockeyspieler
- Pridnig, Tommy (* 1974), österreichischer FilmproduzentTommy Pridnig (* 1974)

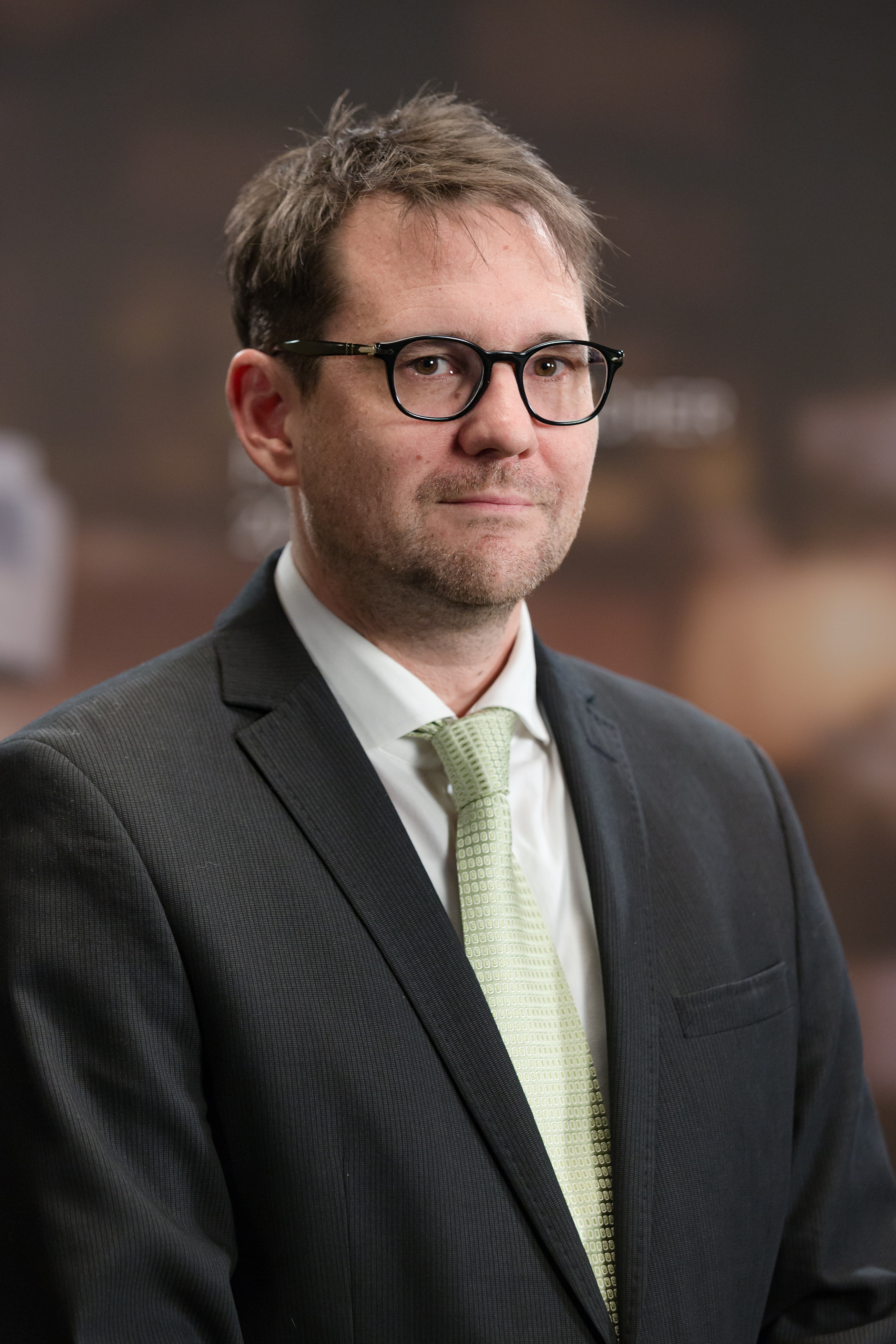
Tommy Pridnig (* 1974)

- Pridöhl, Ernst (1901–1961), deutscher Landwirt und Politiker (LDPD)
- Pridöhl, Gerhard (1936–2021), deutscher Schriftsteller
- Pridöhl, Herbert (1907–1984), deutscher Maler, Zeichner, Illustrator und Gestalter
- Pridy, Conrad (* 1988), kanadischer Skirennläufer
- Pridy, Morgan (* 1990), kanadischer Skirennläufer

### Prie
- Prie de La Mothe-Houdancourt, Louise de († 1709), französische Gouvernante
- Prié, Éric (* 1962), französischer Schachspieler
- Prie, René de (1451–1519), französischer Kardinal der katholischen Kirche
- Priebatsch, Felix (1867–1926), deutscher Historiker, Verleger und Buchhändler
- Priebe, Alfred (1905–1997), deutscher Bildhauer
- Priebe, Hans (1906–1951), deutscher Prähistoriker
- Priebe, Hans-Joachim (* 1947), deutscher Anästhesist und emeritierter Hochschullehrer
- Priebe, Hermann (1871–1961), deutscher evangelischer Geistlicher
- Priebe, Hermann (1907–1997), deutscher Agrarwissenschaftler, Hochschullehrer und Autor
- Priebe, Maik (* 1977), deutscher Theater- und Filmregisseur
- Priebe, Moritz-Ernst (1902–1990), deutscher Theologe und Politiker (SPD), MdB
- Priebe, Otto (1886–1945), deutscher Maler
- Priebe, Reinhard (* 1949), deutscher Jurist und ehemaliger Direktor in der Europäischen Kommission
- Priebe, Till Artur (* 1984), deutscher Schauspieler und Sprecher
- Prieber, Christian Gottlieb (* 1697), deutscher Rechtsanwalt, Sozialutopist und Abenteurer
- Prieberg, Fred K. (1928–2010), deutscher Musikwissenschaftler
- Priebke, Erich (1913–2013), deutscher SS-OffizierErich Priebke (1913–2013)

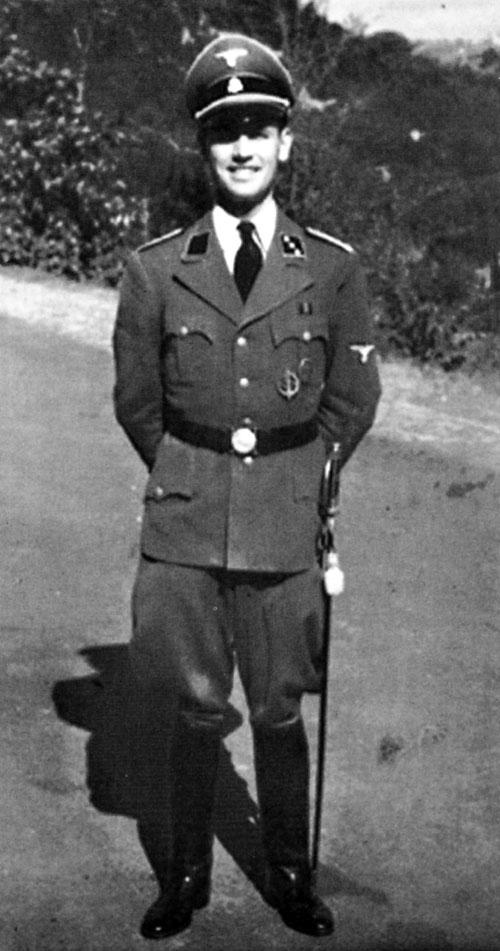
Erich Priebke (1913–2013)

- Prieboy, Andy (* 1955), US-amerikanischer Musiker, Autor und ehemaliger Leichenhallenwächter
- Priebs, Axel (* 1956), deutscher Wissenschaftler
- Priebsch, Jan-Philipp (* 1986), deutscher Eishockeyspieler
- Priebsch, Josef (1866–1941), österreichischer Romanist, Hispanist und Lusitanist
- Priebsch, Robert (1866–1935), deutscher Germanist
- Priebst, Christin (* 1983), deutsche Shorttrackerin
- Priebus, Reince (* 1972), US-amerikanischer Anwalt und Politiker der Republikanischen ParteiReince Priebus (* 1972)

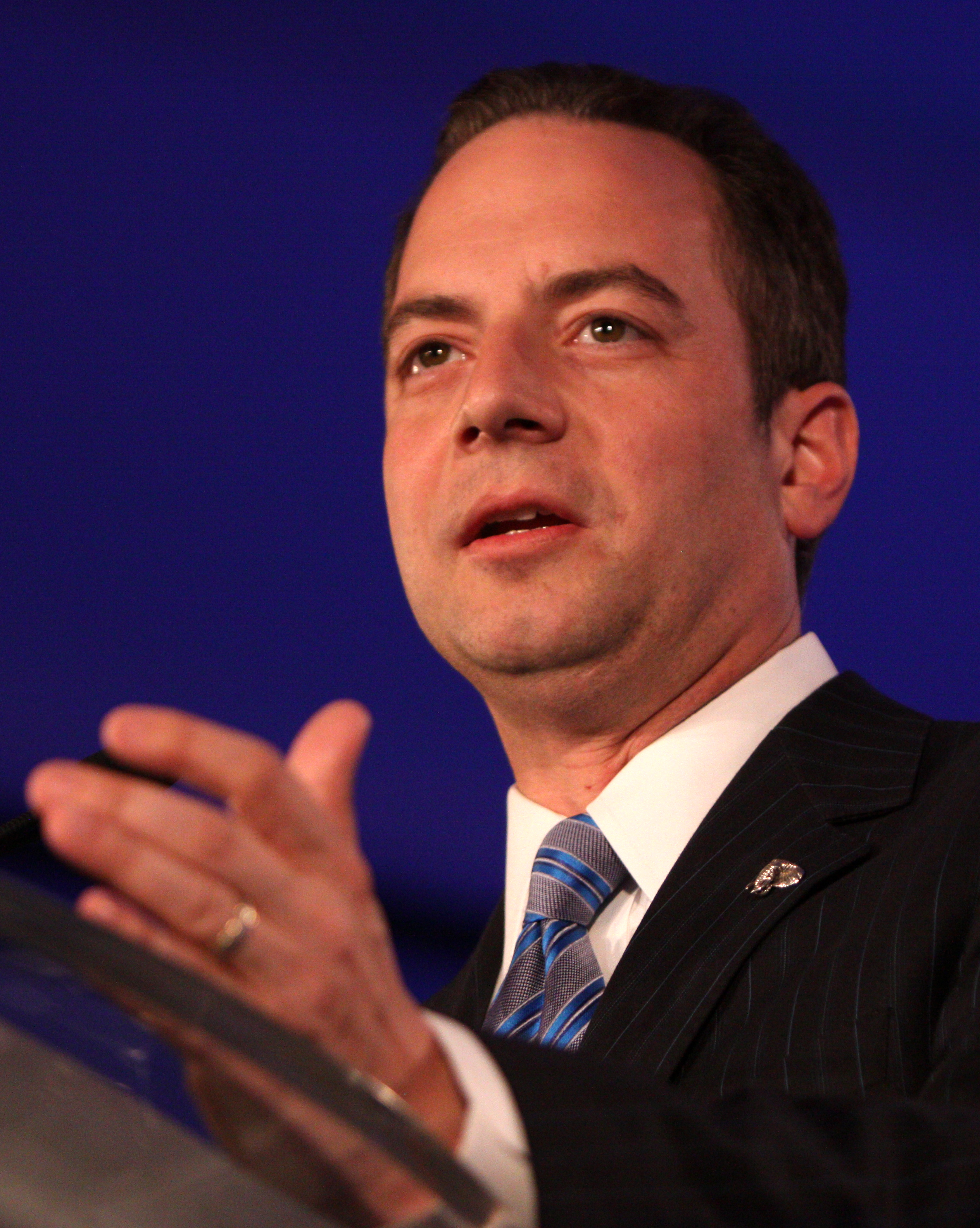
Reince Priebus (* 1972)

- Priebus, Rosemarie (* 1947), deutsche Politikerin (CDU), MdV, MdB
- Priechenfried, Alois Heinrich (1867–1953), österreichischer Porträtmaler des Naturalismus und ausgebildeter Vergolder
- Priede, Aleksandrs (1907–1978), lettischer Fußballspieler
- Priedulēna, Lelde (* 1993), lettische Skeletonpilotin
- Priefer, Veronica (* 1982), deutsche Drehbuchautorin
- Priefert, Anneliese (1927–2021), deutsche Schauspielerin, Synchronsprecherin und Hörspielsprecherin
- Priefert, Karl (1879–1961), deutscher Kommunalpolitiker und Gewerkschafter
- Priegann, Peter (* 1970), deutscher Schauspieler und Regisseur
- Priegel, Naëmi (* 1941), deutsche Schauspielerin und Sängerin
- Prieger, Erich (1849–1913), deutscher Musikwissenschaftler
- Prieger, Erich (1889–1961), deutscher Landrat
- Prieger, Fritz (* 1877), deutscher Seeoffizier und Referatsleiter des Marinenachrichtendienstes im Ersten Weltkrieg
- Prieger, Johann Erhard (1792–1863), deutscher Arzt
- Priegnitz, Joachim (* 1941), deutscher Brigadegeneral der Bundeswehr
- Priegnitz, Werner (1896–1979), deutscher Stadthistoriker und Maler
- Priehoda, Vítězslav (* 1960), slowakisch-tschechischer Schachmeister
- Prielmayr, Franz Bernhard von (1668–1733), bayerischer Militär
- Prielmayr, Korbinian von (1643–1707), bayerischer Staatsmann
- Prieložný, Igor (* 1957), slowakischer Volleyballspieler und -trainer
- Priem, Arnulf (* 1948), deutscher Rechtsextremist
- Priem, Cees (* 1950), niederländischer Radrennfahrer
- Priem, Georg Heinrich von (1794–1870), preußischer Generalmajor, Einführung des Zündnadelgewehrs in der preußischen Armee
- Priem, Johann Paul (1815–1890), deutscher Bibliothekar und Stadthistoriker
- Priem-Bergrath, Hans (1925–2022), deutscher Bratscher, Violinist und Dirigent
- Priemel, Gero (1913–2002), deutscher Regisseur, Produzent und Drehbuchautor von Kultur- und Dokumentarfilmen
- Priemel, Hubert (* 1936), deutscher Kommunalpolitiker (CDU)
- Priemel, Kim Christian (* 1977), deutscher Wirtschaftshistoriker und Hochschullehrer an der Universität Oslo
- Priemel, Kurt (1880–1959), Direktor des Frankfurter Zoos (1908–1938)
- Priemer, Birgit, deutsche Motorjournalistin und Chefredakteurin von auto motor und sport
- Priemer, Petra (* 1961), deutsche Schwimmsportlerin
- Priemer, Rolf (1940–2017), deutscher Journalist und DKP-Funktionär
- Priemer, Rudolf (1938–2022), deutscher Heimat- und Regionalforscher
- Priemer, Sandra (* 1973), deutsche Leichtathletin
- Priemetshofer, Josef (1930–2010), österreichischer Metallplastiker, Maler, Grafiker, Kulturberater, Denkmalpfleger und Restaurator
- Prien, August (1857–1944), deutscher Baumeister und Bauunternehmer
- Prien, Carl (1818–1896), deutscher Klassischer Philologe, Lehrer und Politiker
- Prien, Günther (1908–1941), deutscher MarineoffizierGünther Prien (1908–1941)

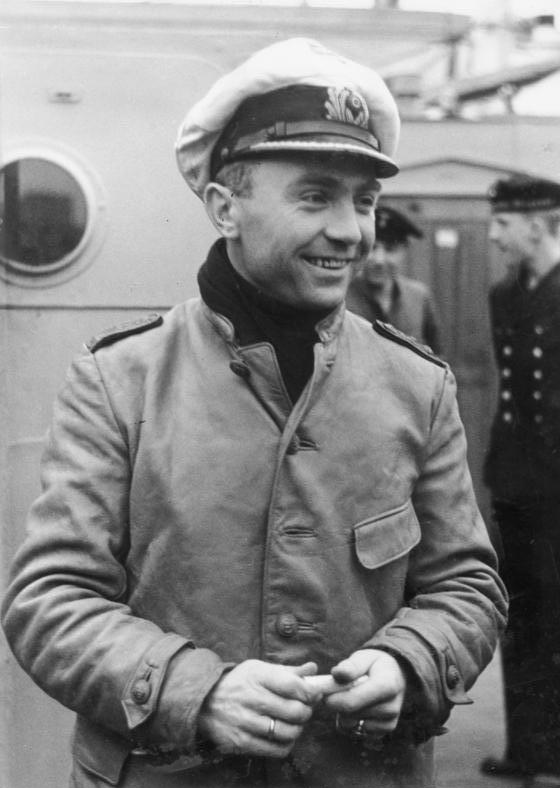
Günther Prien (1908–1941)

- Prien, Hans Detlev (1766–1831), deutscher Gastwirt und Botaniker
- Prien, Hans-Jürgen (1935–2022), deutscher evangelischer Theologe und Historiker
- Prien, Karin (* 1965), deutsche Politikerin (CDU), MdHB, Bundesministerin für Bildung und FamilieKarin Prien (* 1965)

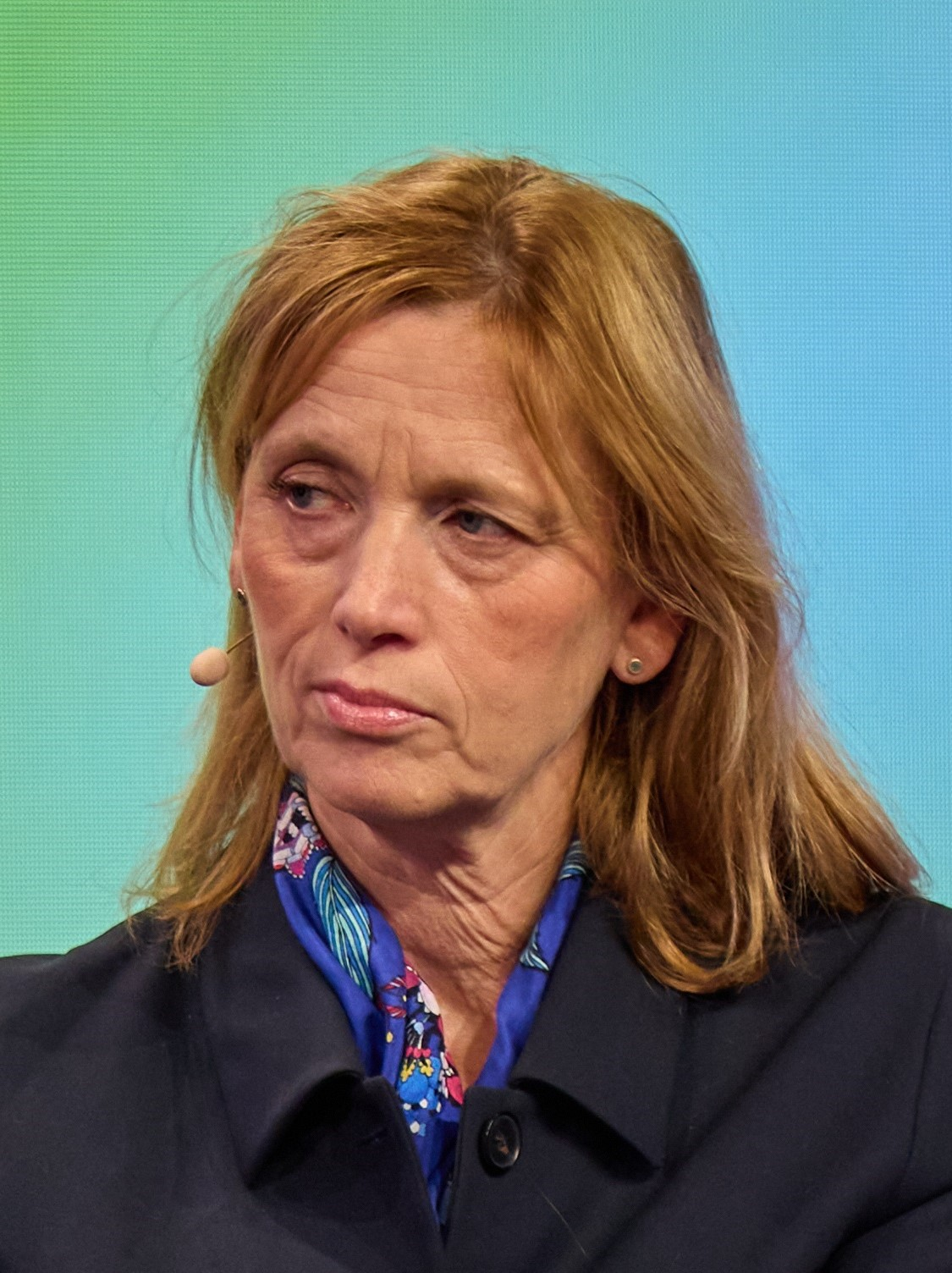
Karin Prien (* 1965)

- Prien, Nico (* 1994), deutscher Windsurfer
- Prien, Paul (1885–1958), deutscher Politiker (SPD, SED) und Redakteur
- Pries, Adolf (1851–1930), deutscher Verwaltungsjurist und Bürgermeister von Neubrandenburg
- Pries, Arthur (1880–1941), deutscher Architekt und mecklenburgischer Baubeamter
- Pries, Axel Radlach (* 1954), deutscher Mediziner und Hochschullehrer
- Pries, Christoph (* 1958), deutscher Politiker (SPD), MdB
- Pries, Dieter (* 1952), deutscher Fußballspieler
- Pries, Elisa (* 1992), deutsche Schauspielerin
- Pries, Friedrich (1859–1937), deutscher Architekt und mecklenburgischer Baubeamter
- Pries, Friedrich (* 1918), deutscher Fußballspieler
- Pries, Hans (1914–2013), deutscher Offizier und Verwaltungsjurist
- Pries, Hans-Georg (1919–2005), deutscher Polizist
- Pries, Heinrich Christian (1798–1866), deutscher Advokat, Bürgermeister der Stadt Waren und Parlamentarier
- Pries, Joachim Heinrich (1681–1763), deutscher Kaufmann, Ratsherr und Bürgermeister in Rostock
- Pries, Joachim Heinrich der Ältere (1714–1763), deutscher lutherischer Theologe
- Pries, Joachim Heinrich der Jüngere (1747–1796), deutscher lutherischer Theologe
- Pries, Johann Friedrich (1776–1832), deutscher Pädagoge und Professor
- Pries, Ludger (* 1953), deutscher Soziologe
- Pries, Martin (* 1957), deutscher Geograph und Hochschullehrer
- Pries, Nadja (* 1994), deutsche Radsportlerin
- Pries, Niklas (* 1987), deutscher Schauspieler
- Pries, Robert (1852–1928), deutscher evangelisch-lutherischer Theologe, Lehrer und Schriftsteller
- Pries, Roberto (1955–2012), deutscher Handballspieler
- Pries, Stefan (* 1982), deutscher Handballspieler und -trainer
- Pries, Walter (1902–1984), deutscher Politiker (SPD), MdHB
- Priesand, Sally (* 1946), erste Rabbinerin der USA
- Priesching, Nicole (* 1973), deutsche römisch-katholische Theologin und Hochschullehrerin für Kirchengeschichte
- Priesdorff, Kurt von (1881–1967), preußischer Major, sowie Militärhistoriker
- Priese, Karl-Heinz (1935–2017), deutscher Ägyptologe
- Priesemann, Gerhard (1925–2011), deutscher Pädagoge und Dichter
- Priesemann, Viola (* 1982), deutsche Physikerin und NeurowissenschaftlerinViola Priesemann (* 1982)

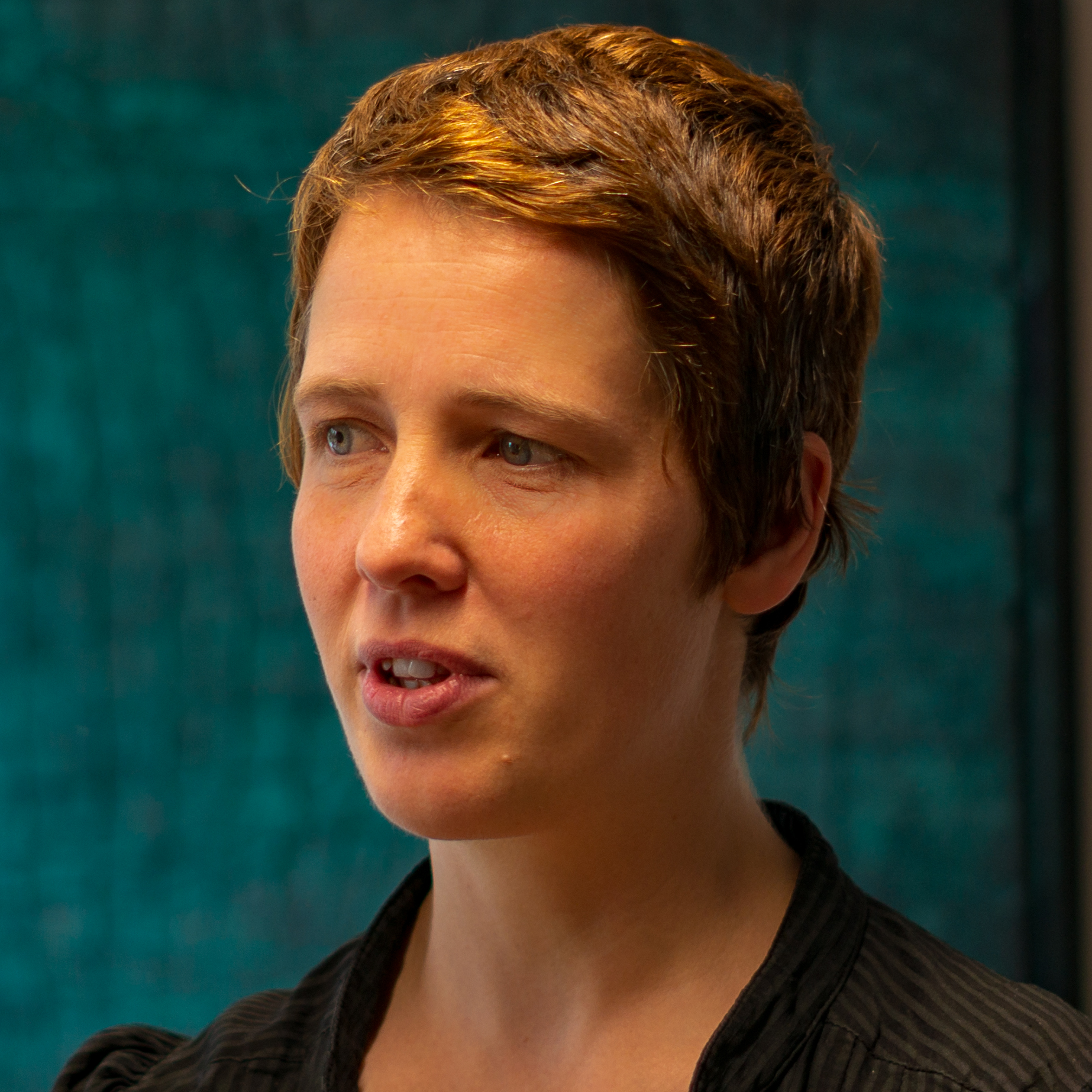
Viola Priesemann (* 1982)

- Prieser, Heinrich von (1797–1870), deutscher Richter und Justizminister im Königreich Württemberg
- Prieser, Uwe (* 1945), deutscher Sportjournalist und Autor
- Priesmeier, Wilhelm (* 1954), deutscher Politiker (SPD), MdB
- Priesner, Claus (* 1947), deutscher Wissenschaftshistoriker und Hochschullehrer
- Priesner, Ernst (* 1934), österreichischer Biologe
- Priesner, Hermann (1891–1974), österreichischer Biologe und Entomologe
- Priesnitz, Heiner-Matthias (* 1944), deutscher Zeichner
- Priesnitz, Walter (1932–2012), deutscher Jurist und Verwaltungsbeamter
- Prieß, Benno (1928–2015), deutsches Opfer des Stalinismus, Autor und Herausgeber
- Priess, Heinz (1915–2001), deutscher Widerstandskämpfer
- Priess, Heinz (1920–1945), deutscher Widerstandskämpfer
- Prieß, Hellmuth (1896–1944), deutscher General der Infanterie im Zweiten Weltkrieg
- Prieß, Helmuth (1939–2012), deutscher Militär und Kommunalpolitiker (SPD), Mitbegründer und Sprecher des Arbeitskreises „Darmstädter Signal“
- Prieß, Hermann (1901–1985), deutscher SS-Gruppenführer, Kommandant der SS-Division „Totenkopf“ Adolf HitlerHermann Prieß (1901–1985)

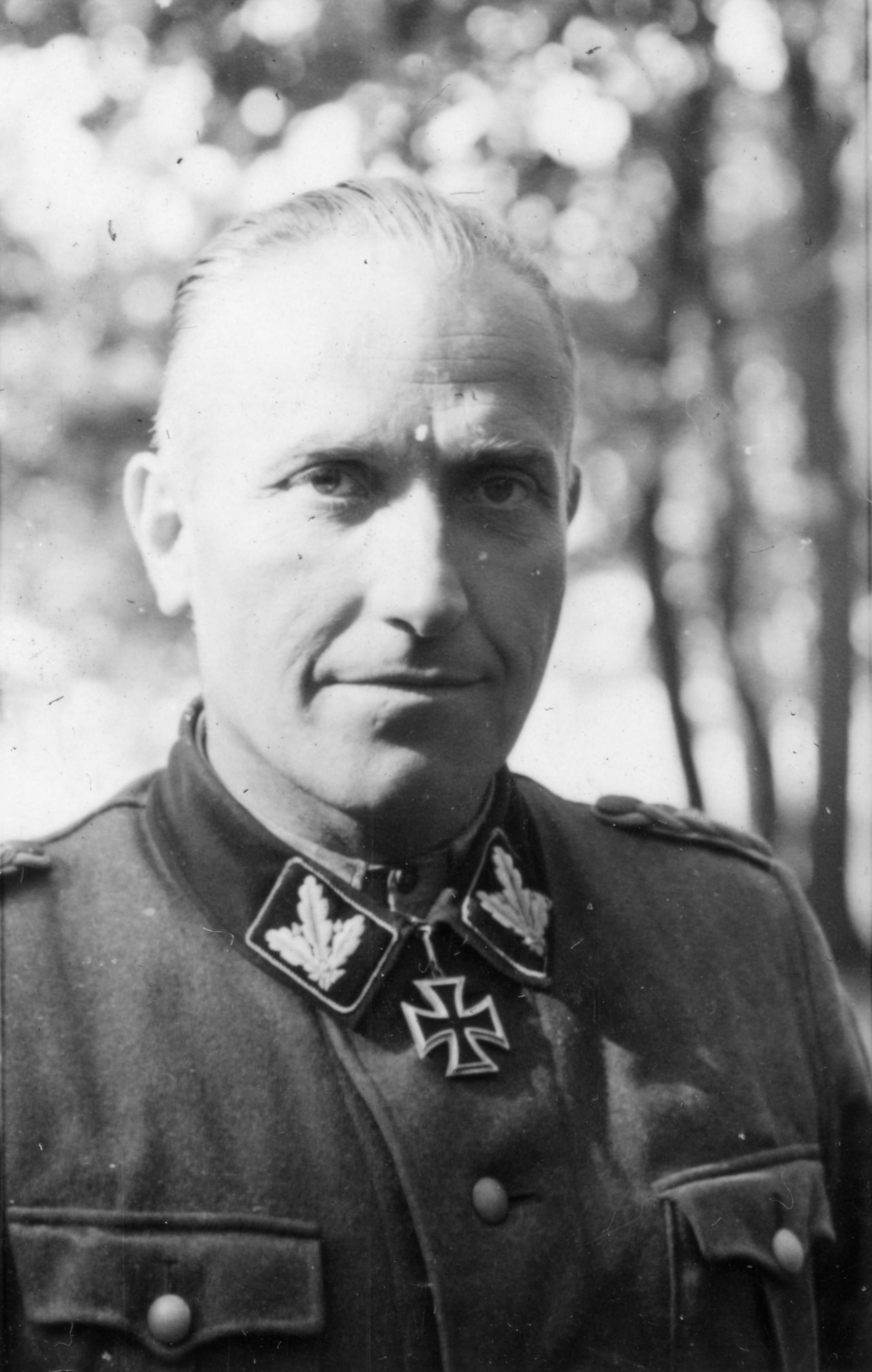
Hermann Prieß (1901–1985)

- Priess, James R., US-amerikanischer Entwicklungsbiologe
- Prieß, Jürgen H. Th. (1929–2016), deutscher Verwaltungsjurist und Kommunalbeamter
- Priess, Marie (1885–1983), deutsche kommunistische Widerstandskämpferin gegen den Nationalsozialismus
- Prieß, Mirriam (* 1972), deutsche Ärztin, Unternehmensberaterin und Buchautorin
- Prieß, Paul (1879–1935), deutscher Verwaltungsjurist und Kommunalbeamter
- Prieß, Rainer (* 1954), deutscher Fußballspieler
- Priess, Ursula (* 1943), Schweizer Literaturwissenschaftlerin, Heilpädagogin und Schriftstellerin
- Priess, Viktor (1908–1999), deutscher Kommunist, Komintern- und GRU-Funktionär und Spanienkämpfer
- Prieß, Werner (1918–1990), deutscher Boxtrainer
- Priess, Winfried (1931–2012), deutscher Boxtrainer
- Prieß-Crampe, Sibylla (1934–2024), deutsche Mathematikerin
- Priessner, Martina (* 1969), deutsche Regisseurin und Drehbuchautorin
- Prießnitz, Horst (* 1940), deutscher Anglist und Hochschullehrer
- Priessnitz, Reinhard (1945–1985), österreichischer Schriftsteller
- Prießnitz, Vincenz (1799–1851), Landwirt und Naturheiler
- Priest, Cherie (* 1975), amerikanische Schriftstellerin
- Priest, Christopher (1943–2024), britischer Schriftsteller
- Priest, Christopher (* 1961), US-amerikanischer Comicautor und Editor
- Priest, Damian (* 1982), amerikanischer Wrestler
- Priest, Graham (* 1948), britischer Philosoph, Logiker, Hochschullehrer
- Priest, Ivy Baker (1905–1975), US-amerikanische Regierungsbeamtin
- Priest, Lee (* 1972), australischer Bodybuilder
- Priest, Marvin (* 1981), britisch-australischer Pop- und R&B-Sänger
- Priest, Maxi (* 1961), britischer Reggaesänger und -songwriter
- Priest, Patricia Ann (* 1936), US-amerikanische Filmschauspielerin
- Priest, Percy (1900–1956), US-amerikanischer Politiker
- Priest, Rachel (* 1985), neuseeländische Cricketspielerin
- Priest, Steve (1948–2020), britischer Musiker und Gründungsmitglied der britischen Rockband The SweetSteve Priest (1948–2020)

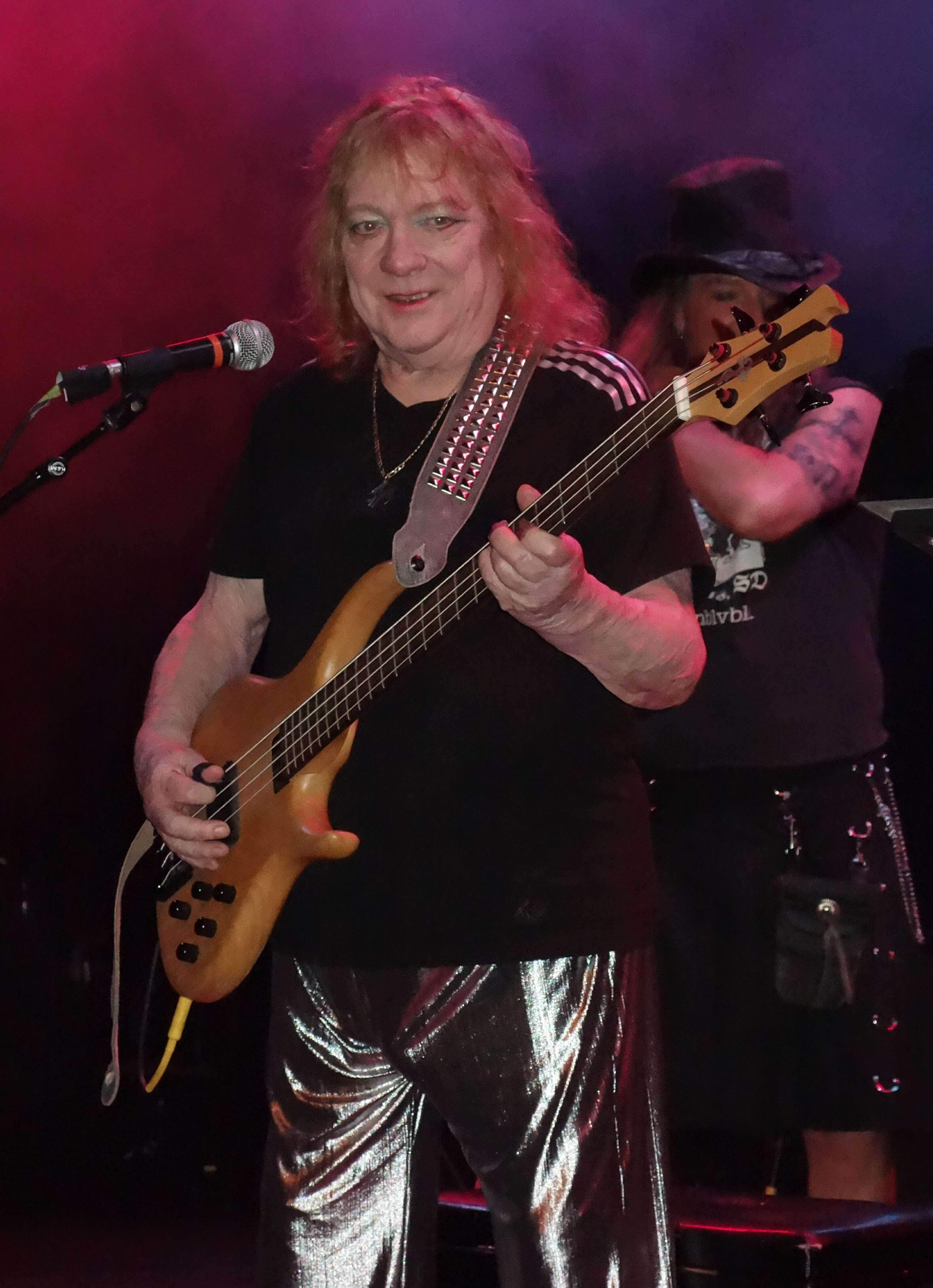
Steve Priest (1948–2020)

- Prieste, Harry (1896–2001), US-amerikanischer Wasserspringer, Unterhaltungskünstler und Schauspieler
- Priester, Constanze (* 1977), deutsche Schauspielerin
- Priester, Eva (1910–1982), österreichische Autorin und Journalistin
- Priester, Hans-Joachim (1937–2023), deutscher Rechtswissenschaftler
- Priester, Julian (* 1935), US-amerikanischer Jazzmusiker (Posaune, Komposition)
- Priester, Karin (1941–2020), deutsche Historikerin und Politikwissenschaftlerin
- Priester, Karl-Heinz (1912–1960), deutsches SS-Mitglied und späterer revisionistischer Verleger
- Priester, Klaus (1952–2008), deutscher Medizinsoziologe
- Priester, Lasse Nygaard (* 1995), deutscher Triathlet
- Priester, Sascha (* 1972), deutscher Journalist, Historiker und Klassischer Archäologe
- Priester, Wolfgang (1924–2005), deutscher Astrophysiker und Hochschullehrer
- Priestland, David, britischer Historiker
- Priestley, Brian (* 1940), englischer Jazzautor und Pianist
- Priestley, Chris (* 1958), britischer Autor, Illustrator und Cartoonist
- Priestley, Dennis (* 1950), englischer Dartspieler
- Priestley, Jack (1926–1993), US-amerikanischer Kameramann
- Priestley, Jason (* 1969), US-amerikanischer Schauspieler und RegisseurJason Priestley (* 1969)

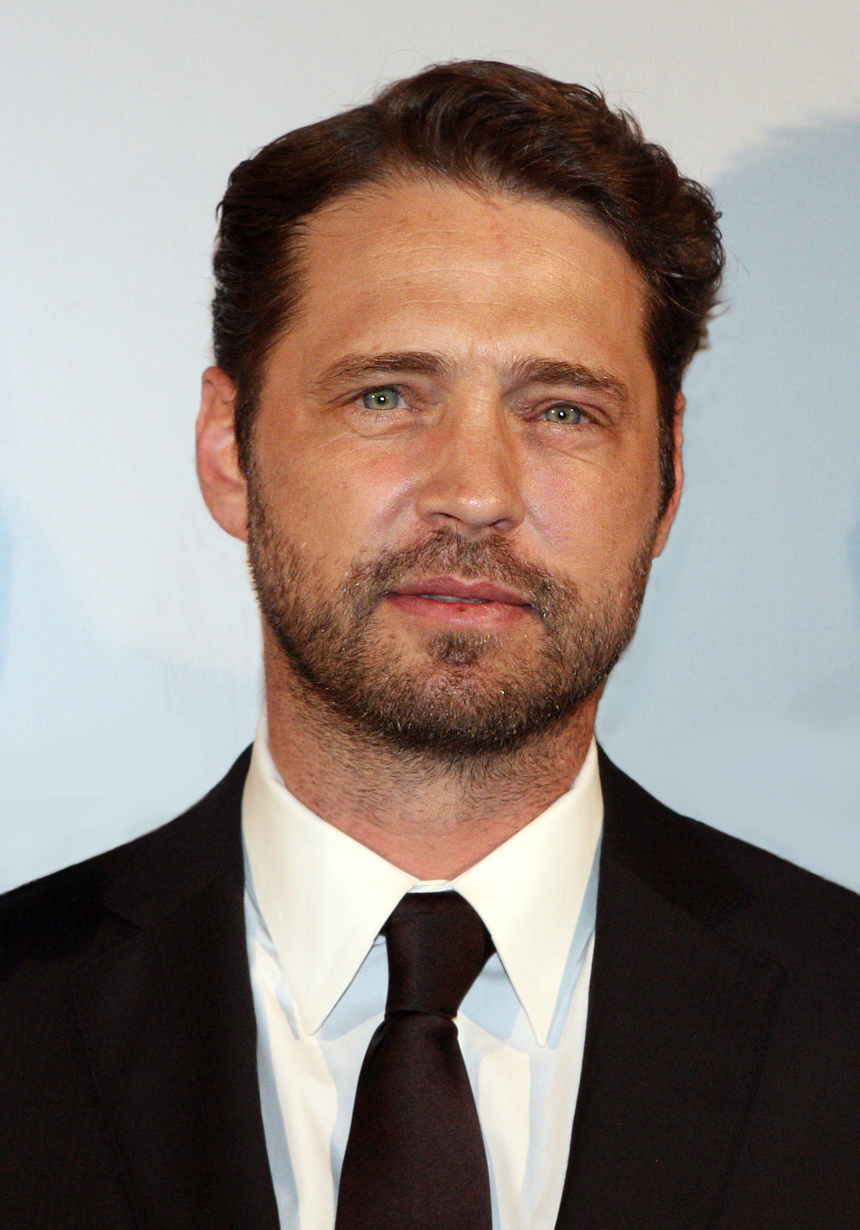
Jason Priestley (* 1969)

- Priestley, John Boynton (1894–1984), britischer Schriftsteller
- Priestley, Joseph (1733–1804), Theologe, Philosoph, Chemiker und PhysikerJoseph Priestley (1733–1804)

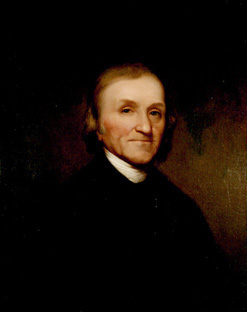
Joseph Priestley (1733–1804)

- Priestley, Leighton (* 1951), jamaikanischer Sprinter
- Priestley, Mark (1976–2008), australischer Schauspieler
- Priestley, Mary (1925–2017), britische Musiktherapeutin, Begründerin der Psychoanalytischen Musiktherapie
- Priestley, Nigel (1943–2014), neuseeländischer Bauingenieur
- Priestley, Raymond (1886–1974), britischer Geologe und Polarforscher
- Priestley, Rick (* 1959), britischer Spieleentwickler und Autor
- Priestley, Robert (1901–1986), US-amerikanischer Artdirector und Szenenbildner
- Priestley, Tom (1917–1993), US-amerikanischer Produzent, Regisseur und Journalist
- Priestley, Tom (1932–2023), britischer Filmeditor und Soundeditor
- Priestman, Bev (* 1986), englische Fußballtrainerin
- Priestman, Jane (1930–2021), britische Designerin und Innenarchitektin
- Priestman, Keith (* 1959), kanadischer Badmintonspieler
- Priestman, Ken, kanadischer Badmintonspieler
- Priestman, Richard (* 1955), britischer Bogenschütze
- Priestner, Cathy (* 1956), kanadische Eisschnellläuferin
- Prieth, Benedict Lincoln (1870–1934), US-amerikanischer Zeitungsverleger und Publizist
- Prietl, Manuel (* 1991), österreichischer Fußballspieler
- Prieto Alfaro, Faustino (* 1991), äquatorialguineischer Leichtathlet
- Prieto Amaya, Jaime (1941–2010), kolumbianischer Geistlicher, Bischof von Cúcuta
- Prieto Daza, William (* 1974), kolumbianischer römisch-katholischer Geistlicher, Bischof von San Vicente del Caguán
- Prieto Fernández, Francisco José (* 1968), spanischer Geistlicher, römisch-katholischer Erzbischof von Santiago de Compostela
- Prieto Ibáñez, María del Mar (* 1969), spanische Fußballspielerin
- Prieto López de Cerain, Íñigo (* 1990), spanischer Fußballschiedsrichterassistent
- Prieto Lucena, Antonio (* 1974), spanischer römisch-katholischer Geistlicher, Bischof von Alcalá de Henares
- Prieto O’Mullony, María (* 1997), spanische Handballspielerin
- Prieto Peral, Thomas (* 1966), deutscher evangelisch-lutherischer Theologe, RegionalbischofThomas Prieto Peral (* 1966)

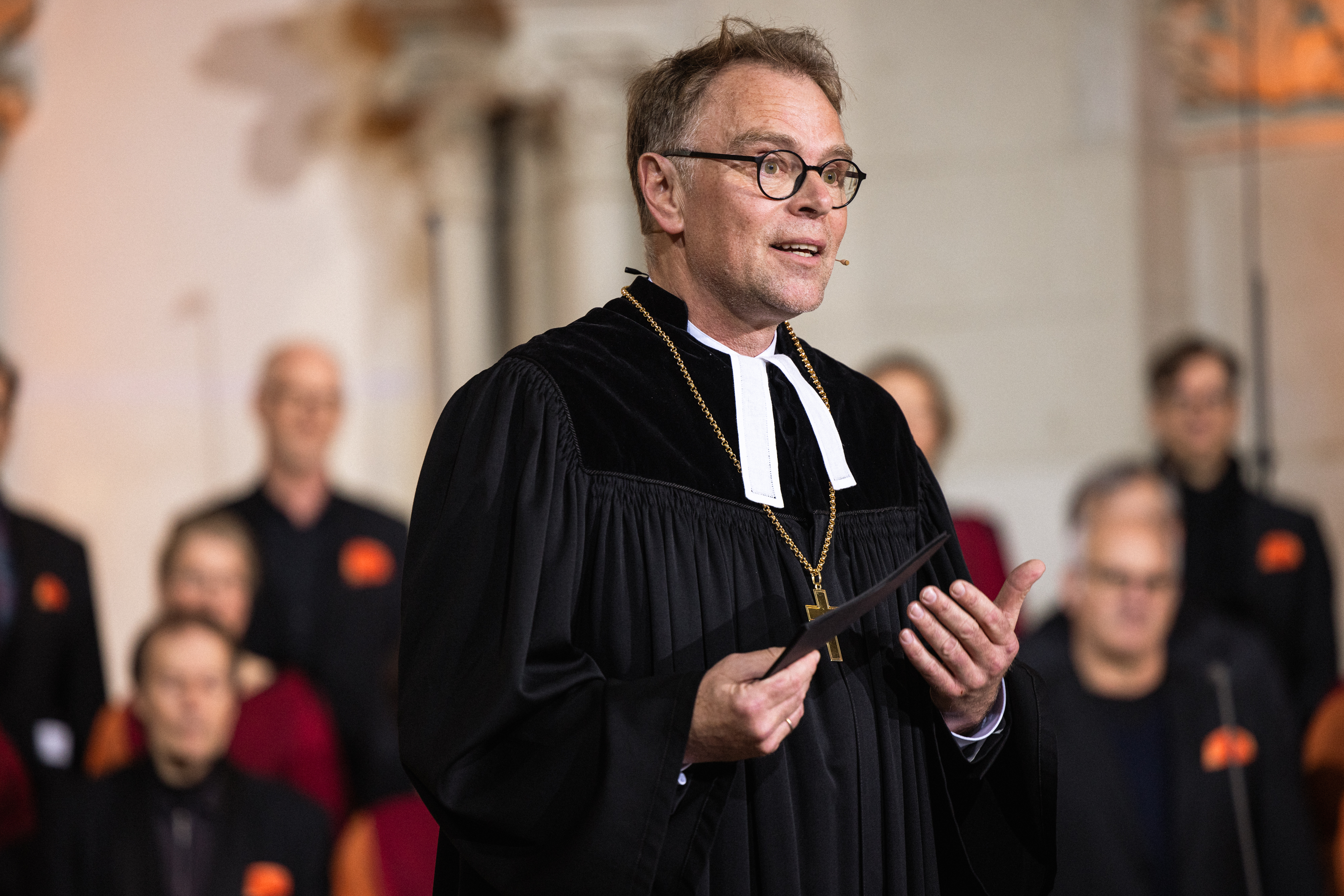
Thomas Prieto Peral (* 1966)

- Prieto Urrejola, Ignacio (* 1943), chilenischer Fußballspieler
- Prieto Vega, Ignacio (1923–2008), spanischer Ordensgeistlicher, römisch-katholischer Bischof von Hwange in Simbabwe
- Prieto Vial, José Joaquín (1786–1854), Präsident von Chile (1831–1841)
- Prieto, Abel (* 1950), kubanischer Politiker und Schriftsteller
- Prieto, Adair (* 2001), mexikanischer Radrennfahrer
- Prieto, Alejandro (* 1991), uruguayischer Fußballspieler
- Prieto, Anastasio (1899–1963), mexikanischer Fußballspieler und Arzt
- Prieto, Andrés (1928–2022), chilenischer Fußballspieler
- Prieto, Andrés (* 1993), spanischer Fußballspieler
- Prieto, Antonio (1927–2011), chilenischer Schauspieler und Sänger
- Prieto, Audrey (* 1980), französische Ringerin
- Prieto, Carlos (* 1937), mexikanischer Cellist
- Prieto, Carlos (* 1980), spanischer Handballspieler
- Prieto, Dafnis (* 1974), kubanischer Jazzmusiker (Schlagzeug, Perkussion, Komposition), Bandleader und Hochschullehrer
- Prieto, David (* 1983), spanischer Fußballspieler
- Prieto, Fausto (1908–1993), mexikanischer Sportler
- Prieto, Francisco (* 1983), chilenischer Fußballspieler
- Prieto, Héctor, mexikanischer Fußballspieler
- Prieto, Indalecio (1883–1962), spanischer Politiker
- Prieto, Joel (* 1981), spanischer Opernsänger (Tenor)
- Prieto, José (* 1949), kubanischer Radrennfahrer
- Prieto, Luis (* 1979), spanischer Fußballspieler
- Prieto, Luis Jorge (1926–1996), argentinischer Sprachwissenschaftler und Romanist
- Prieto, Marcela (* 1992), mexikanische Radrennfahrerin
- Prieto, Mauricia (* 1995), Leichtathletin aus Trinidad und Tobago
- Prieto, Mauricio (* 1987), uruguayischer Fußballspieler
- Prieto, Max (1919–1998), mexikanischer Fußballspieler
- Prieto, Miguel Ángel (* 1964), spanischer Leichtathlet
- Prieto, Nicolás (* 1992), uruguayischer Fußballspieler
- Prieto, Ricardo José Menéndez (* 1969), venezolanischer Politiker
- Prieto, Rodrigo (* 1965), mexikanisch-US-amerikanischer KameramannRodrigo Prieto (* 1965)

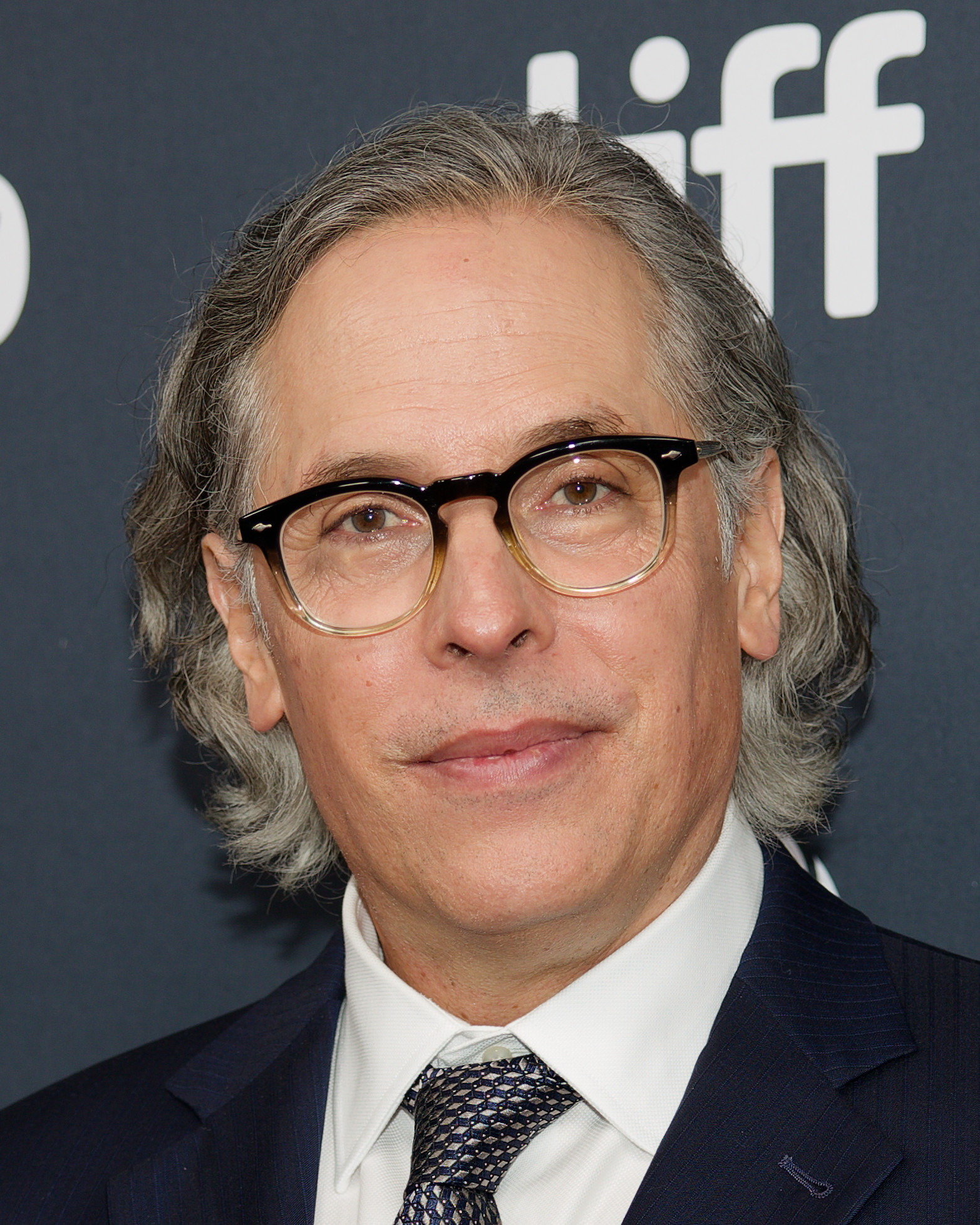
Rodrigo Prieto (* 1965)

- Prieto, Sebastián (* 1975), argentinischer Tennisspieler
- Prieto, Xabi (* 1983), spanischer Fußballspieler
- Prieto-Teodoro, Monica, philippinische Politikerin und Unternehmerin
- Prietz, Marco (* 1988), deutscher Landrat
- Prietze, Hermann (1839–1911), deutscher Bergwerksdirektor und Politiker (NLP), MdR
- Prietze, Rudolf (1854–1933), deutscher Sprachforscher
- Prietzel, Claudia (* 1958), deutsche Schauspielerin, Regisseurin und Drehbuchautorin
- Prietzel, Dieter (* 1934), deutscher Politiker
- Prietzel, Karl-Otto (* 1936), deutscher Ingenieur und Hochschullehrer
- Prietzel, Kurt (1897–1945), deutscher Polizist und SS-Führer
- Prietzel, Malte (* 1964), deutscher Mittelalterhistoriker
- Prietzel-Funk, Dorothea (* 1956), deutsche Richterin am Bundespatentgericht
- Prieur, Claude-Antoine (1763–1832), Offizier, Wissenschaftler und ein Politiker während der Französischen Revolution
- Prieur, Dominique (* 1949), französische Offizierin
- Prieur, Pierre Louis (1756–1827), französischer Politiker
- Prieur, Sarah (* 1986), deutsche Sachbuchautorin
- Priew, Uta (* 1944), deutsche Opern- und Konzertsängerin (Mezzosopran)
- Priewe, Jens (* 1947), deutscher Journalist und Buchautor
- Priewe, Joachim (1934–2004), deutscher Schriftsteller
- Priewe, Siegfried (1913–1995), deutscher Politiker (SED)
- Priewe, Wolfgang (1939–2024), deutscher Schriftsteller und Schauspieler
- Priézac, Daniel de (1590–1662), französischer Anwalt und Literat, Mitglied der Académie française

### Prif
- Prifernius Paetus Memmius Apollinaris, Titus, römischer Offizier (Kaiserzeit)
- Prifernius Paetus Rosianus Geminus, Titus, römischer Suffektkonsul (123)
- Prifernius Paetus Settidianus Firmus, Titus, römischer Suffektkonsul (96)
- Prifernius Paetus, Titus, römischer Politiker und Suffektkonsul (146)
- Prifti, Elton (* 1975), Romanist
- Prifti, Mihal (1918–1986), albanischer kommunistischer Politiker

### Prig
- Prigan, Bernhard, deutscher Serienmörder
- Prigan, Felix (* 1999), deutscher Fußballschiedsrichter
- Prigann, Herman (1942–2008), deutscher LandschaftskünstlerHerman Prigann (1942–2008)

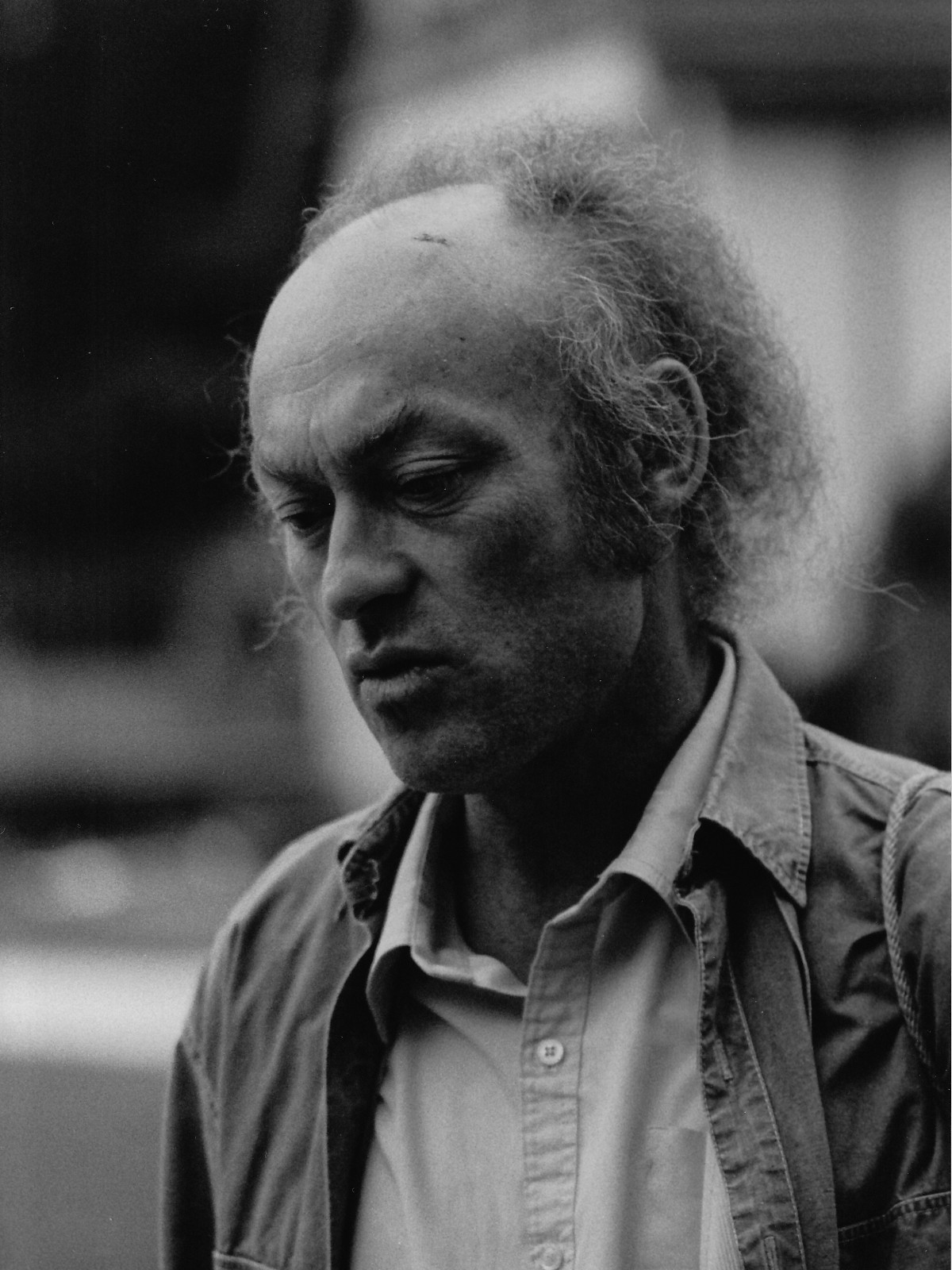
Herman Prigann (1942–2008)

- Prigent VII. de Coëtivy (1399–1450), französischer Adliger und Militär; Admiral von Frankreich
- Prigent, Christian (* 1945), französischer Schriftsteller, Lyriker und Literaturkritiker
- Prigent, Denez (* 1966), bretonischer Sänger und LiedermacherDenez Prigent (* 1966)

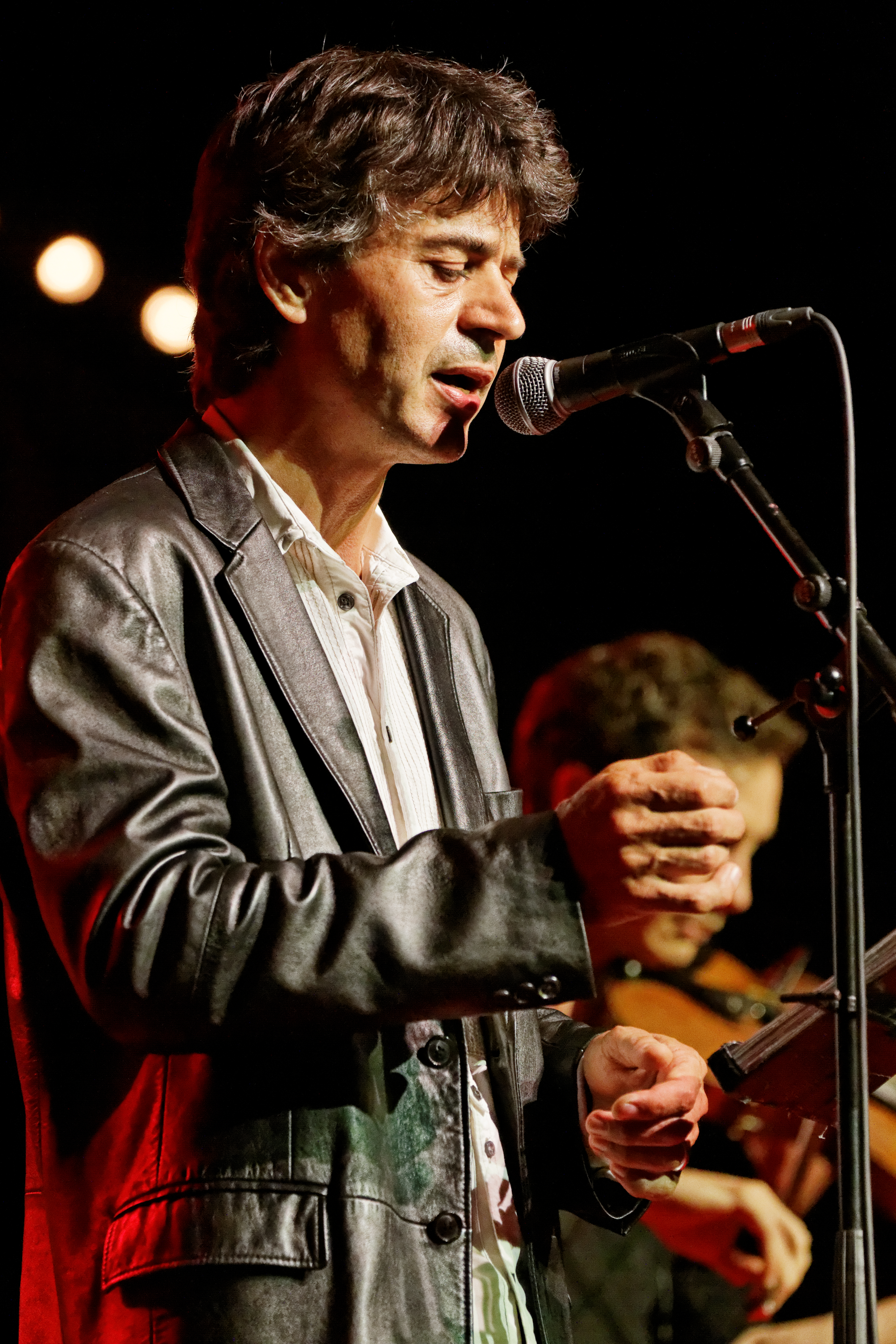
Denez Prigent (* 1966)

- Prigent, Jacques (1927–2008), französischer Boxer
- Prigent, Robert (1910–1995), französischer Gewerkschaftsfunktionär und Politiker, Mitglied der Nationalversammlung und Minister
- Prigge, Burkhardt (* 1964), deutscher Basketballtrainer
- Prigge, Maria Elisabeth (1949–2007), österreichische Malerin, Zeichnerin, Installationskünstlerin
- Priggen, Catharina (1631–1706), Äbtissin des Klosters Medingen
- Priggen, Reiner (* 1953), deutscher Politiker (Bündnis 90/Die Grünen), MdL
- Priggione, Eduardo (* 1934), uruguayischer Schwimmer
- Prigione, Girolamo (1921–2016), italienischer Erzbischof und Diplomat des Heiligen Stuhls
- Prigioni, Pablo (* 1977), argentinischer Basketballspieler
- Prigl, Paul (1921–1988), österreichischer Politiker (SPÖ), Landtagsabgeordneter
- Priglinger, Johanna (1986–2022), österreichische Politikerin (ÖVP), Landtagsabgeordnete
- Priglinger, Siegfried (* 1970), österreichischer Augenarzt
- Prigmore, Rita (* 1943), deutsche Sinti-Angehörige
- Prignitz, Christoph (1948–2024), deutscher Literaturwissenschaftler
- Prignitz, Horst (* 1937), deutscher Schriftsteller
- Prignitz, Ingrid (1936–2007), deutsche Verlagslektorin und Herausgeberin
- Prignitz, Johann Christoph von (1700–1757), preußischer Militär, Kommandeur des Infanterie-Regiments Nr. 5
- Prignitz, Sebastian (* 1980), deutscher Klassischer Archäologe, Epigraphiker und Papyrologe
- Prignitz-Poda, Helga (* 1949), deutsche Kunsthistorikerin, Autorin
- Prigoda, Gennadi Sergejewitsch (* 1965), russischer Schwimmer
- Prigoda, Kirill Gennadjewitsch (* 1995), russischer Schwimmer
- Prigogine, Alexandre (1913–1991), russisch-belgischer Mineraloge und Ornithologe
- Prigogine, Ilya (1917–2003), russisch-belgischer Physikochemiker
- Prigoschin, Jewgeni Wiktorowitsch (1961–2023), russischer UnternehmerJewgeni Wiktorowitsch Prigoschin (1961–2023)

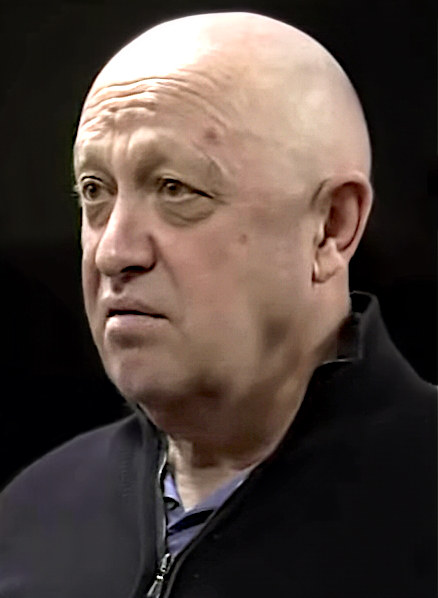
Jewgeni Wiktorowitsch Prigoschin (1961–2023)

- Prigoschin, Pawel Jewgenjewitsch (* 1998), russischer Unternehmer; Sohn von Jewgeni Prigoschin
- Prigow, Dmitri Alexandrowitsch (1940–2007), russischer Künstler

### Prih
- Prihoda, Frank (1921–2022), australischer Skirennläufer
- Prihoda, Ingo (1922–1991), österreichischer Lehrer, Heimatforscher und Museumsdirektor
- Prihoda, Robert (1857–1903), österreichischer Architekt
- Příhoda, Váša (1900–1960), tschechischer Violinist

### Prij
- Prijatelj, Ivan (1875–1937), slowenischer Literatur- und Kulturhistoriker
- Prijezda I. Kotromanić, bosnischer Banus annähernd und Vasall vom ungarischen Königreich (1250–1287)
- Prijezda II. Kotromanić, Ban von Bosnien
- Prijmak, Boris Iwanowitsch (1909–1996), sowjetischer Architekt
- Prijović, Aleksandar (* 1990), Schweizer Fußballspieler serbischer Abstammung
- Prijović, Aleksandra (* 1995), serbische Turbofolk- und Pop-Sängerin
- Prijs, Joseph (1889–1956), deutsch-Schweizer Rabbiner und Bibliothekar
- Prijs, Leo (1920–1998), deutscher Judaist

### Prik
- Prikastschikowa, Natalja Wiktorowna (* 1968), sowjetische Biathletin
- Priklonski, Wassili Lwowitsch (1852–1899), russischer Staatsbeamter, Ethnograph und Erforscher Jakutiens
- Přiklopil, Wolfgang (1962–2006), österreichischer Nachrichtentechniker, Entführer von Natascha Kampusch
- Prikopa, Herbert (1935–2015), österreichischer Fernsehmoderator, Dirigent, Opernsänger (Tenor), Schauspieler, Komponist, Schriftsteller, Pianist und KabarettistHerbert Prikopa (1935–2015)

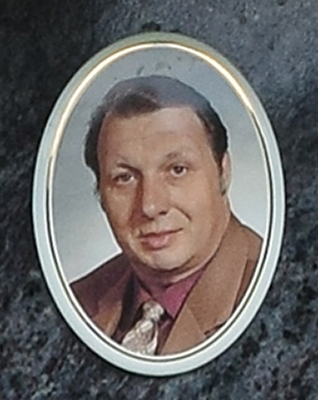
Herbert Prikopa (1935–2015)

- Prikry, Karel (* 1944), tschechisch-US-amerikanischer Mathematiker
- Přikryl, Petr (* 1978), tschechischer Eishockeytorhüter
- Prikryl, Rudolf (1896–1965), österreichischer Installateur, Bürgermeister von Wien

### Pril
- Prilasnig, Gilbert (* 1973), österreichischer Fußball- und Futsalspieler
- Prilepin, Sachar (* 1975), russischer Autor und ZeitungsredakteurSachar Prilepin (* 1975)

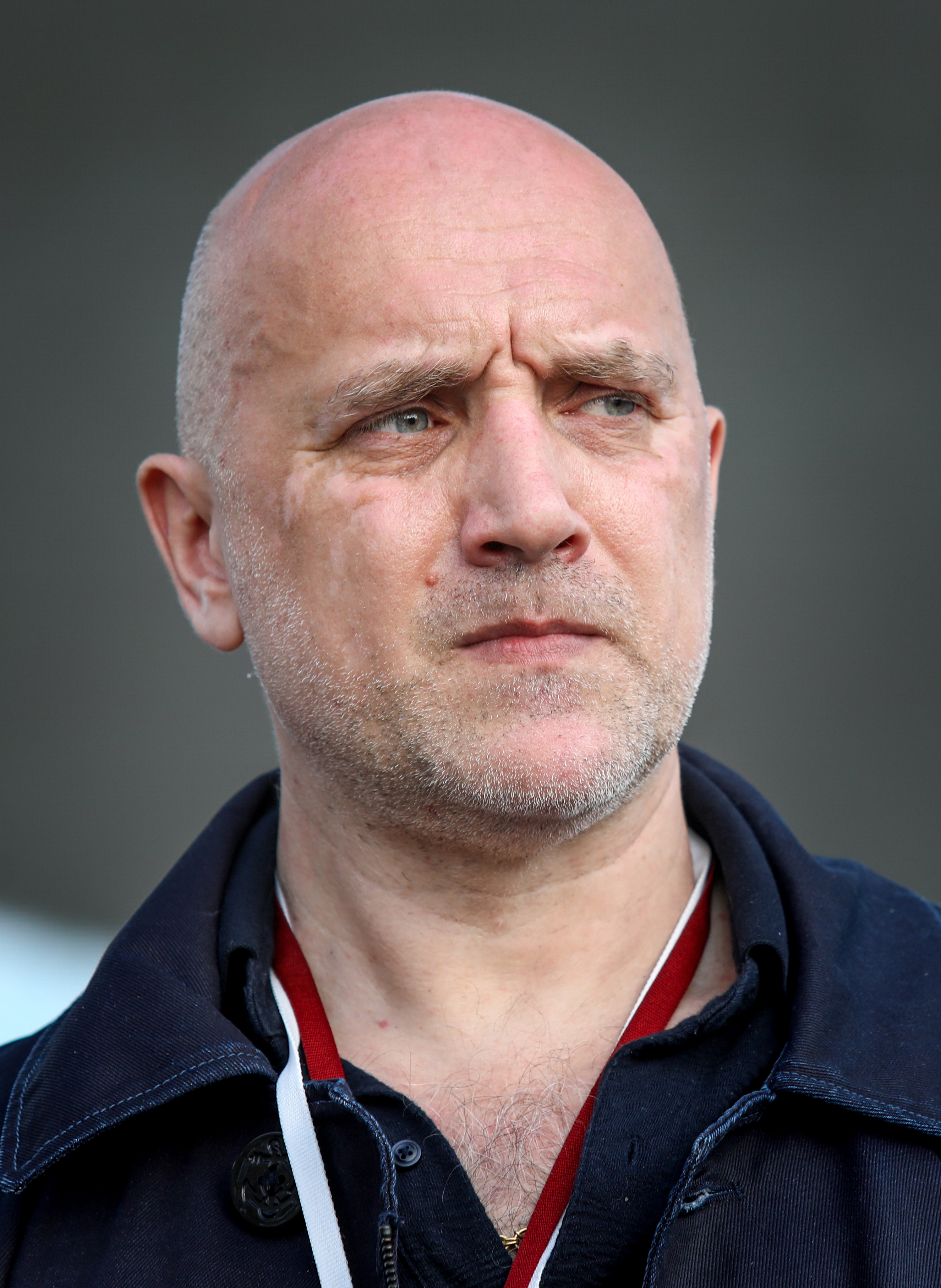
Sachar Prilepin (* 1975)

- Prileschajew, Nikolai Alexandrowitsch (1877–1944), russischer Chemiker (Organische Chemie)
- Prilipp, Wilhelm (1909–1989), deutscher Offizier, Brigadegeneral der Bundeswehr
- Prilipp, Willi (1887–1938), deutscher Politiker (KPD), MdR
- Prill, Alice (* 1930), deutsche Schauspielerin
- Prill, Benedict (1721–1759), Augustiner-Chorherr
- Prill, David (* 1959), US-amerikanischer Schriftsteller
- Prill, Egmond (1956–2022), deutscher evangelischer Theologe und Journalist
- Prill, Emil (1867–1940), deutscher Flötist
- Prill, Felician (1904–1981), deutscher Diplomat
- Prill, Joseph (1852–1935), deutscher römisch-katholischer Priester und autodidaktischer Architekt
- Prill, Karl (1864–1931), deutscher Violinist
- Prill, Marc (* 1966), deutscher Kameramann
- Prill, Meinhard (* 1954), deutscher Filmjournalist
- Prill, Paul (1860–1930), deutscher Violoncellist und Dirigent
- Prill, Tania (* 1969), deutsch-schweizerische Grafikdesignerin
- Prill, Ulrich (1960–2010), deutscher Romanist und Literaturwissenschaftler
- Prillaman, Richard L. (1928–2000), US-amerikanischer Offizier, Generalleutnant der US-Army
- Priller, Josef (1915–1961), deutscher Jagdflieger im Zweiten Weltkrieg
- Priller, Josef (* 1944), deutscher Generalmajor der Bundeswehr
- Priller, Otto (1887–1963), deutscher Politiker (SPD), MdL Bayern
- Prilleux, Henri (* 1880), französischer Turner
- Prillwitz, Auguste von (1801–1834), Lebensgefährtin des Prinzen August von Preußen
- Prillwitz, Günter (* 1928), deutscher Stahlwerker und Mitglied der Volkskammer der DDR
- Prillwitz, Johann Carl Ludwig († 1810), deutscher Schriftgießer
- Prillwitz, Siegmund (* 1942), deutscher Linguist, Begründer des Instituts für Deutsche Gebärdensprache und Kommunikation Gehörloser
- Prilop, Doris (* 1962), deutsche Schauspielerin
- Prilop, Sabine (* 1960), deutsche Schriftstellerin
- Prilukow, Juri Alexandrowitsch (* 1984), russischer Schwimmer
- Prilutschny, Pawel Walerjewitsch (* 1987), russischer Schauspieler

### Prim
- Prim, Juan (1814–1870), spanischer General und Staatsmann
- Prim, Monique (* 1947), französische Filmeditorin
- Prim, Robert C. (1921–2021), US-amerikanischer Mathematiker und Informatiker
- Prim, Suzy (1895–1991), französische Schauspielerin
- Prim, Tommy (* 1955), schwedischer Radrennfahrer
- Prima, Leon (1907–1985), amerikanischer Jazzmusiker (Trompete, Gesang)
- Prima, Louis (1910–1978), US-amerikanischer Entertainer, Sänger, Trompeter und SchauspielerLouis Prima (1910–1978)

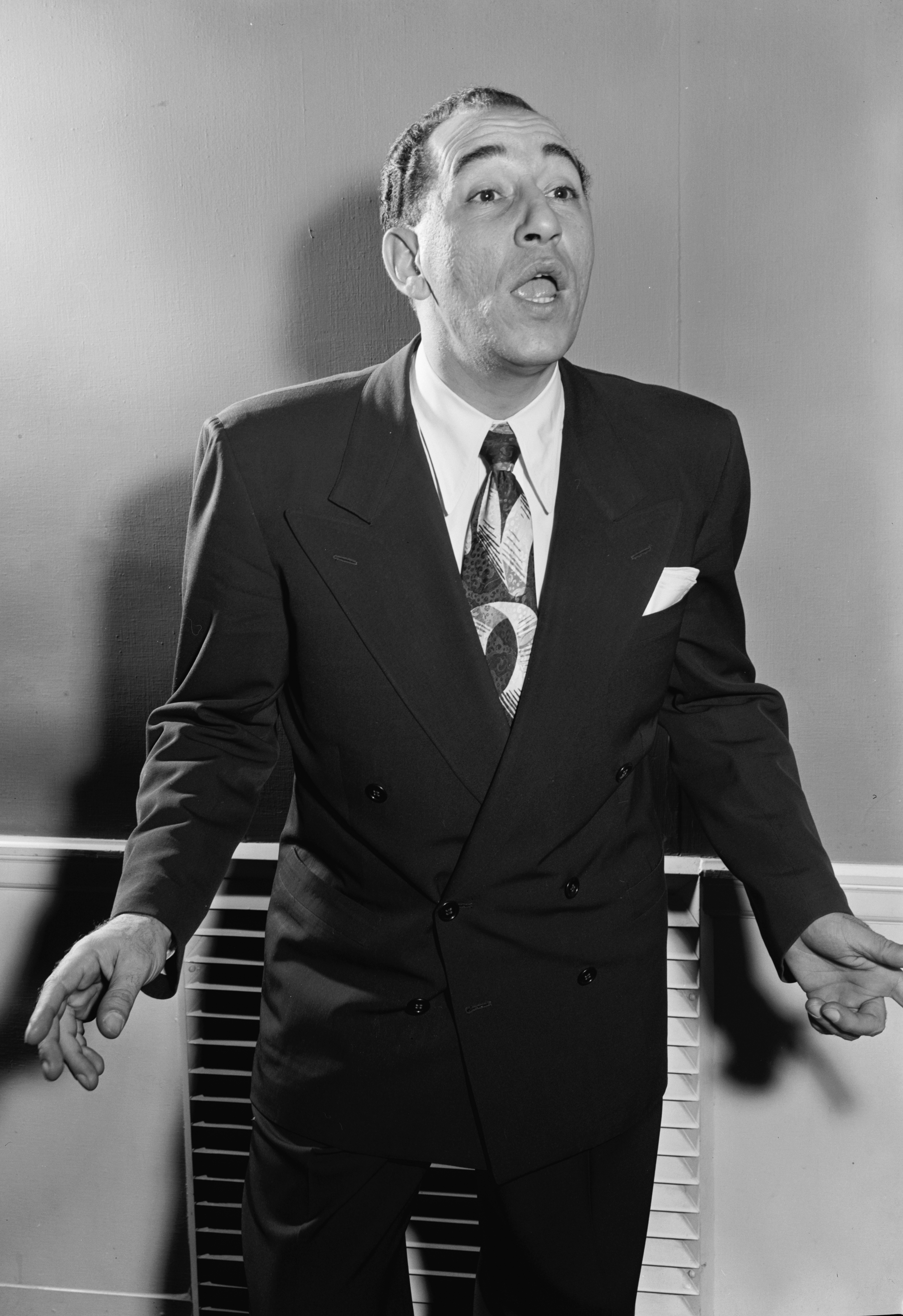
Louis Prima (1910–1978)

- Primack, Joel (* 1945), US-amerikanischer Physiker und Astrophysiker
- Primack, Richard B. (* 1950), US-amerikanischer Biologe
- Primakoff, Henry (1914–1983), US-amerikanischer theoretischer Physiker
- Primakow, Jewgeni Maximowitsch (1929–2015), russischer Politiker
- Primakow, Witali Markowitsch (1897–1937), sowjetischer General der Roten Armee
- Primaldo, Antonio († 1480), italienischer Märtyrer
- Priman, Richard (* 1952), australischer Diskuswerfer
- Primang, Aisha, ghanaische Sprinterin
- Primard, Jean-Philippe (* 1962), französischer Fußballspieler und -trainer
- Primarolo, Dawn (* 1954), britische Politikerin (Labour Party)
- Primas, Egon (* 1952), deutscher Politiker (CDU), MdL
- Primas, Hans (1928–2014), Schweizer Chemiker
- Primas, Margarita (1935–2025), Schweizer Prähistorikerin
- Primat von Saint-Denis, Benediktinermönch von Saint-Denis, Chronist und Übersetzer
- Primat, Harold (* 1975), Schweizer Autorennfahrer
- Primate (* 1985), englischer Wrestler
- Primatesta, Raúl Francisco (1919–2006), argentinischer Geistlicher, Erzbischof von Córdoba und Kardinal der römisch-katholischen Kirche
- Primaticcio, Francesco (1504–1570), italienischer Maler, Bildhauer und Architekt des Manierismus
- Primault, Etienne (1904–1984), Schweizer Berufsoffizier
- Primavera, Dianne (* 1950), US-amerikanische Politikerin
- Primavera, Giovanni Leonardo, italienischer Komponist, Dichter und Musikherausgeber
- Primavera, Jurgenne H. (* 1947), philippinische Meeresbiologin
- Primavesi, Anne (1934–2019), irische katholische Theologin
- Primavesi, Antonio (1857–1915), Schweizer Anwalt, Richter, Politiker, Tessiner Grossrat und Staatsrat
- Primavesi, Eugenie (1874–1962), österreichische SchauspielerinEugenie Primavesi (1874–1962)

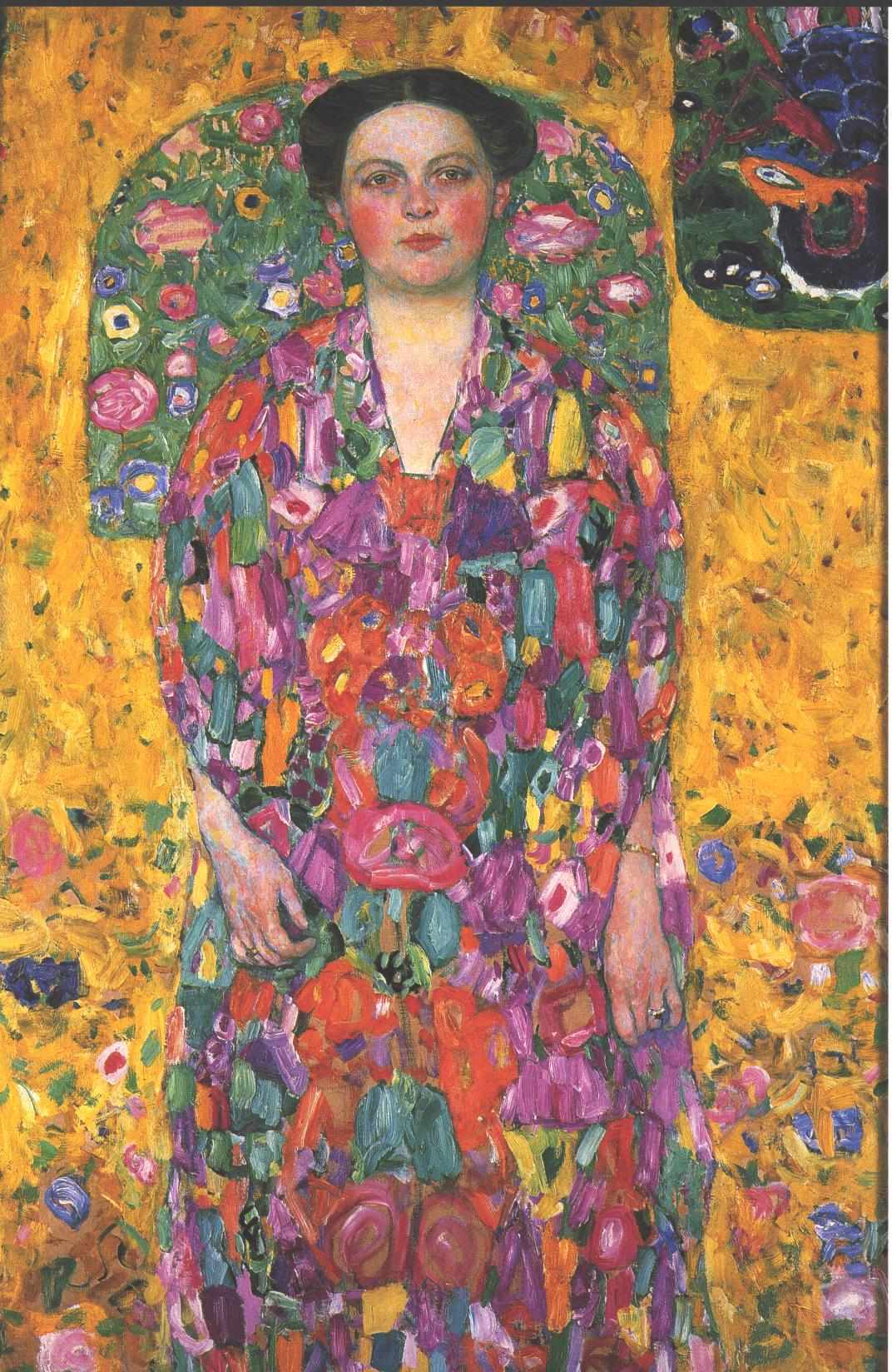
Eugenie Primavesi (1874–1962)

- Primavesi, Johann Georg (1774–1855), deutscher Theater- und Landschaftsmaler
- Primavesi, Oliver (* 1961), deutscher Altphilologe
- Primavesi, Oskar (1874–1952), österreichischer Elektromaschinenbauer und Hochschullehrer
- Primavesi, Otto (1868–1926), österreichischer Bankier, Industrieller und Mäzen
- Primavesi, Patrick (* 1965), Theaterwissenschaftler und Hochschullehrer
- Primavesi, Robert (1854–1926), österreichischer Unternehmer, Großgrundbesitzer und Parlamentsabgeordneter
- Primeau, Bernard (1939–2006), kanadischer Jazz-Schlagzeuger und Bandleader
- Primeau, Ernest John (1909–1989), US-amerikanischer Geistlicher, Bischof von Manchester
- Primeau, Joe (1906–1989), kanadischer Eishockeyspieler und -trainer
- Primeau, Keith (* 1971), kanadischer Eishockeyspieler, -trainer und -funktionär
- Primeau, Wayne (* 1976), kanadischer Eishockeyspieler
- Primel, Katja (* 1972), deutsche Synchronsprecherin
- Primer, John (* 1946), US-amerikanischer Blues-Musiker (Gitarre und Gesang)
- Primera, Alí (1942–1985), venezolanischer Musiker
- Primes, Robert (* 1940), US-amerikanischer Kameramann
- Primetshofer, Bruno (1929–2014), römisch-katholischer Ordensgeistlicher und Theologe, Professor für Kirchenrecht
- Primian, Märtyrer, Heiliger
- Primic, Janez (1785–1823), slowenischer Dichter und Aufklärer
- Primich, Gary (1958–2007), US-amerikanischer Bluesmusiker
- Primicias, Cipriano P. senior (1901–1965), philippinischer Politiker
- Primislaus (1258–1306), Herzog von Ratibor
- Primislaus I. († 1289), Herzog von Glogau, Sprottau und Steinau
- Primislaus II. († 1331), Herzog von Glogau
- Primisser, Alois (1796–1827), österreichischer Numismatiker und Museumsfachmann
- Primisser, Cassian (1735–1771), österreichischer Zisterzienserpater, Archivar, Bibliothekar und Historiker
- Primisser, Gottfried (1785–1812), österreichischer Archivar und Historiker (Tirol)
- Primisser, Johann Baptist (1739–1815), österreichischer Bibliothekar, Archäologe und Museumsfachmann
- Primisser, Johann Friedrich (1757–1812), österreichischer Archivar und Dichter (Tirol)
- Primitivus, Märtyrer
- Primm, Simon Connor (* 2005), deutscher Rennfahrer
- Primmer, Adolf (1931–2011), österreichischer Altphilologe
- Primo (* 1982), puerto-ricanischer Wrestler
- Primo de Rivera y Sáenz de Heredia, Miguel (1904–1964), spanischer Diplomat
- Primo de Rivera, José Antonio (1903–1936), spanischer Politiker
- Primo de Rivera, Miguel (1870–1930), spanischer General und DiktatorMiguel Primo de Rivera (1870–1930)

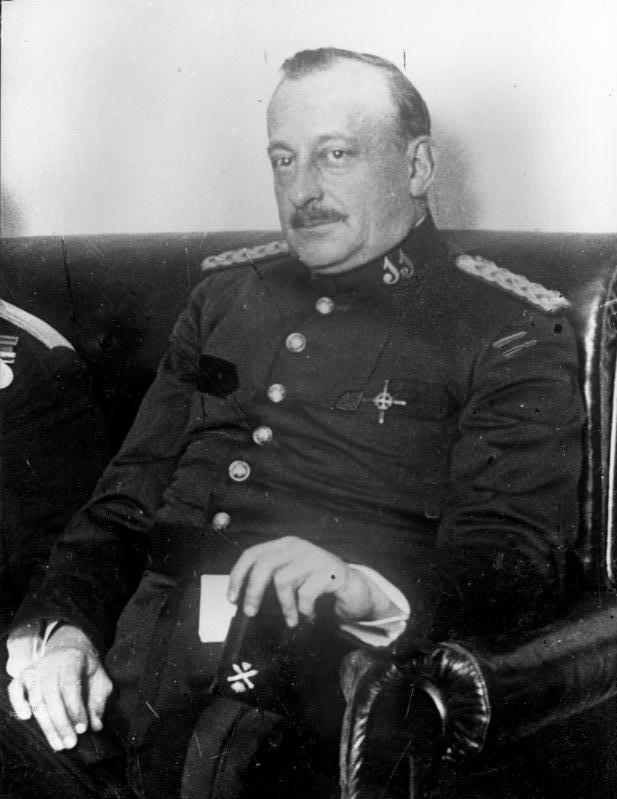
Miguel Primo de Rivera (1870–1930)

- Primo de Rivera, Pilar (1907–1991), spanische Politikerin der faschistischen Partei Falange
- Primo, Gefen (* 2000), israelische Judoka
- Primo, Joshua (* 2002), kanadischer Basketballspieler
- Primocic, Agnes (1905–2007), österreichische Gewerkschafterin, KPÖ-Mitglied und Widerstandskämpferin
- Primor, Avi (* 1935), israelischer Diplomat und PublizistAvi Primor (* 1935)

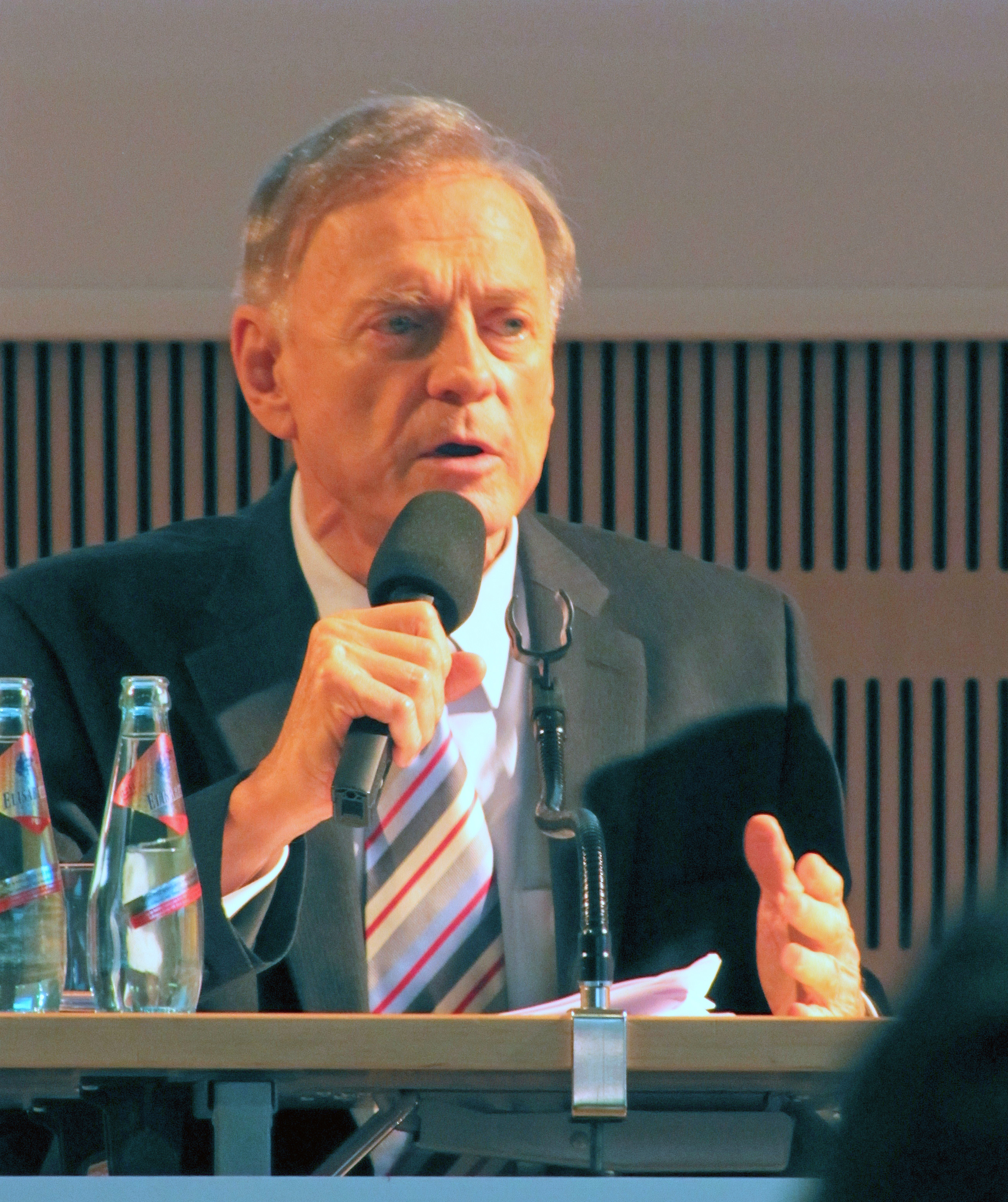
Avi Primor (* 1935)

- Primorac, Dragan (* 1965), jugoslawischer bzw. kroatischer Politiker, Mediziner und Taekwondoin
- Primorac, Iva (* 1996), kroatische Tennisspielerin
- Primorac, Mario (* 1961), bosnischer Basketballspieler und -trainer
- Primorac, Tommy (* 1983), deutscher Influencer, Content Creator, Social-Media-Experte und Immobilieninvestor
- Primorac, Zoran (* 1969), kroatischer Tischtennisspieler
- Primosch, Cornelia (* 1979), österreichische Journalistin
- Primrose, Archibald, 5. Earl of Rosebery (1847–1929), britischer Staatsmann
- Primrose, Harry, 6. Earl of Rosebery (1882–1974), britischer Politiker, Unterhausabgeordneter und Peer
- Primrose, Neil (1882–1917), britischer Politiker der Liberal Party, Unterhausabgeordneter und Juniorminister
- Primrose, Philip (1864–1937), kanadischer Politiker
- Primrose, William (1904–1982), britischer Bratschist und Pädagoge
- Primus, christlicher Märtyrer und Heiliger
- Primus von Alexandria, Bischof von Alexandria
- Primus, Andreas (1782–1849), deutscher Wundarzt, Geburtshelfer, fürstlicher Leib- und Gerichtsarzt, sowie Hofrat
- Primus, Atlanta (* 1997), englisch-jamaikanische Fußballspielerin
- Primus, Barry (* 1938), US-amerikanischer Schauspieler bei Bühne, Film und Fernsehen
- Primus, Beatrice (1953–2019), deutsche Linguistin
- Primus, Bodo (* 1938), deutscher Schauspieler, Hörspielsprecher und literarischer Rezitator
- Primus, Hannes (1976–2025), österreichischer Politiker (SPÖ), Abgeordneter zum Kärntner Landtag
- Primus, Hubertus (* 1955), deutscher Jurist, Journalist und Manager
- Primus, Lucius Volcacius, römischer Offizier (Kaiserzeit)
- Primus, Marvin (* 2003), deutscher Volleyballspieler
- Primus, Quintus, antiker römischer Ringmacher
- Primus, Robert (* 1990), trinidadisch-tobagischer Fußballspieler
- Primus, Robert E. (* 1969), US-amerikanischer Ökonom, Mitglied der amerikanischen Regulierungsbehörde Surface Transportation Board
- Primus, Roberto (* 1949), italienischer Skilangläufer

### Prin
- Prin Goonchorn (* 1995), thailändischer Fußballspieler
- Prin, Alice (1901–1953), französische Sängerin, Schauspielerin, Modell und MalerinAlice Prin (1901–1953)

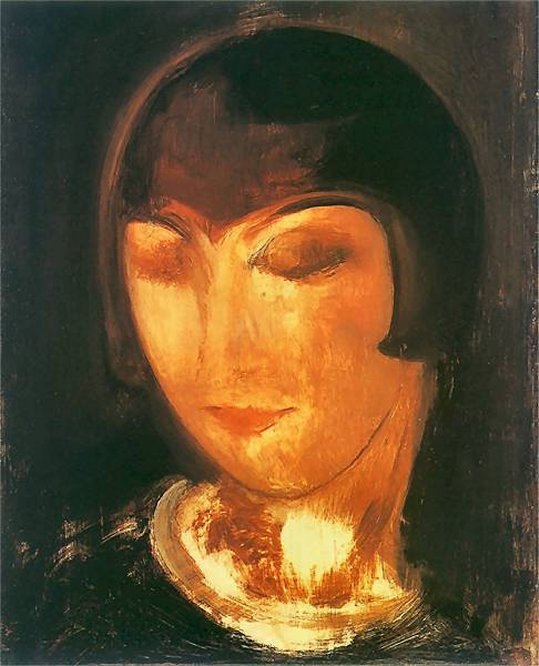
Alice Prin (1901–1953)

- Prin, Claude (* 1932), französischer Dramatiker und Hörspielautor
- Prin, Jean-Baptiste, französischer Komponist, Tänzer und Tromba-Marina Virtuose

#### Prina
- Prina, Carla (1911–2008), italienische Malerin
- Prina, Curt (1928–2018), Schweizer Jazz- und Unterhaltungsmusiker
- Prina, Francesco (* 1919), italienischer Radrennfahrer
- Prina, Ricotti Sidney (1887–1959), italienischer Diplomat
- Prina, Sonia (* 1975), italienische Opernsängerin (Alt)
- Prina, Stephen (* 1954), US-amerikanischer Künstler

#### Princ
- Princ (* 1993), serbischer Sänger
- Prince (1958–2016), US-amerikanischer Sänger, Komponist, Songwriter, Musikproduzent und MultiinstrumentalistPrince (1958–2016)

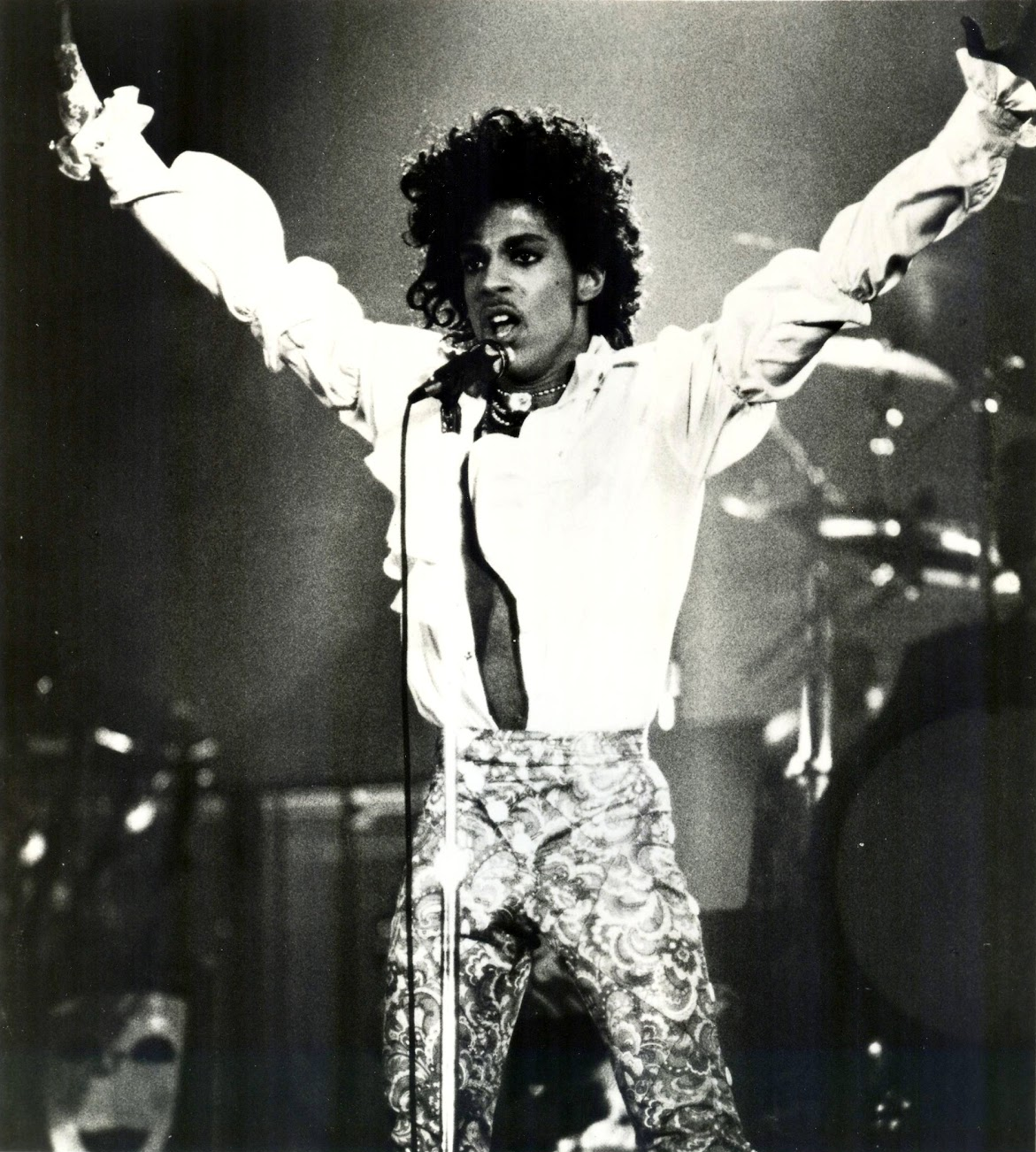
Prince (1958–2016)

- Prince Buster (1938–2016), jamaikanischer Ska-Musiker
- Prince Damien (* 1990), deutscher Sänger, Songwriter, Choreograf, Tänzer und Tanzlehrer
- Prince Far I (1944–1983), jamaikanischer Musikproduzent
- Prince Ital Joe (1963–2001), US-amerikanischer Reggae-Musiker
- Prince La La (1936–1963), amerikanischer Musiker
- Prince Mohammed, jamaikanischer Reggae-Sänger
- Prince Paul (* 1967), US-amerikanischer DJ und Hip-Hop-Produzent
- Prince Royce (* 1989), US-amerikanischer Latin-Pop-SängerPrince Royce (* 1989)

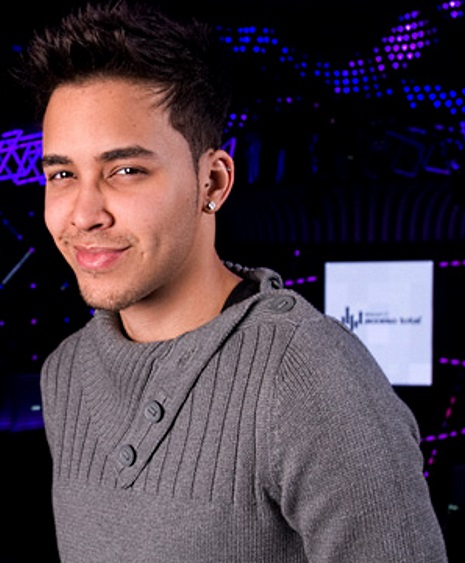
Prince Royce (* 1989)

- Prince, Alan (* 1946), US-amerikanischer Kognitionswissenschaftler
- Prince, Alexandra (* 1975), deutsche Sängerin und Songwriterin
- Prince, Alison (1931–2019), britische Schriftstellerin und Drehbuchautorin
- Prince, Bevin (* 1982), US-amerikanische Schauspielerin
- Prince, Brooklynn, US-amerikanische Kinderdarstellerin
- Prince, Canyon (* 1977), US-amerikanischer Filmproduzent, Schauspieler, Filmregisseur und Drehbuchautor
- Prince, Charles (1872–1933), französischer Schauspieler
- Prince, Charles H. (1837–1912), US-amerikanischer Politiker
- Prince, Charles-Daniel (1689–1762), Schweizer evangelischer Geistlicher
- Prince, Clayton (* 1965), US-amerikanischer Schauspieler
- Prince, Conner (* 2000), US-amerikanischer Sportschütze
- Prince, Dave (* 1941), australischer Hürdenläufer
- Prince, David A. (* 1932), US-amerikanischer Neurologe und sowohl klinischer als auch experimenteller Epileptologe
- Prince, Derek (1915–2003), englischer Prediger, Bibellehrer
- Prince, Earres (1896–1957), US-amerikanischer Jazzmusiker
- Prince, Erik (* 1969), US-amerikanischer UnternehmerErik Prince (* 1969)

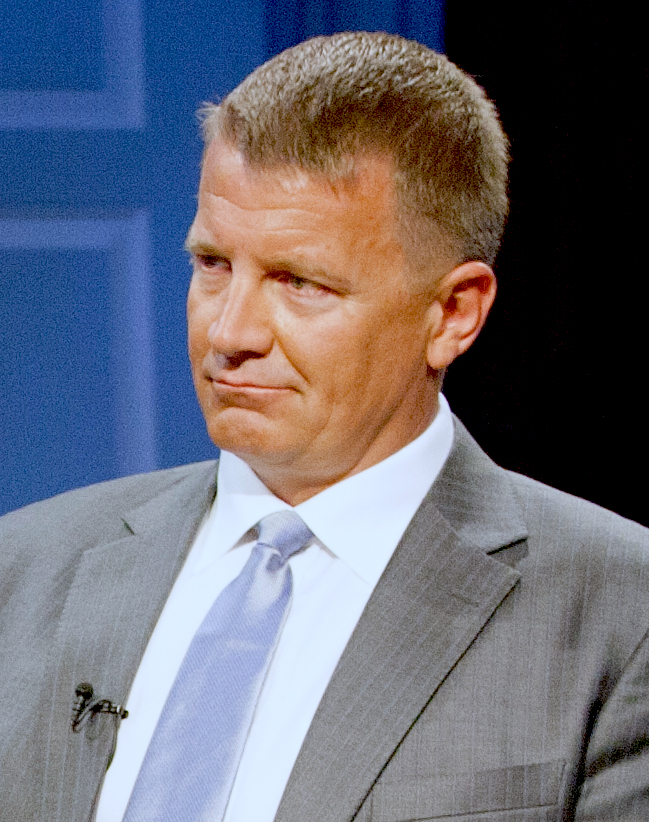
Erik Prince (* 1969)

- Prince, Faith (* 1957), US-amerikanische Schauspielerin und Sängerin
- Prince, George W. (1854–1939), US-amerikanischer Politiker
- Prince, Harold (1928–2019), US-amerikanischer Regisseur und Broadwayproduzent
- Prince, Helen Dodson (1905–2002), US-amerikanische Astronomin und Hochschullehrerin
- Prince, Hugh (1906–1960), US-amerikanischer Filmkomponist und Liedtexter
- Prince, Jason (* 1970), nordirischer Snookerspieler
- Prince, John Charles (1804–1860), kanadischer Bischof der römisch-katholischen Kirche
- Prince, Jonathan (* 1958), US-amerikanischer Schauspieler, Drehbuchautor, Filmproduzent und Regisseur
- Prince, Jordan (* 1990), US-amerikanischer Singer-Songwriter
- Prince, Joseph (* 1963), singapurischer Pastor, Buchautor sowie Prediger
- Prince, L. Bradford (1840–1922), US-amerikanischer Politiker
- Prince, La Celia (* 1977), vincentinische Rechtsanwältin, Botschafterin und Lobbyistin
- Prince, Louis-Ernest (1857–1936), Schweizer Architekt
- Prince, Magdalene von (1870–1935), Kolonialistin in Deutsch-Ostafrika
- Prince, Mark (* 1969), englischer Boxer im Halbschwergewicht
- Prince, Mary (* 1788), Sklavin auf Bermuda, britische Abolitionistin und Autorin
- Prince, Mona (* 1970), ägyptische Literaturwissenschaftlerin, Schriftstellerin und Hochschullehrerin
- Prince, Nichelle (* 1995), kanadische Fußballspielerin
- Prince, Oliver H. (1787–1837), US-amerikanischer Politiker
- Prince, Peppy (1909–1985), US-amerikanischer Jazz- und Rhythm-&-Blues-Bandleader, Sänger und Schlagzeuger
- Prince, Prairie (* 1950), US-amerikanischer Rock-and-Roll-SchlagzeugerPrairie Prince (* 1950)

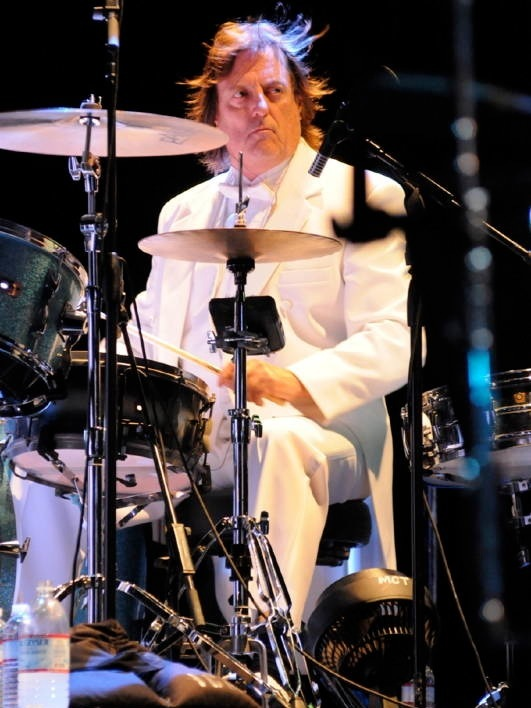
Prairie Prince (* 1950)

- Prince, Quamel (* 1994), guyanischer Mittelstreckenläufer
- Prince, Richard (* 1949), amerikanischer Maler und Fotograf
- Prince, Robert, Komponist von Computerspiel-Soundtracks
- Prince, Shane (* 1992), belarussisch-US-amerikanischer Eishockeyspieler
- Prince, St. Clair, vincentischer Politiker
- Prince, Taurean (* 1994), US-amerikanischer Basketballspieler
- Prince, Tayshaun (* 1980), US-amerikanischer Basketballspieler
- Prince, Tom (1969–2022), US-amerikanischer Bodybuilder
- Prince, Tom von (1866–1914), deutscher Kolonialoffizier in Deutsch-Ostafrika
- Prince, Tommy (1915–1977), kanadischer Indianer
- Prince, Virginia (1912–2009), US-amerikanische Transgender-Aktivistin
- Prince, Wesley (1907–1980), US-amerikanischer Jazz-Musiker
- Prince, William (1772–1824), US-amerikanischer Politiker
- Prince, William (1913–1996), US-amerikanischer Schauspieler
- Prince, Yasmin Monet (* 2000), britische Schauspielerin
- Prince-Bythewood, Gina (* 1969), US-amerikanische Drehbuchautorin und FilmregisseurinGina Prince-Bythewood (* 1969)

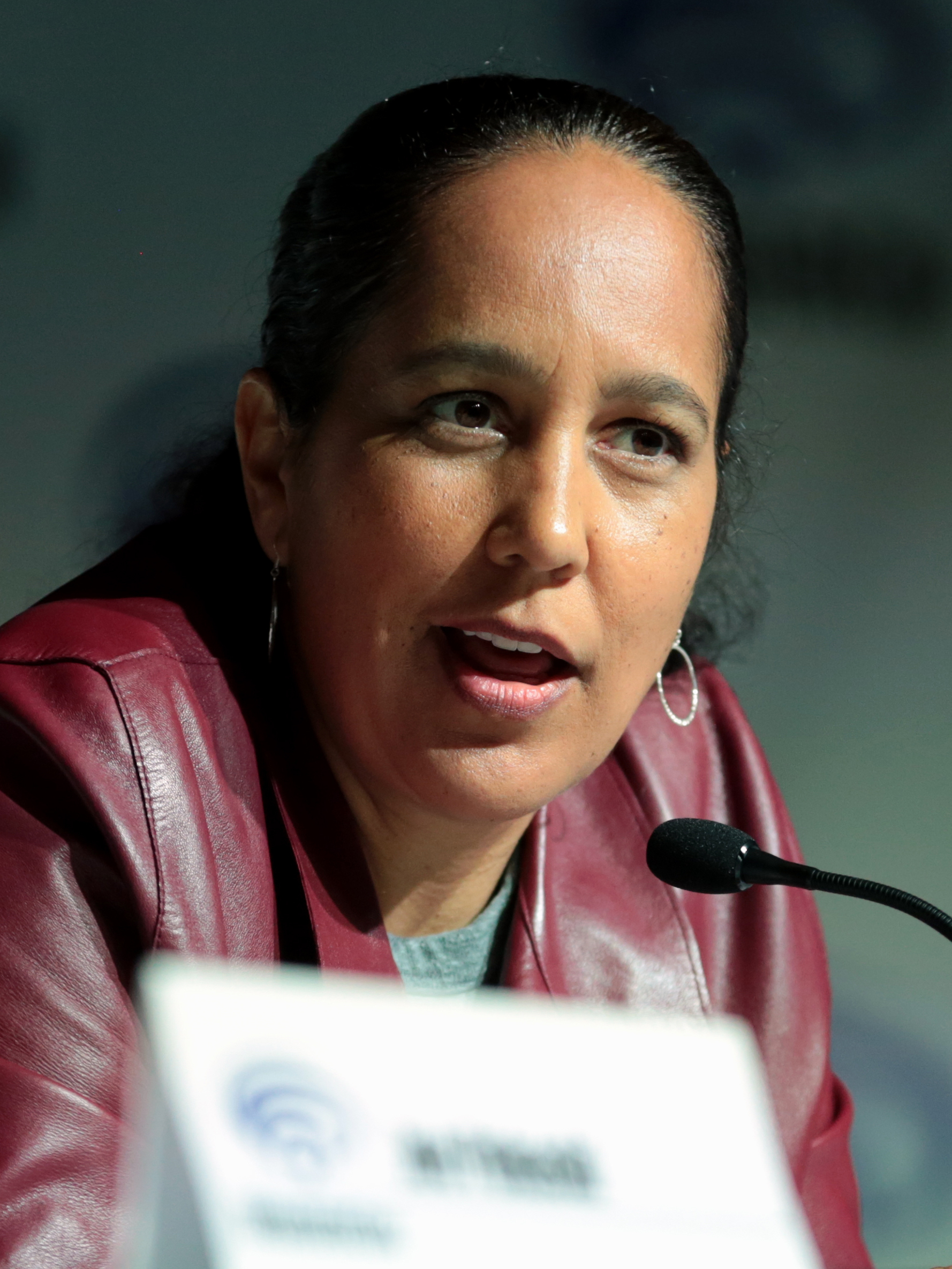
Gina Prince-Bythewood (* 1969)

- Prince-Smith, John (1809–1874), Volkswirt und Politiker (NLP), MdR, Manchesterliberaler in Deutschland
- Princen, Bas (* 1975), niederländischer Künstler und Fotograf
- Princess (* 1961), britische Sängerin
- Princess Chelsea (* 1985), neuseeländische Sängerin und Musikproduzentin
- Princess Erika (* 1964), französische Sängerin und Schauspielerin
- Princess Superstar (* 1971), US-amerikanische Rapperin
- Princessa (* 1975), spanische Popsängerin
- Princet, Maurice (1875–1968), französischer Mathematiker
- Princeteau, René (1843–1914), französischer Maler
- Princeton-Maler, attischer Vasenmaler des schwarzfigurigen Stils
- Princip, Gavrilo (1894–1918), bosnisch-serbischer Unabhängigkeitskämpfer, Attentäter Franz Ferdinands von Österreich-Este
- Principal, Victoria (* 1950), US-amerikanische SchauspielerinVictoria Principal (* 1950)

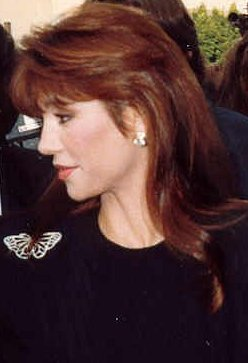
Victoria Principal (* 1950)

- Principato, Tom (* 1952), amerikanischer Sänger, Gitarrist und Songschreiber des Electric Blues und Bluesrock
- Príncipe Azul (1901–1935), argentinischer Tangosänger
- Principe, Albino (1905–1980), italienischer Schauspieler, Filmregisseur und -produzent
- Principe, Cornelia, kanadische Dokumentarfilmerin
- Principe, Lawrence M. (* 1962), US-amerikanischer Chemiehistoriker
- Principe, Nick (* 1978), US-amerikanischer Schauspieler, Stuntman, Filmregisseur, Filmproduzent, Drehbuchautor und Punk-Sänger
- Principe, Rémy (1889–1977), italienischer Komponist, Violinist und Musikpädagoge
- Principi, Anthony (* 1944), US-amerikanischer Politiker und Wirtschaftsmanager
- Principi, Primo (1894–1975), italienischer römisch-katholischer Geistlicher, Kurienerzbischof
- Principius, Bischof von Speyer
- Princz, Hugo (1922–2001), amerikanischer Holocaust-Überlebender

#### Prind
- Prindezis, Anargyros (1937–2012), griechischer Theologe und emeritierter Exarch des Apostolischen Exarchats von Griechenland
- Prindle, Elizur H. (1829–1890), US-amerikanischer Jurist und Politiker

#### Prine
- Prine, Andrew (1936–2022), US-amerikanischer Schauspieler
- Prine, John (1946–2020), US-amerikanischer Country-Sänger und SongwriterJohn Prine (1946–2020)

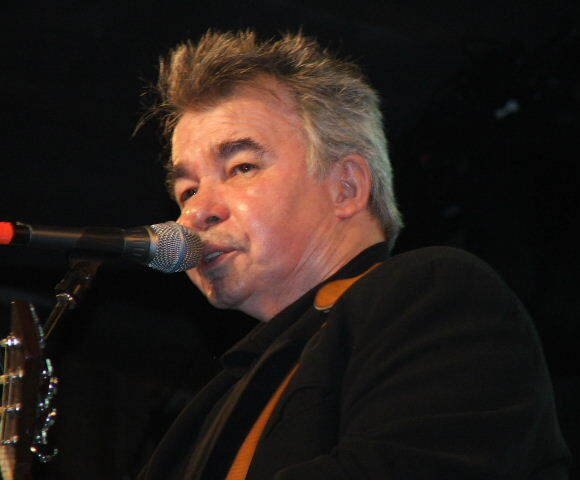
John Prine (1946–2020)

- Prinetti, Giulio (1851–1908), italienischer Unternehmer und Politiker

#### Pring
- Pring, Bobby (1924–2009), US-amerikanischer Bigband- und Jazzposaunist
- Pring, Jacob Cubitt (1771–1799), englischer Organist und Komponist
- Pring, Martin (1580–1626), englischer Seefahrer, Entdecker und Kommandant, Expedition nach Neuengland
- Pring-Mill, Robert (1924–2005), britischer Romanist, Hispanist und Katalanist schottischer Abstammung
- Pringey, Joseph C. (1858–1935), US-amerikanischer Politiker
- Pringle, Aileen (1895–1989), US-amerikanische Schauspielerin
- Pringle, Anne Fyfe (* 1955), britische Botschafterin
- Pringle, Benjamin (1807–1887), US-amerikanischer Politiker
- Pringle, Byron (* 1993), US-amerikanischer American-Football-Spieler
- Pringle, Caitlin (* 1993), schottische Badmintonspielerin
- Pringle, Carrie (1859–1930), schottische Opernsängerin (Sopran)
- Pringle, David (* 1950), schottischer Herausgeber und Fachautor im Bereich der Science-Fiction und Fantasy-Literatur
- Pringle, Denys (* 1951), britischer Archäologe
- Pringle, Heather (* 1952), kanadische Wissenschaftsautorin und Journalistin
- Pringle, Heather L., US-amerikanischer Generalmajor
- Pringle, James (* 1949), britischer Astrophysiker
- Pringle, James Hogarth (1863–1941), australischer Chirurg
- Pringle, Joan (* 1945), US-amerikanische Film-, Fernseh- und Theaterschauspielerin
- Pringle, Joel (1873–1932), US-amerikanischer Militär, Vizeadmiral der United States Navy
- Pringle, John (1707–1782), britischer Mediziner
- Pringle, John James (1855–1922), britischer Dermatologe
- Pringle, John William Sutton (1912–1982), britischer Zoologe
- Pringle, Mark (* 1991), britischer Jazz- und Improvisationsmusiker (Piano, Komposition)
- Pringle, Martin (* 1970), schwedischer Fußballspieler und -trainer
- Pringle, Mike (* 1945), schottischer Politiker
- Pringle, Thomas (1789–1834), schottisch-südafrikanischer Schriftsteller, Dichter und Abolitionist
- Pringle, Thomas (* 1967), irischer Politiker
- Pringle, Tim (* 2002), niederländischer Cricketspieler
- Pringle, Tony (1936–2018), britisch-amerikanischer Jazzmusiker
- Pringle, Valentine (1937–1999), amerikanischer Komponist, Sänger, Schauspieler und Schriftsteller
- Pringsheim, Alfred (1850–1941), deutscher Mathematiker, Hochschullehrer und KunstsammlerAlfred Pringsheim (1850–1941)

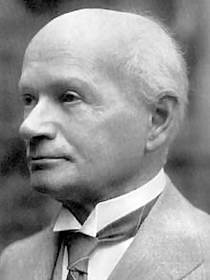
Alfred Pringsheim (1850–1941)

- Pringsheim, Ernst junior (1881–1970), deutscher Biologe und Hochschullehrer
- Pringsheim, Ernst senior (1859–1917), deutscher Physiker
- Pringsheim, Fritz (1882–1967), deutscher Rechtswissenschaftler
- Pringsheim, Hans (1876–1940), deutscher Chemiker
- Pringsheim, Hedwig (1855–1942), deutsche Schauspielerin
- Pringsheim, Heinz (1882–1974), deutscher Musikkritiker, Komponist, Pianist und Rundfunkredakteur
- Pringsheim, Klaus junior (1923–2001), deutsch-US-amerikanischer Historiker
- Pringsheim, Klaus senior (1883–1972), deutscher Komponist, Dirigent und Musikkritiker
- Pringsheim, Lily (1887–1954), deutsche Politikerin (SPD), MdL Volksstaat Hessen
- Pringsheim, Mara (1889–1965), deutsche Sängerin und Hochschullehrer
- Pringsheim, Nathanael (1823–1894), deutscher Botaniker
- Pringsheim, Peter (1881–1963), deutscher Physiker und Hochschullehrer
- Pringsheim, Rudolf (1821–1906), deutscher Unternehmer
- Pringuet, Pierre (* 1950), französischer Manager

#### Prini
- Prini, Emilio (1943–2016), italienischer Künstler der Arte Povera
- Prini, Giovanni (1877–1958), italienischer Maler und Bildhauer
- Prini, Giuliano (1910–1941), italienischer Marineoffizier
- Prininger, Mathias (1652–1718), österreichischer Glockengießer des Barock

#### Prink
- Prinke, Franz (1898–1969), österreichischer Politiker (ÖVP), Landtagsabgeordneter, Abgeordneter zum Nationalrat
- Prinke, Josef (1891–1945), deutsch-tschechischer Maler, Grafiker und Illustrator

#### Prinn
- Prinner, Johann Jacob (1624–1694), österreichischer Komponist, Organist und Musiktheoretiker

#### Prino
- Prinosil, David (* 1973), deutscher Tennisspieler
- Prinoth, Ernst (1923–1981), italienischer Industrieller, Formel 1 Rennfahrer
- Prinoth, Lena (* 2003), italienische Nordische Kombiniererin
- Prinoth, Martin (* 1983), deutsch-italienischer Film- und Theaterregisseur und Kameramann

#### Prins
- Prins, Adolphe (1845–1919), belgischer Rechtswissenschaftler und Soziologe
- Prins, Benjamin Liepman (1860–1934), niederländischer Genre- und Porträtmaler
- Prins, Gert-Jan (* 1961), niederländischer Jazz- und Improvisationsmusiker
- Prins, Hendrik (1881–1943), deutscher Geiger niederländischer Herkunft
- Prins, Hendrik Jacobus (1889–1958), niederländischer Chemiker und Entdecker der Prins-Reaktion
- Prins, Jacobus (1938–1987), niederländischer Fußballspieler
- Prins, Jeanfrançois (* 1967), belgischer Jazzmusiker (Gitarre, Komposition) und Musikproduzent
- Prins, Johannes Jacobus (1814–1898), niederländischer reformierter Theologe
- Prins, Laurens, niederländischer Freibeuter und Bukanier
- Prins, Lodewijk (1913–1999), niederländischer Schachspieler und Schachjournalist
- Prins, Nicolaas (1858–1916), alt-katholischer Bischof von Haarlem
- Prins, Pierre-Ernest (1838–1913), französischer Maler und Bildhauer
- Prins, Sibylle (1959–2019), deutsche Autorin und Sonderpädagogin
- Prins, Yopie (* 1955), US-amerikanische Klassische Philologin
- Prinsen Geerligs, Hendrik (1864–1953), niederländischer Chemiker
- Prinsen Geerligs, Reina (1922–1943), niederländische Widerstandskämpferin im Zweiten Weltkrieg
- Prinsen, Ad (* 1954), niederländischer Radrennfahrer
- Prinsen, Henk (* 1951), niederländischer Radrennfahrer
- Prinsen, Mark (* 1994), niederländischer Shorttracker
- Prinsen, Tom (* 1982), niederländischer Eisschnellläufer
- Prinsen, Wim (1945–1977), niederländischer Radrennfahrer
- Prinsep, Augustus (1803–1830), englischer Künstler, Schriftsteller und Beamter
- Prinsep, Henry Charles (1844–1922), australischer Landbesitzer, Pferdehändler, Künstler und Beamter
- Prinsep, James (1799–1840), englischer Gelehrter und Orientalist
- Prinsloo, Behati (* 1988), namibisches ModelBehati Prinsloo (* 1988)

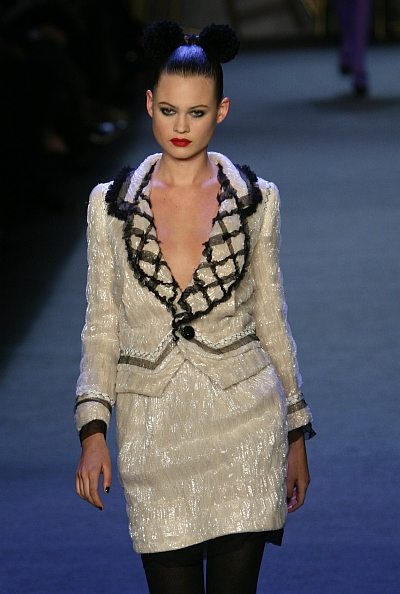
Behati Prinsloo (* 1988)

- Prinsloo, Christine (* 1952), simbabwische Hockeyspielerin
- Prinsloo, Francois (* 2001), südafrikanischer Diskuswerfer
- Prinsloo, Sandra (* 1947), südafrikanische Schauspielerin
- Prinsloo, Troyden (* 1985), südafrikanischer Schwimmer
- Prinstein, Meyer (1878–1925), polnisch-amerikanischer Leichtathlet und mehrfacher Olympiasieger im Weitsprung und Dreisprung

#### Print
- Printemps, Léon (1871–1945), französischer Maler
- Printemps, Shelby (* 1990), haitianischer Fußballspieler
- Printemps, Yvonne (1894–1977), französische Sängerin (Sopran) und Schauspielerin
- Printes, Eliana, brasilianische Popsängerin
- Printesis, Josif (* 1970), griechischer Geistlicher, römisch-katholischer Erzbischof von Naxos, Andros, Tinos und Mykonos sowie Apostolischer Administrator des Bistums Chios
- Printesis, Nikolaos (* 1941), griechischer Geistlicher, römisch-katholischer Erzbischof von Naxos, Andros, Tinos und Mykonos
- Printesis, Venedictos (1917–2008), römisch-katholischer Erzbischof von Athen
- Printezis, Georgios (* 1985), griechischer Basketballspieler
- Printup, Marcus (* 1967), US-amerikanischer Jazztrompeter
- Printup, Riza (* 1972), US-amerikanische Jazzharfenistin
- Printz, David (* 1980), schwedischer Eishockeyspieler
- Printz, Johann Ferdinand von († 1748), preußischer Landrat
- Printz, Markus (* 1958), deutscher evangelischer Theologe und Professor für Praktische Theologie und Gemeindepädagogik
- Printz, Wilhelm (1887–1941), deutscher Indologe und Bibliothekar
- Printz, Wolfgang Caspar (1641–1717), deutscher Musikschriftsteller, Komponist und Romanautor
- Printzen, Friedrich Wilhelm von (1719–1773), preußischer geheimer Kriegsrat
- Printzen, Johann Friedrich von (1631–1691), kurbrandenburger Generalmajor, Chef eines Reiter-Regiments, Amtshauptmann von Spandau und Erbherr von Jerichow und Alten-Platow
- Printzen, Marquard Ludwig von (1675–1725), königlich preußischer Diplomat, Oberhofmarschall, Chef der Verwaltung der geistlichen und Unterrichts-Angelegenheiten unter König Friedrich I. und Friedrich Wilhelm I

#### Prinz
- Prinz Bira (1914–1985), thailändischer Automobilrennfahrer und Segelsportler
- Prinz Pi (* 1979), deutscher Rapper
- Prinz von Buchau, Kurt (1863–1918), preußischer Generalmajor
- Prinz, Alexander (* 1994), deutscher Youtuber, Webvideoproduzent und UnternehmerAlexander Prinz (* 1994)

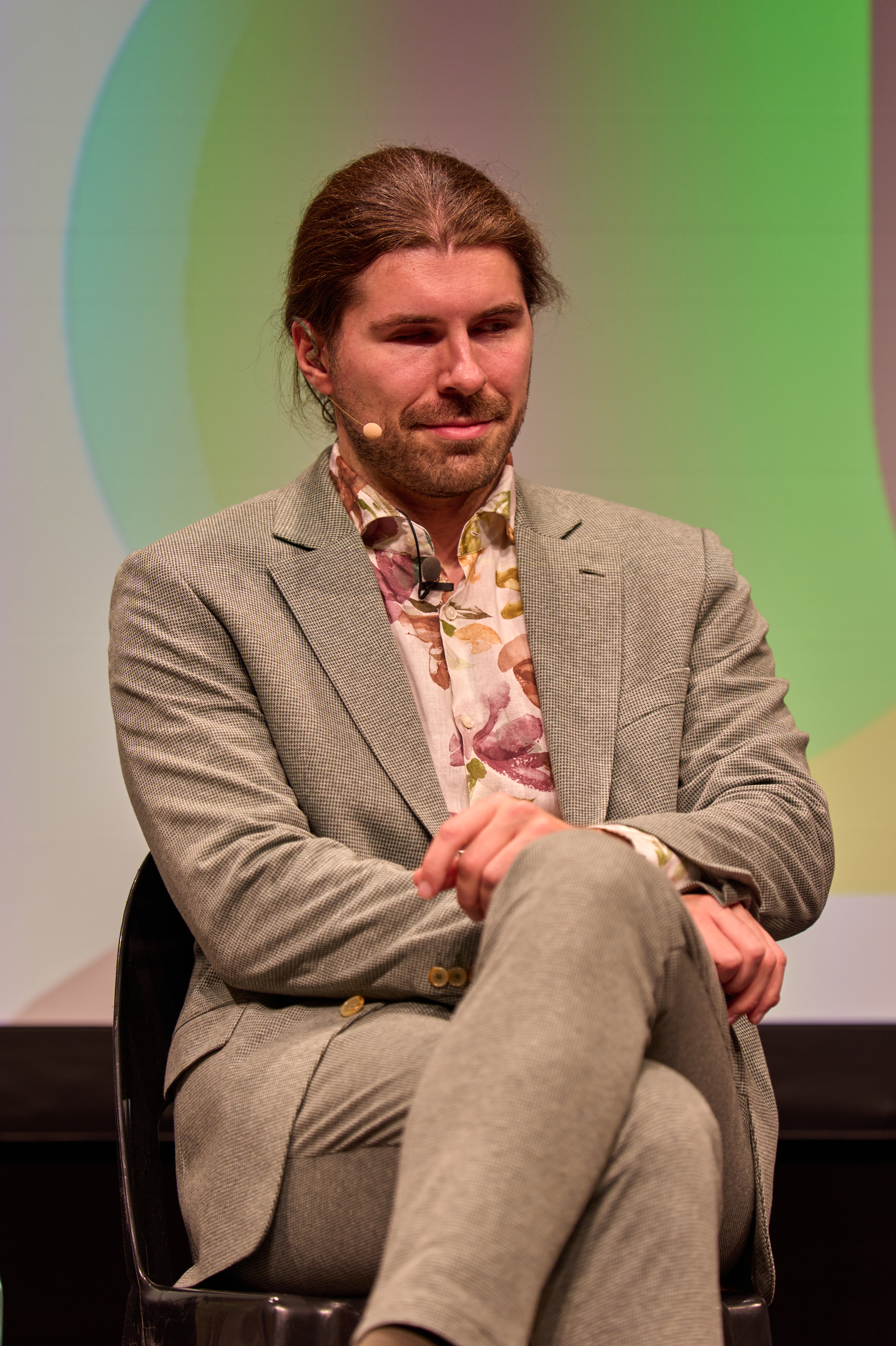
Alexander Prinz (* 1994)

- Prinz, Alfred (1930–2014), österreichischer Klarinettist, Komponist und Hochschullehrer
- Prinz, Alois (* 1958), deutscher Schriftsteller
- Prinz, Anna Elisabeth (* 1955), deutsche Diplomatin
- Prinz, Armin (1945–2018), österreichischer Ethnologe und Mediziner
- Prinz, Bernhard (* 1953), deutscher bildender Künstler
- Prinz, Bernhard (* 1975), deutscher Künstler und Karikaturist
- Prinz, Birgit (* 1977), deutsche FußballspielerinBirgit Prinz (* 1977)

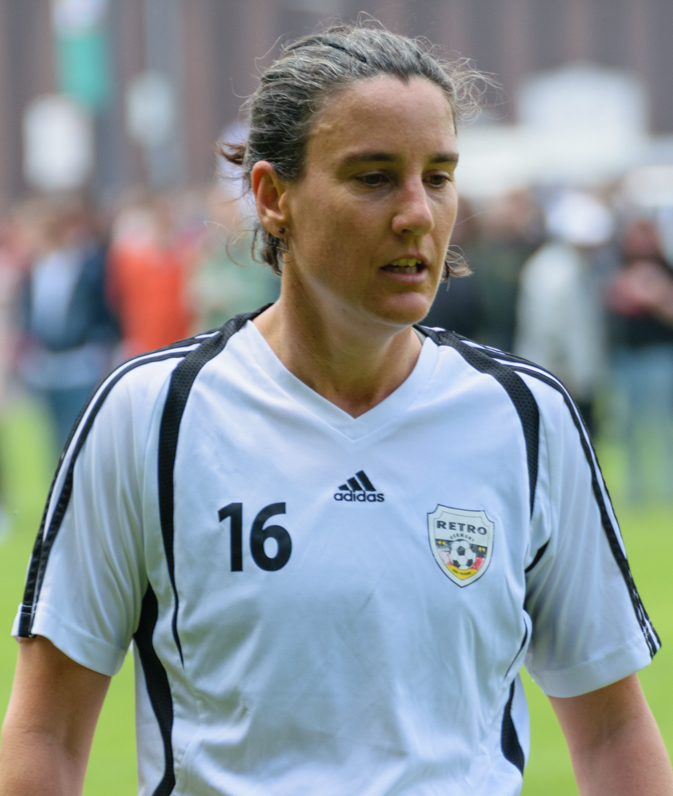
Birgit Prinz (* 1977)

- Prinz, Burkhart (1939–2014), deutscher Handballspieler und -trainer
- Prinz, Carina (* 1985), österreichische Triathletin
- Prinz, Carl Eugen (1815–1891), deutscher Jurist, Kirchenvorstand und bayerischer Abgeordneter
- Prinz, Carmen (* 1960), deutsche Badmintonspielerin
- Prinz, Charlotte (1904–1993), deutsche Malerin
- Prinz, Chris, deutscher Sänger und Songschreiber
- Prinz, Christian (1801–1849), Jurist, Verwaltungsbeamter und Landtagsabgeordneter
- Prinz, Daniel (1770–1838), Gastwirt und Landtagsabgeordneter
- Prinz, Dennis (* 1984), deutscher Schauspieler
- Prinz, Detlef (* 1950), deutscher Journalist
- Prinz, Dietrich (1903–1989), deutsch-britischer Informatiker
- Prinz, Elias (* 2000), deutscher Jazzmusiker (Gitarre, Komposition)
- Prinz, Ernst (1878–1974), deutscher Architekt
- Prinz, Friedrich (1928–2003), deutscher Historiker und Hochschullehrer
- Prinz, Friedrich (1944–1984), deutscher Althistoriker
- Prinz, Friedrich (* 1950), österreichischer Ingenieur
- Prinz, George (1804–1893), Bürgermeister, Mitglied des Kommunallandtages Kassel
- Prinz, Gerhard (1908–1943), deutscher römisch-katholischer Geistlicher, Steyler Missionar und Märtyrer
- Prinz, Gerhard (1929–1983), deutscher Manager, Vorstandsvorsitzender der Daimler-Benz AG
- Prinz, Günter (1929–2020), deutscher Journalist
- Prinz, Gustav-Adolf (1901–1961), deutscher Politiker (KPD), MdL
- Prinz, Hans (1907–1978), deutscher Elektrotechniker
- Prinz, Hans-Joachim (1943–2015), deutscher Fußballspieler im DDR-Fußballspielbetrieb
- Prinz, Harald, deutscher Sportfunktionär
- Prinz, Hary (* 1965), österreichischer Theater- und Filmschauspieler
- Prinz, Herbert (* 1947), deutscher Eishockeytorwart
- Prinz, Hugo (1883–1934), deutscher Althistoriker
- Prinz, Joachim (1902–1988), deutsch-amerikanischer Rabbiner
- Prinz, Joachim (* 1971), deutscher Ökonom und Professor für Betriebswirtschaftslehre mit Schwerpunkt Personalmanagement an der Universität Passau
- Prinz, Johannes (1886–1943), deutsch-südafrikanischer Philologe
- Prinz, Johannes (* 1958), österreichischer Chorleiter und Dirigent
- Prinz, Joseph (1906–2000), deutscher Archivar
- Prinz, Jürgen (* 1967), deutscher Musiker, Sänger, Komponist, Texter und Musikproduzent
- Prinz, Karl (1872–1945), österreichischer klassischer Philologe
- Prinz, Karl (* 1949), deutscher Diplomat
- Prinz, Karl Gottlob (1795–1848), deutscher Tiermediziner
- Prinz, Karl Ludwig (1875–1944), österreichischer Maler und Bühnenbildner
- Prinz, Karl-Heinz (* 1928), deutscher Fußballspieler
- Prinz, Katharina (* 1997), deutsche Fußballspielerin
- Prinz, LeRoy (1895–1983), US-amerikanischer Choreograf und Tänzer, Filmregisseur, Filmproduzent und Filmschauspieler
- Prinz, Manfred (* 1951), deutscher Romanist
- Prinz, Marco (* 1970), deutscher Neuropathologe
- Prinz, Markus, deutscher Pokerspieler
- Prinz, Markus (* 1976), deutscher Schauspieler
- Prinz, Martin (* 1973), österreichischer Schriftsteller
- Prinz, Martin (* 1976), deutscher Entführer und Kindermörder
- Prinz, Matthias (* 1956), deutscher Persönlichkeits- und Medienrechtsanwalt
- Prinz, Michael (1952–2016), deutscher Historiker
- Prinz, Nikolaus (* 1962), österreichischer Landwirt und Politiker (ÖVP), Abgeordneter zum Nationalrat
- Prinz, Nina (* 1982), deutsche Motorradrennfahrerin
- Prinz, Otto (1905–2003), deutscher Lexikograph
- Prinz, Paul (* 1974), österreichischer Kameramann
- Prinz, Peter Paul (* 1925), österreichischer Maler, Grafiker und Schriftsteller
- Prinz, Ronja (* 1990), deutsche Schauspielerin und Line Producerin
- Prinz, Rudolf (1847–1890), deutscher Altphilologe und Bibliothekar
- Prinz, Rudolf (1947–2022), österreichischer Politiker (SPÖ), oberösterreichischer Landtagsabgeordneter und Bürgermeister
- Prinz, Sophia, deutsche Kulturtheoretikerin und Kultursoziologin
- Prinz, Thies (* 1998), deutscher Hockeyspieler
- Prinz, Thomas (* 1957), deutscher Kommunalpolitiker (SPD), Bürgermeister von Laatzen
- Prinz, Thomas (* 1959), deutscher Diplomat und Kriminalromanautor
- Prinz, Walter (* 1935), österreichischer Politiker (FPÖ), Stadtrat in Wien
- Prinz, Werner (* 1941), österreichischer Schauspieler und Theaterregisseur
- Prinz, Wilhelm (1857–1910), deutsch-belgischer Geologe und Selenograph
- Prinz, Willi (1909–1973), deutscher Politiker (KPD)
- Prinz, Wolfgang (* 1942), deutscher Psychologe
- Prinzbach, Horst (1931–2012), deutscher Chemiker
- Prinze, Freddie (1954–1977), US-amerikanischer Schauspieler und Komiker
- Prinze, Freddie junior (* 1976), US-amerikanischer FilmschauspielerFreddie Prinze junior (* 1976)

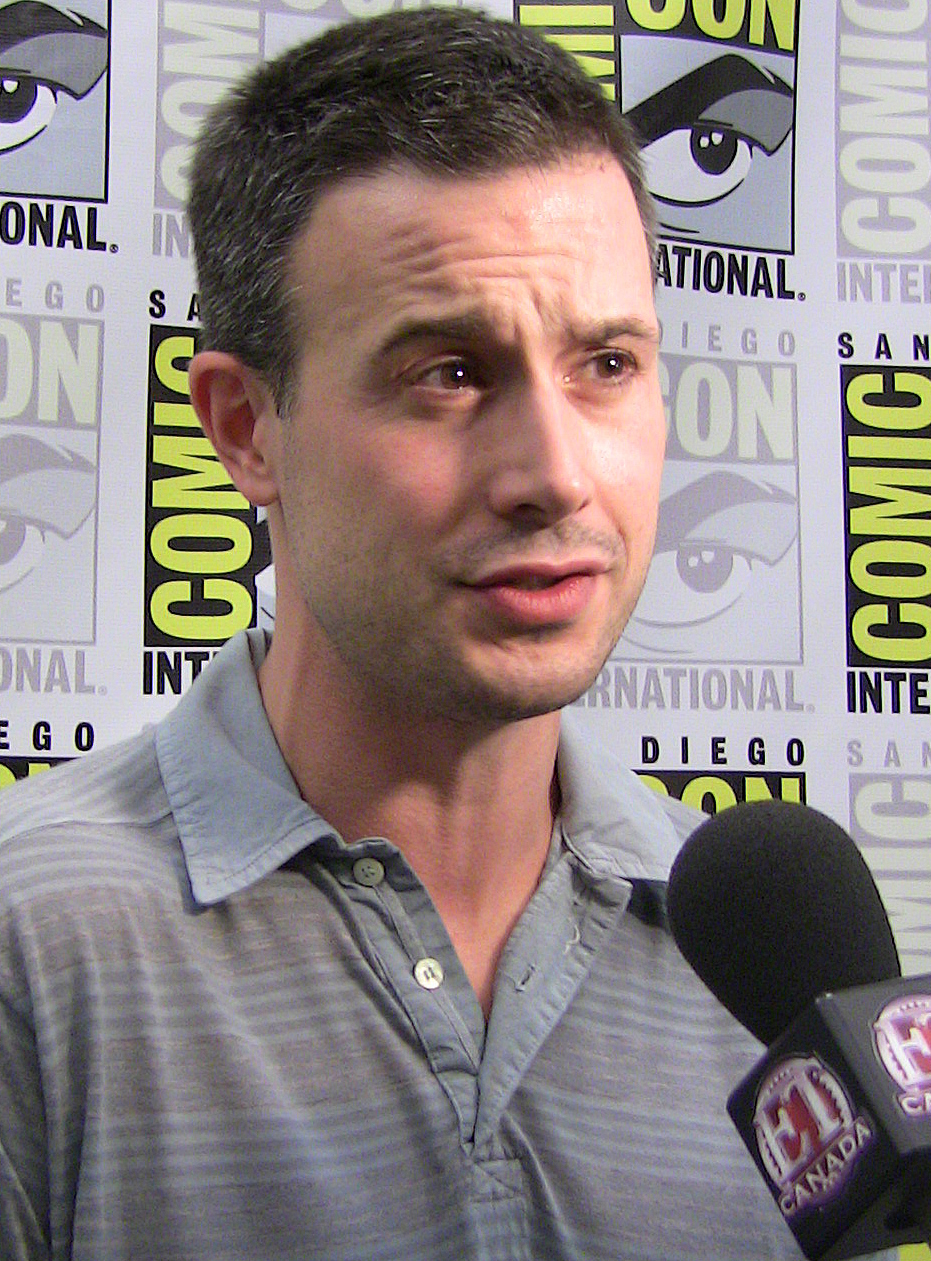
Freddie Prinze junior (* 1976)

- Prinzen, Roger (* 1969), deutscher Fußballspieler
- Prinzessin Reuß, Woizlawa-Feodora (1918–2019), deutsche Angehörige des Hauses Mecklenburg-Schwerin
- Prinzessin von Zweeloo, archäologischer Fund einer wohlhabenden Dame
- Prinzhofer, August (1817–1885), österreichischer Maler und Lithograph
- Prinzhofer, Wilhelm (1825–1889), österreichischer Kaufmann und Politiker, Landtagsabgeordneter
- Prinzhorn, Adolf (1847–1913), deutscher Chemiker und Manager in der Chemischen Industrie
- Prinzhorn, Clara (* 1861), deutsche Lehrerin und Schriftstellerin
- Prinzhorn, Fritz (1893–1967), deutscher Bibliothekar
- Prinzhorn, Hans (1886–1933), deutscher Psychiater und KunsthistorikerHans Prinzhorn (1886–1933)

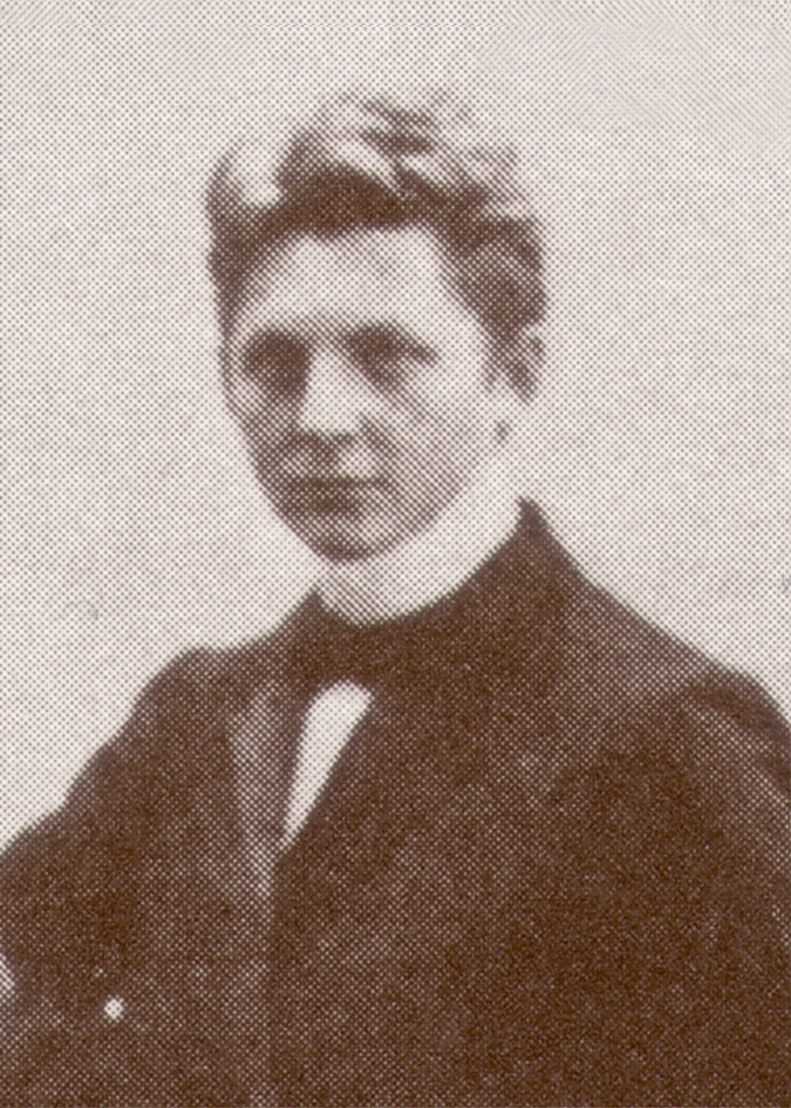
Hans Prinzhorn (1886–1933)

- Prinzhorn, Heinrich (1862–1940), deutscher Lehrer, Besitzer und Leiter einer privaten Höheren Mädchenschule und Mitglied des Hannoverschen Provinziallandtages
- Prinzhorn, Thomas (* 1943), österreichischer Industrieller und Politiker (FPÖ)
- Prinzhorn, Wilhelm (1824–1901), deutscher Lehrer
- Prinzhorn, Wilhelm (* 1859), deutscher Pädagoge, Schuldirektor, Autor, Herausgeber und Schulrat
- Prinzi, Frank, US-amerikanischer Kameramann und Regisseur
- Prinzi, Giuseppe (1825–1895), italienischer Bildhauer
- Prinzing, Albert (1911–1993), deutscher Manager
- Prinzing, Christa, deutsche Skirennläuferin
- Prinzing, Friedrich (1859–1938), deutscher Arzt und Medizinalstatistiker
- Prinzing, Gerhard (1943–2018), deutscher Skirennläufer
- Prinzing, Günter (* 1943), deutscher Byzantinist
- Prinzing, Marlis (* 1962), deutsche Hochschullehrerin, Journalistin und Autorin
- Prinzing, Theodor (1925–2025), deutscher Richter
- Prinzinger, August d. Ä. (1811–1899), österreichischer Jurist und Politiker, Landtagsabgeordneter
- Prinzinger, August der Jüngere (1851–1918), österreichischer Jurist und Politiker, Landeshauptmann-Stellvertreter
- Prinzinger, Michaela (* 1963), österreichische Neogräzstin und Übersetzerin
- Prinzinger, Roland (* 1948), deutscher Biologe
- Prinzipalow, Alexander (1949–1997), sowjetischer Geheimdienstfunktionär
- Prinzivalli, Giuseppe († 2011), italienischer Richter
- Prinzl, Walter (1891–1937), österreichischer Künstler
- Prinzler, Hans Helmut (1938–2023), deutscher Filmwissenschaftler und Autor
- Prinzler, Heinz (* 1914), deutscher Chemiker und Hochschullehrer
- Prinzler, Paul (1899–1963), deutscher Kommunalpolitiker (SPD), Bürgermeister der Gemeinde Rünthe und Amtsbürgermeister des Amtes Pelkum
- Prinzmetal, Myron (1908–1987), US-amerikanischer Kardiologe

### Prio
- Prío Socarrás, Carlos (1903–1977), kubanischer Politiker und Präsident
- Priol, Urban (* 1961), deutscher KabarettistUrban Priol (* 1961)

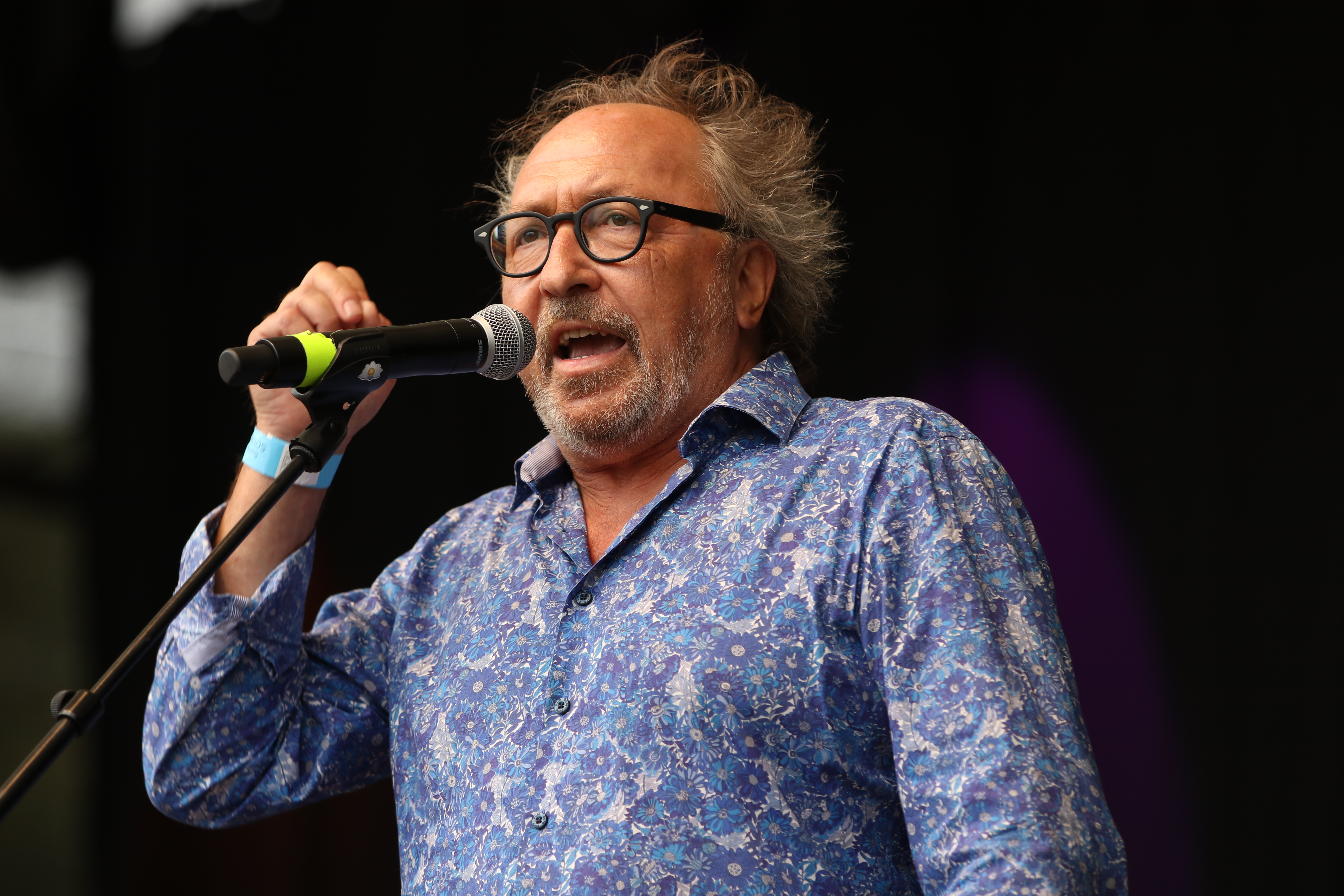
Urban Priol (* 1961)

- Priolkar, Anant (1895–1973), indischer Historiker, Autor und Forscher
- Prion, Willi (1879–1939), deutscher Wirtschaftswissenschaftler und Hochschullehrer
- Prior, Alexander (* 1992), britischer Komponist und Dirigent
- Prior, Antonio (1913–1961), spanisch-französischer Radrennfahrer
- Prior, Arthur Norman (1914–1969), neuseeländisch-britischer Philosoph und Logiker
- Prior, Christy (* 1988), neuseeländische Snowboarderin
- Prior, David A. (1955–2015), US-amerikanischer Filmproduzent, Filmregisseur und Drehbuchautor
- Prior, Edward Gawler (1853–1920), kanadischer Politiker
- Prior, Edward Schroeder (1852–1932), britischer Architekt, Architekturhistoriker und Theoretiker der Arts-and-Crafts-Bewegung
- Prior, Egbert (* 1963), deutscher Börsenjournalist
- Prior, Fritz (1921–1996), österreichischer Beamter und Politiker (ÖVP) und Landesrat
- Prior, Gary (* 1957), kanadischer Eishockeyspieler und -trainer
- Prior, George Thurland (1862–1936), britischer Mineraloge
- Prior, Ingeborg (* 1939), deutsche Schriftstellerin
- Prior, Jack, australischer Badmintonspieler
- Prior, James (1927–2016), britischer Politiker
- Prior, John, irischer Politiker
- Prior, Karen Swallow (* 1965), US-amerikanische Anglistin
- Prior, Klaus (* 1945), Schweizer Bildhauer, Maler und Zeichner
- Prior, Lisa (* 1990), deutsche Handballspielerin
- Prior, Maddy (* 1947), britische Folksängerin
- Prior, Manfred (* 1954), deutscher Psychologe und Autor
- Prior, Mareike (* 1980), deutsche Fußballspielerin
- Prior, Matthew (1664–1721), englischer Schriftsteller und Diplomat
- Prior, Matthias Joseph (1870–1946), deutscher Pfarrer und Theologe
- Prior, Oliver Herbert Phelps (1871–1934), britischer Romanist, der in der Schweiz aufwuchs
- Prior, Paula (* 1997), deutsche Handballspielerin
- Prior, Peck (* 1957), US-amerikanischer Filmeditor
- Prior, Spencer (* 1971), englischer Fußballspieler und -trainerSpencer Prior (* 1971)

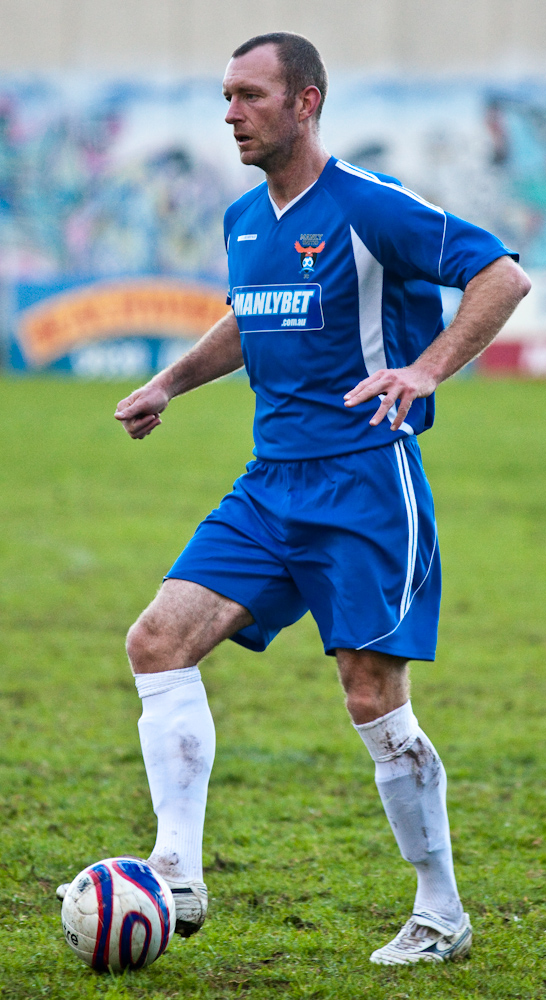
Spencer Prior (* 1971)

- Prior, Ted (* 1959), US-amerikanischer Schauspieler und Bodybuilder
- Prior, Tom (* 1990), britischer Film- und Theaterschauspieler
- Prior, Walter (1947–2021), burgenländischer Landtagsabgeordneter (SPÖ)
- Prior, William Wain (1876–1946), dänischer General und Oberbefehlshaber des dänischen Heeres (1939–1941)William Wain Prior (1876–1946)

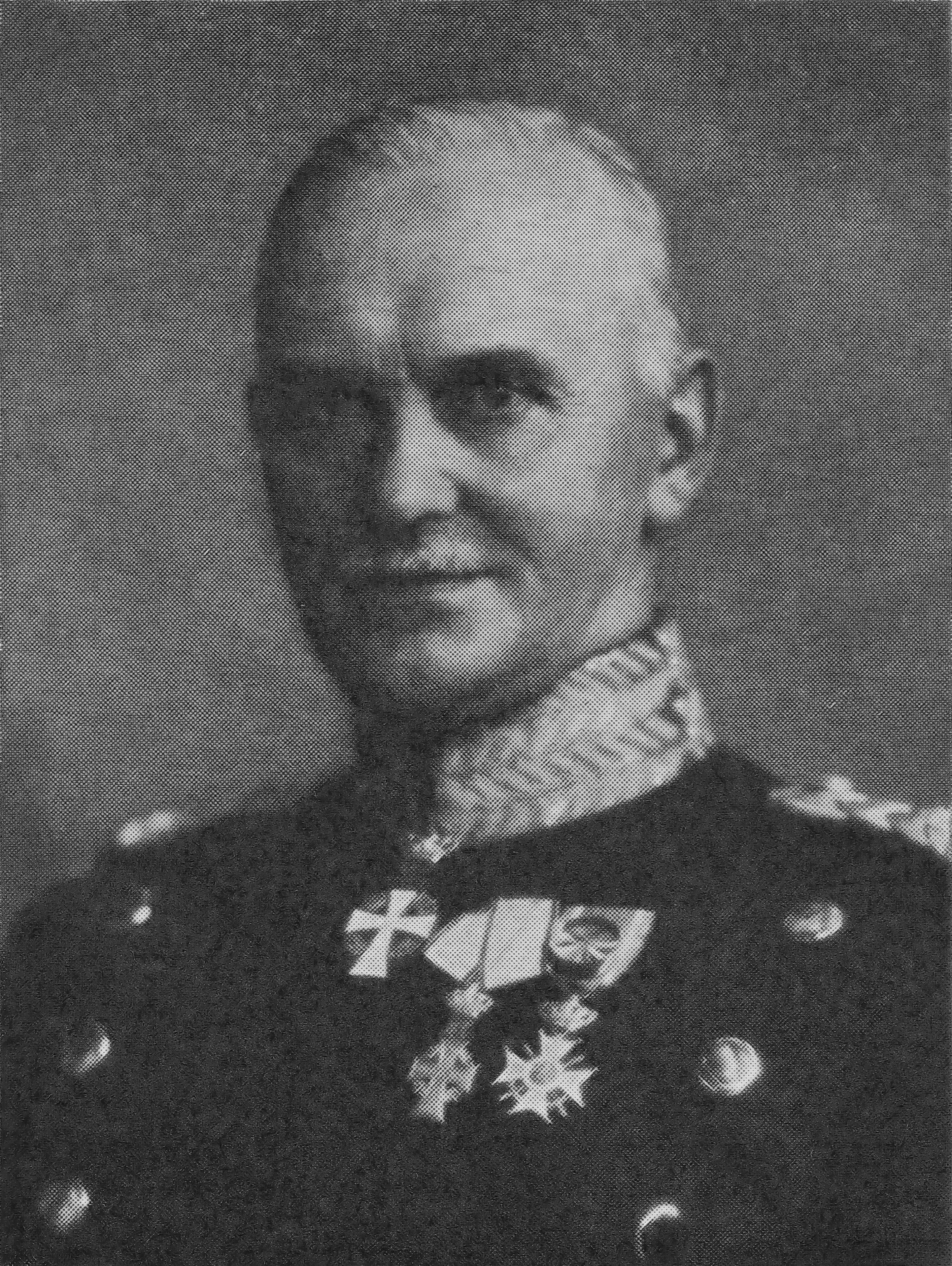
William Wain Prior (1876–1946)

- Prior-Callwey, Marcella (* 1975), deutsche Verlegerin
- Priori, Wellington (* 1990), brasilianischer Fußballspieler
- Prioris, Johannes, franko-flämischer Komponist und Sänger der Renaissance
- Prioux, René (1879–1953), französischer General

### Prip
- Prip, Henrik (* 1960), dänischer Schauspieler und Drehbuchautor
- Pripici, Florin Daniel (* 1995), rumänischer Skilangläufer
- Pripstein, Morris (* 1935), kanadischer Physiker

### Prir
- Prirsch, Ferdinand (1906–1965), österreichischer Landwirt und Politiker (CSP, VF, ÖVP), Abgeordneter zum Nationalrat
- Prirsch, Florian (* 1998), österreichischer Fußballspieler

### Pris
- Prisăcariu, Andreea (* 2000), rumänische Tennisspielerin
- Prisbrey, Tressa (1896–1988), amerikanische Künstlerin
- Prišć, Mario (* 1974), kroatischer Fußballspieler
- Prisca, Ehefrau des römischen Kaisers Diokletian
- Prisca von Rom, frühchristliche Jungfrau, Märtyrin und Heilige
- Prisching, Franz (1866–1935), österreichischer Geistlicher und Politiker, Landtagsabgeordneter
- Prisching, Manfred (* 1950), österreichischer Soziologe
- Prischl, Eva (* 1962), österreichische Politikerin (SPÖ)
- Prischwin, Michail Michailowitsch (1873–1954), russisch-sowjetischer Schriftsteller
- Priscian, lateinischer Grammatiker
- Prisciani, Pellegrino (1435–1518), italienischer Humanist, Geschichtsschreiber, Altertumsforscher und Astrologe
- Priscianus, Theodorus, römischer Arzt der Spätantike
- Priscila (* 2004), brasilianische Fußballspielerin
- Priscillian († 385), spanischer Theologe
- Prisco, Corrado, italienischer Filmregisseur und Journalist
- Prisco, Giuseppe (1921–2001), italienischer Anwalt und Fußballfunktionär
- Prisco, Giuseppe Antonio Ermenegildo (1833–1923), italienischer Geistlicher, Erzbischof von Neapel
- Prisco, Lorenzo (* 1987), italienischer Fußballspieler
- Priscu, John (* 1952), US-amerikanischer Geowissenschaftler
- Priscus, antiker römischer Toreut
- Priscus, römischer Statthalter und Gegenkaiser
- Priscus Attalus, Senator und zeitweilig römischer Kaiser
- Priscus, Gaius Iulius († 249), römischer Prätorianerpräfekt, Bruder des Philippus Arabs
- Prisdang (1851–1935), thailändischer Diplomat und Schriftsteller
- Prisecaru, Claudia (* 1997), rumänische Hindernisläuferin
- Prishtina, Hasan Bej (1873–1933), albanischer PolitikerHasan Bej Prishtina (1873–1933)

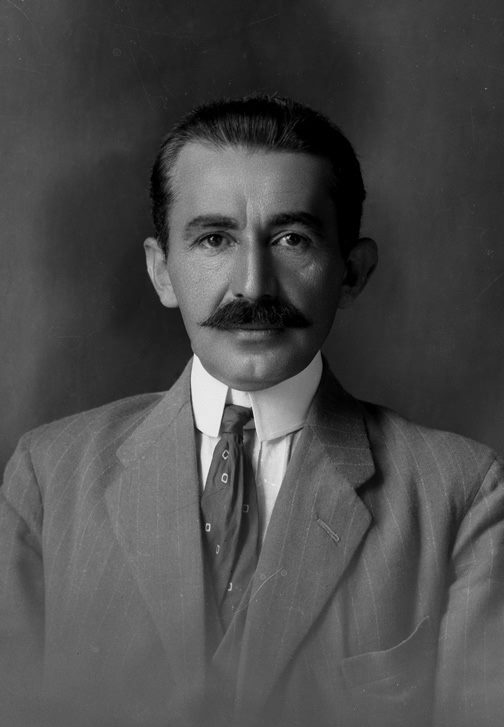
Hasan Bej Prishtina (1873–1933)

- Prisi, Friedrich (1875–1955), Schweizer Offizier
- Priske, August (* 2004), dänischer Fußballspieler
- Priske, Brian (* 1977), dänischer Fußballspieler
- Priskianos Lydos, spätantiker griechischer Philosoph
- Priskil, Peter (* 1955), deutscher Autor
- Priskin, Tamás (* 1986), ungarischer Fußballspieler
- Priskos († 613), oströmischer Feldherr
- Priskos, spätantiker Philosoph (Neuplatoniker)
- Priskos, römischer Geschichtsschreiber
- Prislav, Fürst der Abodriten
- Prišlič, Ernest (* 1993), slowenischer Skispringer
- Priso, Njongo (* 1988), kamerunischer Fußballspieler
- Prisor, Feigeli (* 1964), niederländischer Gypsy-Jazz-Musiker
- Prisor, Lucas (* 1983), deutscher SchauspielerLucas Prisor (* 1983)

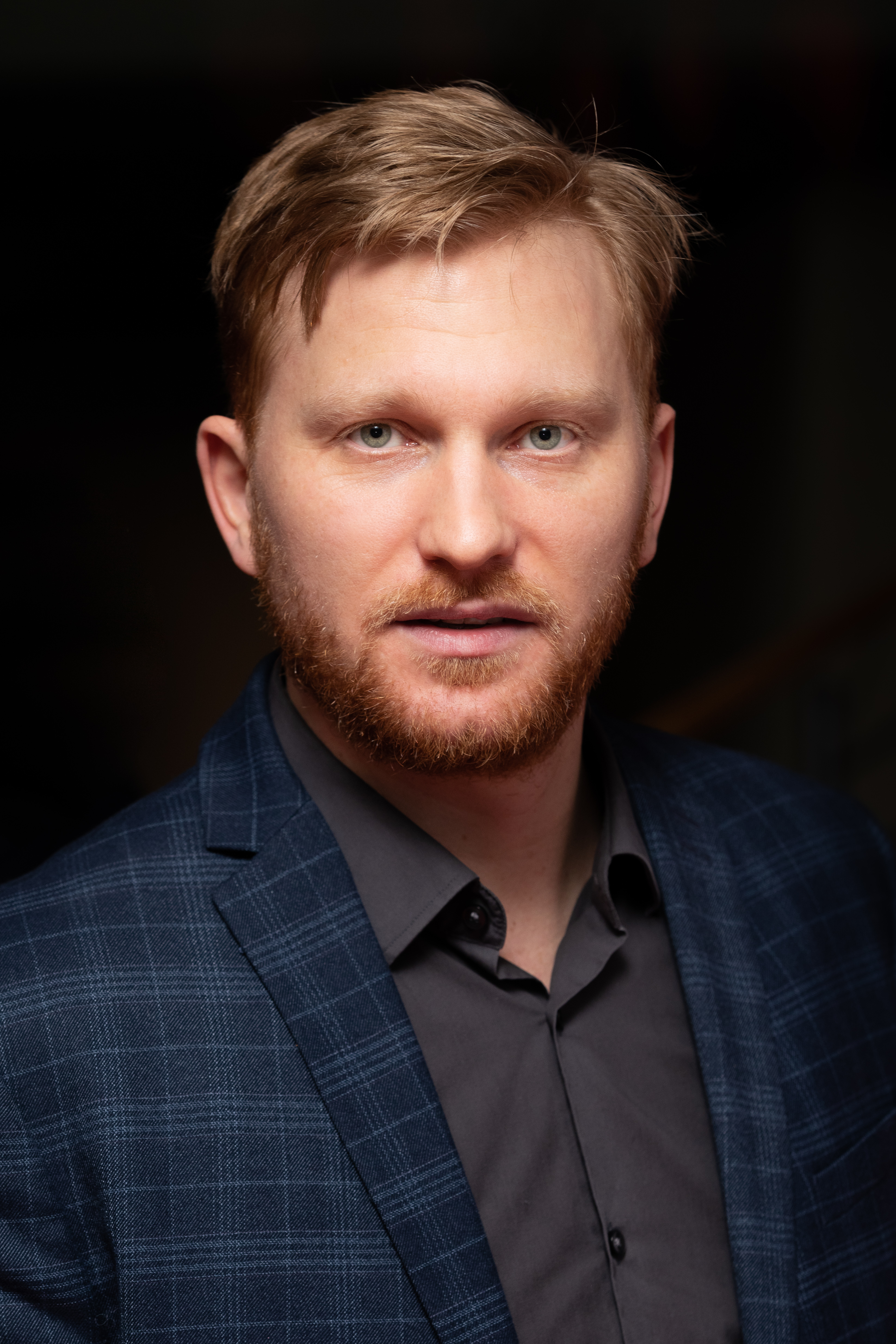
Lucas Prisor (* 1983)

- Prisse d’Avesnes, Émile (1807–1879), französischer Ägyptologe
- Prisse, Albert (1788–1856), belgischer General und Minister
- Prissette, Michel (* 1941), französischer Radrennfahrer
- Pristaff, Gottlieb Samuel († 1736), deutscher Geschichtsfälscher
- Pristauz, Moritz (* 1996), österreichischer Beachvolleyballspieler
- Pristawkin, Anatoli Ignatjewitsch (1931–2008), russischer Schriftsteller
- Pristl, Martin (* 1968), deutscher Drehbuchautor
- Pristl, Sebastian (* 1987), deutscher Radrennfahrer
- Pristovnik, Franz (1910–1943), slowenischer Widerstandskämpfer

### Prit
- Pritam, Amrita (1919–2005), indische Lyrikerin und Schriftstellerin
- Pritargow, Iwan (1952–2017), bulgarischer Fußballspieler
- Pritchard, Bill (* 1964), britischer Sänger
- Pritchard, Charles (1808–1893), britischer Astronom, Geistlicher und Pädagoge
- Pritchard, David (1919–2005), britischer Schachspieler, Schachautor und Berater für Indoor Games
- Pritchard, David E. (* 1941), US-amerikanischer Physiker
- Pritchard, Derek, Baron Pritchard (1910–1995), britischer Politiker, Banker und Manager
- Pritchard, Earl H. (1907–1995), amerikanischer Historiker und Kryptoanalytiker
- Pritchard, Elaine (1926–2012), britische Schachspielerin
- Pritchard, George M. (1886–1955), US-amerikanischer Politiker
- Pritchard, Gwyn (* 1948), englischer Cellist und Komponist
- Pritchard, Henry Baden (1841–1884), englischer Chemiker, Fotograf und Schriftsteller
- Pritchard, Hugh (* 1968), britischer Biathlet
- Pritchard, James B. (1909–1997), US-amerikanischer Biblischer Archäologe und Religionswissenschaftler
- Pritchard, Jennifer (* 1938), englische Badmintonspielerin
- Pritchard, Jeter Connelly (1857–1921), US-amerikanischer Politiker
- Pritchard, Joel (1925–1997), US-amerikanischer Politiker
- Pritchard, John (1921–1989), englischer Dirigent
- Pritchard, John (* 1948), britischer Bischof der Church of England
- Pritchard, John (* 1957), britischer Ruderer
- Pritchard, Kevin (* 1976), amerikanischer Windsurfer
- Pritchard, Lauren (* 1977), US-amerikanische Schauspielerin, Drehbuchautorin und Komikerin
- Pritchard, Marion (1920–2016), niederländische Judenretterin
- Pritchard, Mark (* 1971), britischer Musiker und DJMark Pritchard (* 1971)

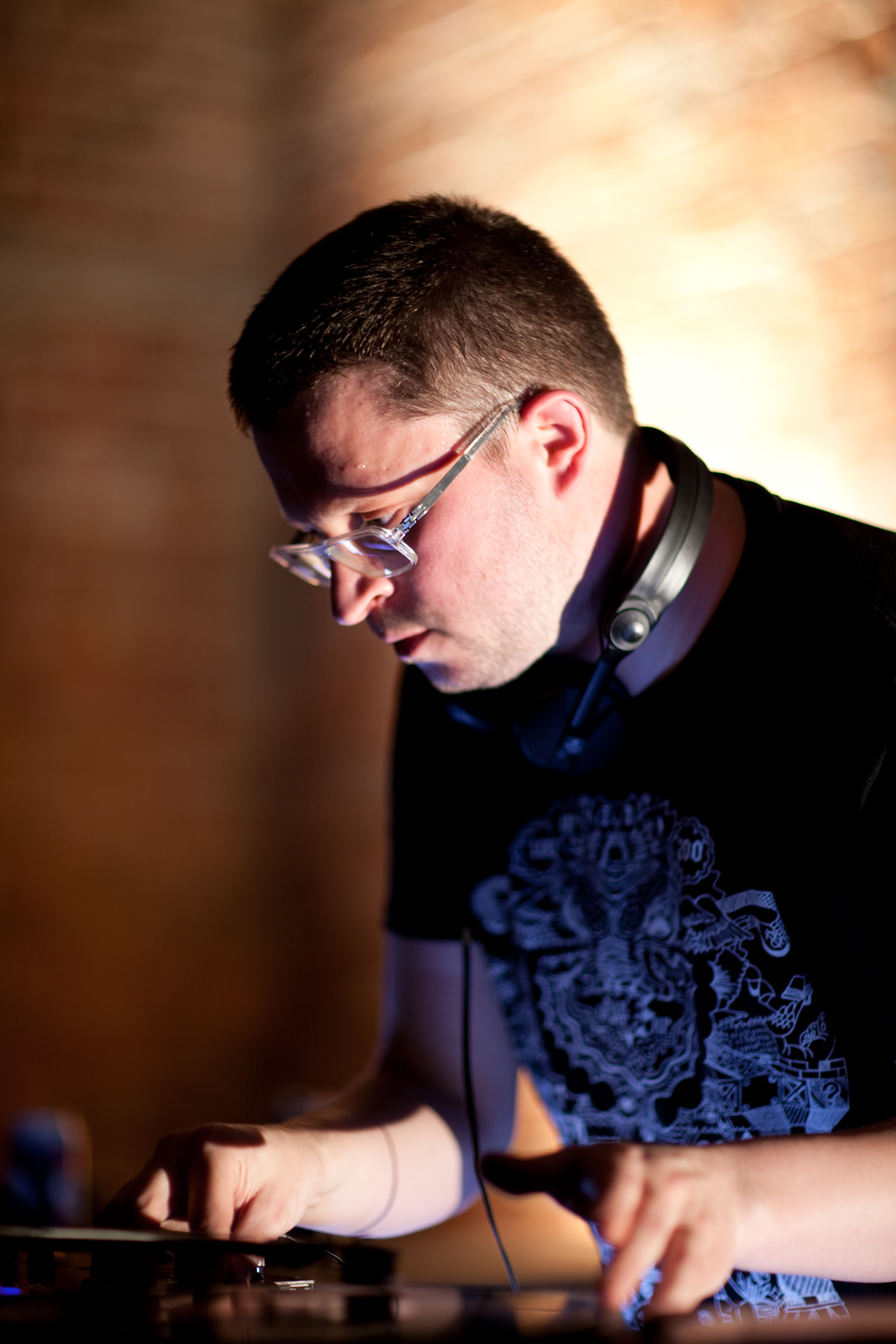
Mark Pritchard (* 1971)

- Pritchard, Matt (* 1973), amerikanischer Windsurfer
- Pritchard, Mel (1948–2004), britischer Musiker, Texter und Schlagzeuger
- Pritchard, Mike (* 1969), US-amerikanischer American-Football-Spieler
- Pritchard, Norman (1875–1929), Leichtathlet und Medaillengewinner bei Olympischen Spielen
- Pritchard, Paul (* 1967), britischer Kletterer und Autor
- Pritchard, Payton (* 1998), US-amerikanischer BasketballspielerPayton Pritchard (* 1998)

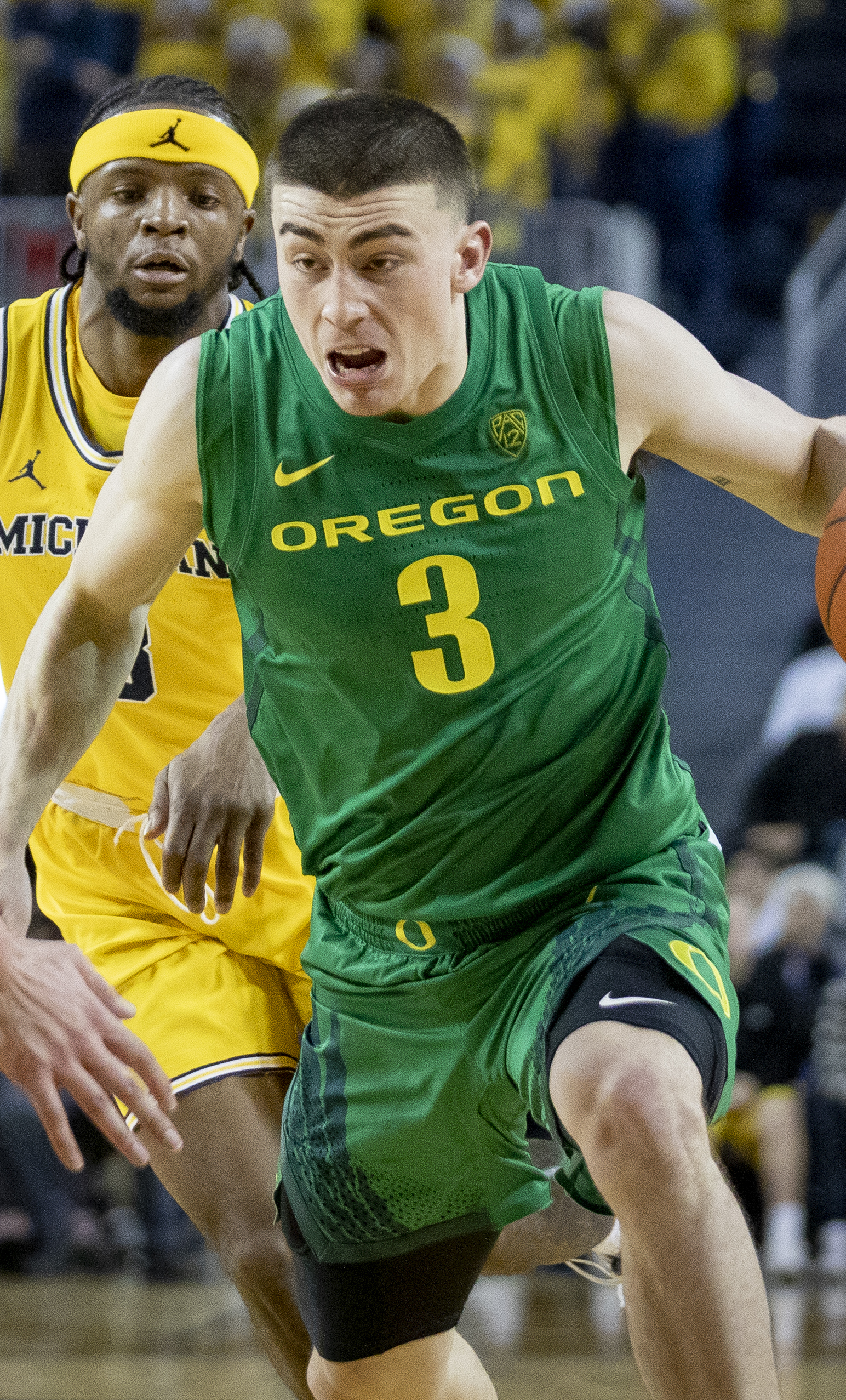
Payton Pritchard (* 1998)

- Pritchard, Peter (1943–2020), britischer Zoologe, Naturschützer und Autor
- Pritchard, Robert D. (* 1945), US-amerikanischer Wirtschaftspsychologe und Hochschullehrer
- Pritchard, Roy (1925–1993), englischer Fußballspieler
- Pritchard, Walter (1910–1982), US-amerikanischer Hindernisläufer und Kardiologe
- Pritchett, Aaron (* 1970), kanadischer Country-Musiker
- Pritchett, Charles Herman (1907–1995), US-amerikanischer Politologe
- Pritchett, Henry Smith (1857–1939), US-amerikanischer Pädagoge und Astronom
- Pritchett, Jimmy, US-amerikanischer Rockabilly-Musiker
- Pritchett, John (* 1947), US-amerikanischer Tonmeister
- Pritchett, Johnny (* 1943), britischer Boxer
- Pritchett, V. S. (1900–1997), britischer Schriftsteller
- Pritchett, W. Kendrick (1909–2007), US-amerikanischer Gräzist und Epigraphiker
- Prithvi (1875–1911), König von Nepal
- Prithvi Narayan Shah (1722–1775), König von Nepal
- Prithviraj III. Chauhan († 1192), Rajputen-König
- Pritius, Johann Georg (1662–1732), deutscher evangelisch-lutherischer Theologe und Pfarrer
- Pritlove, Tim (* 1967), deutscher Event-Manager, Podcaster und MedienkünstlerTim Pritlove (* 1967)

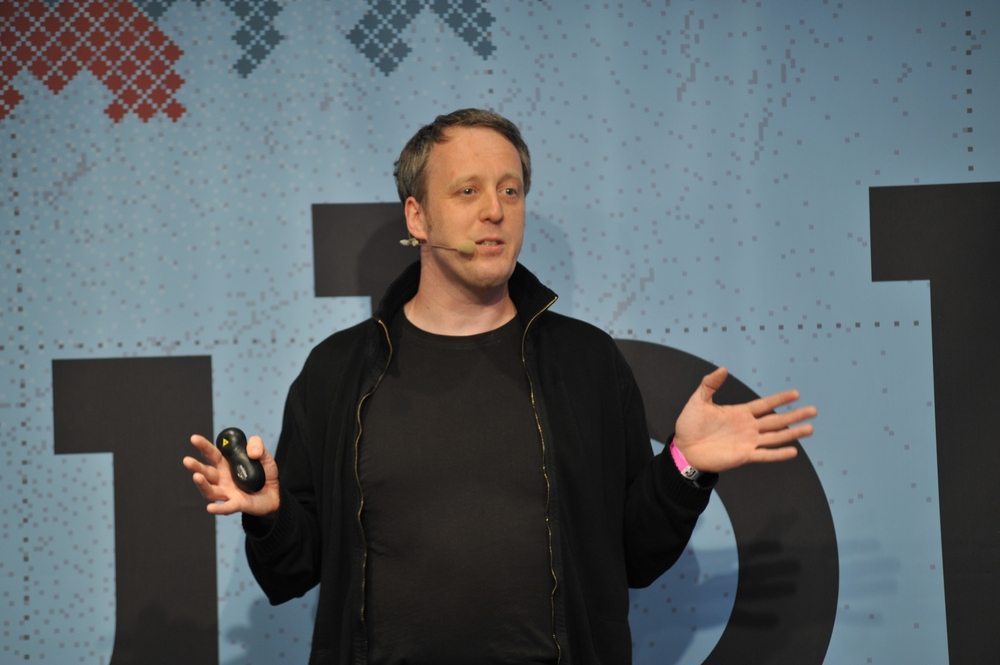
Tim Pritlove (* 1967)

- Pritsak, Omeljan (1919–2006), ukrainisch-amerikanischer Linguist, Philologe, Orientalist und Historiker
- Pritsch, Erich (1887–1961), deutscher Jurist, Senatspräsident am BGH (1950–1953)
- Pritsch, Theodor (1900–1974), österreichischer Politiker (CS, ÖVP), Landtagsabgeordneter
- Pritsche, Willy (1911–1997), deutscher Fotograf
- Pritschow, Günter (1939–2021), deutscher Ingenieurwissenschaftler, Hochschullehrer und Vizepräsident der Acatech
- Pritt, Denis Nowell (1887–1972), britischer Jurist und Politiker
- Prittas, Athanassios (* 1979), griechischer Fußballspieler
- Prittie, Terence (1913–1985), Journalist und Autor
- Prittwitz und Gaffron, Alexander von (1838–1915), russischer Generalmajor
- Prittwitz und Gaffron, Bernhard von (1845–1923), Landesältester von Oberschlesien
- Prittwitz und Gaffron, Carl Julius Wilhelm von (1758–1835), preußischer Landrat
- Prittwitz und Gaffron, Carl Wenzel von (1734–1806), preußischer Kammerdirektor, Geheim-, Justiz- und Landrat
- Prittwitz und Gaffron, Christian Wilhelm von (1739–1807), preußischer Landrat
- Prittwitz und Gaffron, Curt von (1849–1922), deutscher Admiral, Mitglied des preußischen HerrenhausesCurt von Prittwitz und Gaffron (1849–1922)

Curt von Prittwitz und Gaffron (1849–1922)

- Prittwitz und Gaffron, Erich von (1888–1969), deutscher Philologe, Kulturfunktionär und Bäder- und Kurverwaltungsbeamter
- Prittwitz und Gaffron, Ernst Carl Ludwig von (1743–1831), preußischer Leutnant, Rittmeister und Landrat
- Prittwitz und Gaffron, Ernst von (1833–1904), preußischer Generalleutnant
- Prittwitz und Gaffron, Friedrich von (1884–1955), deutscher Diplomat und Politiker (CSU), MdL
- Prittwitz und Gaffron, Georg von (1861–1936), deutscher Kolonialoffizier und Afrikaforscher
- Prittwitz und Gaffron, Gustav Christian von (1691–1767), preußischer Landrat
- Prittwitz und Gaffron, Hans von (1840–1916), preußischer Generalleutnant
- Prittwitz und Gaffron, Heinrich von (1889–1941), deutscher Generalleutnant
- Prittwitz und Gaffron, Joachim Bernhard Hermann von (1929–2013), namibischer Politiker und Geschäftsmann
- Prittwitz und Gaffron, Karl von (1833–1890), preußischer Generalmajor
- Prittwitz und Gaffron, Leo von (1878–1957), russischer Generalmajor der kaiserlich russischen Armee
- Prittwitz und Gaffron, Leonhard Moritz von (1686–1758), preußischer Landrat
- Prittwitz und Gaffron, Max von (1876–1956), deutscher Generalmajor im Zweiten Weltkrieg
- Prittwitz und Gaffron, Maximilian von (1848–1917), preußischer Generaloberst, Befehlshaber der 8. Armee an der Ostfront zu Beginn des Ersten WeltkriegsMaximilian von Prittwitz und Gaffron (1848–1917)

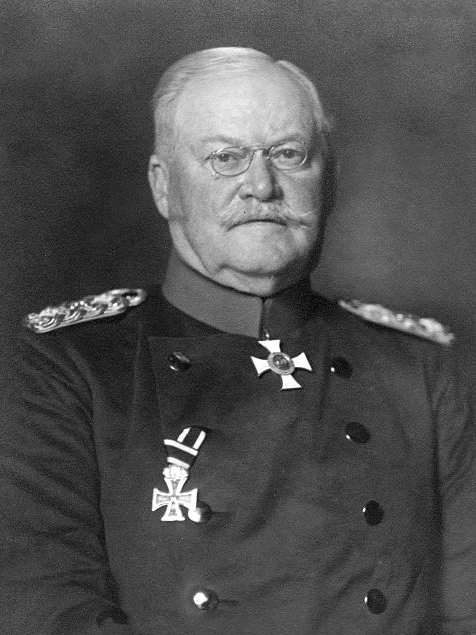
Maximilian von Prittwitz und Gaffron (1848–1917)

- Prittwitz und Gaffron, Moritz von (1819–1888), preußischer Richter, Verwaltungsjurist und Landrat
- Prittwitz und Gaffron, Robert von (1806–1889), preußischer Regierungspräsident in Schlesien
- Prittwitz und Gaffron, Samuel Moritz von (1753–1811), preußischer Landrat
- Prittwitz und Gaffron, Walter von (1840–1901), preußischer Generalleutnant
- Prittwitz, Andreas (* 1960), deutscher Fusionmusiker (Saxophon) und Blockflötist
- Prittwitz, Bernhard Karl Heinrich von (1796–1881), preußischer Generalmajor der Artillerie, Kommandant der Festung Thorn
- Prittwitz, Bernhard von († 1561), schlesischer Landrat, Bezirkshauptmann und Gutsbesitzer
- Prittwitz, Carl von (1797–1881), russischer General der Kavallerie
- Prittwitz, Cornelius (* 1953), deutscher Rechtswissenschaftler und Kriminologe
- Prittwitz, Ernst Sylvius von († 1800), preußischer Generalleutnant und General-Adjutant
- Prittwitz, Friedrich Bernhard von (1720–1793), schlesischer Gutsbesitzer
- Prittwitz, Friedrich Karl von (1798–1849), russischer Generalmajor
- Prittwitz, Friedrich Wilhelm Bernhard von (1764–1843), preußischer Standesherr
- Prittwitz, Hans von (1833–1880), russischer Generalmajor à la suite
- Prittwitz, Joachim Bernhard von (1726–1793), preußischer General der Kavallerie, Retter Friedrichs des Großen (Kunersdorf)Joachim Bernhard von Prittwitz (1726–1793)

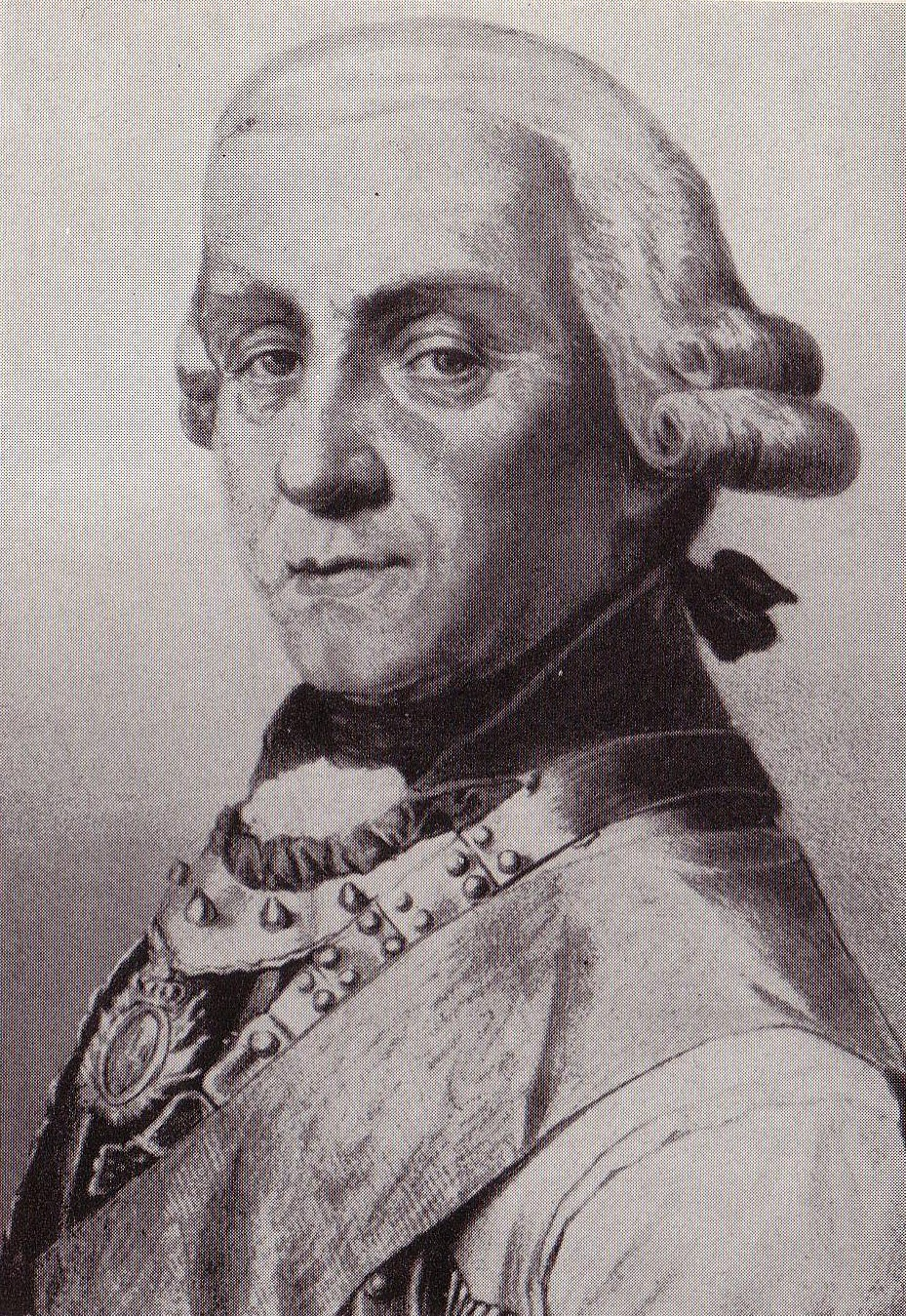
Joachim Bernhard von Prittwitz (1726–1793)

- Prittwitz, Karl von (1790–1871), preußischer General der Infanterie
- Prittwitz, Kaspar Leonhard Moritz von (1687–1746), Landeshauptmann und Konsistorialpräsident
- Prittwitz, Leonhard von (1799–1875), preußischer Richter und Politiker
- Prittwitz, Moritz von (1747–1822), preußischer Generalleutnant und Gutsbesitzer
- Prittwitz, Moritz von (1795–1885), preußischer General der Infanterie, Festungsbaudirektor
- Prittwitz, Nicolaus von (1835–1897), russischer Generalmajor à la suite
- Prittwitz, Paul von (1791–1856), russischer Generalleutnant und Senator
- Prittwitz, Teresa von (* 2001), deutsche Handballspielerin
- Prittwitz, Volker von (* 1950), deutscher Politikwissenschaftler
- Prittwitz, Wolfgang Moritz von (1731–1812), preußischer Generalleutnant
- Pritz, Alfred (* 1952), österreichischer Psychoanalytiker, Wissenschaftler und Publizist
- Pritz, Franz Xaver (1791–1872), Augustinerchorherr und katholischer Theologe
- Pritz, Hans Samuel von (1698–1756), preußischer Generalmajor, Chef des Infanterie-Regiments Nr. 30
- Pritz, Joseph (1913–1977), österreichischer katholischer Fundamentaltheologe
- Pritzbuer, Anna von (1900–1971), deutsche Kulturfunktionärin (SED)
- Pritzbuer, Joachim von (1665–1719), mecklenburgischer Edelmann, dänischer Etatsrat, Oberlanddrost des Herzogtums Bremen und der Grafschaft Oldenburg
- Pritzbuer, Tino von (* 1996), deutscher Unihockeyspieler
- Pritzel, Georg August (1815–1874), deutscher Botaniker und Archivar
- Pritzel, Lotte (1887–1952), deutsche Puppenkünstlerin, Kostümbildnerin und ZeichnerinLotte Pritzel (1887–1952)

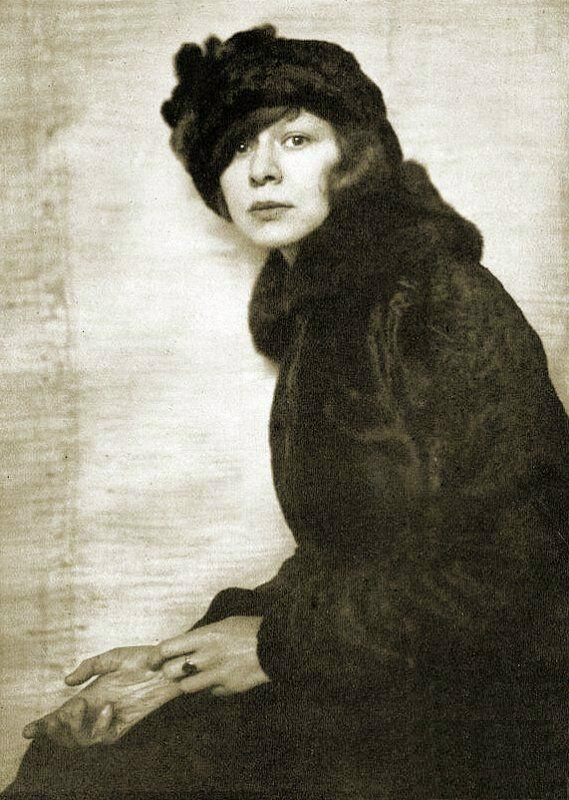
Lotte Pritzel (1887–1952)

- Pritzel, Timo (* 1977), deutscher Dirtbiker
- Pritzelwitz, Adolph Heinrich von (1727–1787), preußischer Oberst, Chef des 4. Artillerie-Regiments
- Pritzelwitz, Caspar Joachim von (1728–1812), preußischer Landrat
- Pritzelwitz, Gustav von (1813–1895), preußischer General der Infanterie
- Pritzelwitz, Karl Ernst von (1776–1844), preußischer Generalmajor
- Pritzelwitz, Karl Ludwig von (1768–1839), preußischer Generalmajor
- Pritzelwitz, Karl Ludwig von (1785–1852), preußischer Generalmajor
- Pritzelwitz, Karl von (1794–1870), preußischer Oberstleutnant und Hofmarschall des Prinzen Friedrich Wilhelm Ludwig von Preußen (1794–1863)
- Pritzelwitz, Kurt von (1854–1935), preußischer General der Infanterie im Ersten Weltkrieg
- Pritzer, Ludwig (1911–1958), deutscher Fußballspieler
- Pritzi, Gertrude (1920–1968), österreichische Tischtennisspielerin
- Pritzkat, Rosemarie (* 1949), deutsche Organistin
- Pritzker, Andreas (* 1945), Schweizer Physiker, Schriftsteller und Publizist
- Pritzker, J. B. (* 1965), US-amerikanischer Investor, Geschäftsmann, Philanthrop und MilliardärJ. B. Pritzker (* 1965)

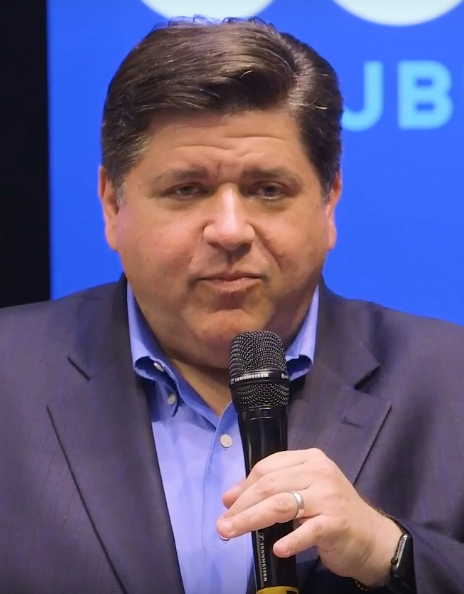
J. B. Pritzker (* 1965)

- Pritzker, Jay (1922–1999), US-amerikanischer Unternehmer, Kunstsammler und Mäzen
- Pritzker, Jennifer (* 1950), US-amerikanische Philanthropin und Offizierin
- Pritzker, Penny (* 1959), US-amerikanische Unternehmerin
- Pritzker-Ehrlich, Marthi (1944–1998), Schweizer Historikerin
- Pritzkoleit, Kurt (1904–1965), deutscher Journalist und Schriftsteller
- Pritzkow, Wilhelm (1928–2013), deutscher Chemiker und Hochschullehrer für Technische Chemie
- Pritzl, Epiphania (1881–1944), römisch-katholische Ordensoberin und Opfer des Nationalsozialismus
- Pritzlaff, Don (* 1979), US-amerikanischer Ringer

### Priu
- Priuli, Alvise († 1560), venezianischer Patrizier
- Priuli, Antonio (1548–1623), 94. Doge von Venedig
- Priuli, Gerolamo (1486–1567), Doge von Venedig (1559–1567)
- Priuli, Girolamo (1476–1547), venezianischer Kaufmann, Bankier und Chronist
- Priuli, Lorenzo (1489–1559), Doge von Venedig
- Priuli, Lorenzo (1538–1600), italienischer Politiker, Kardinal und Patriarch

### Priv
- Privat, Edmond (1889–1962), Schweizer Journalist und Historiker
- Privat, Gilbert (1892–1969), französischer Maler und Bildhauer
- Privat, Grégory (* 1984), französischer Jazzmusiker (Piano, Komposition)
- Privat, Jo (1919–1996), französischer Akkordeonist und Songwriter
- Privat, René (1930–1995), französischer Radrennfahrer
- Private, Gary (* 1954), US-amerikanischer Schauspieler, Songwriter, Filmkomponist, Popsänger, Stuntman und Schlagzeuger
- Privert, Jocelerme (* 1953), haitianischer Politiker
- Privett, Cami (* 1993), US-amerikanische Fußballspielerin
- Privin, Bernie (1919–1999), US-amerikanischer Jazz-Trompeter und Flügelhornist des Swing
- Privitera, Alexander (* 1965), deutscher Journalist und Fernsehmoderator
- Privitera, Samuele (2005–2025), italienischer Radrennfahrer

### Priw
- Priwalow, Alexander Wassiljewitsch (1933–2021), sowjetischer Biathlet
- Priwalow, Iwan Iwanowitsch (1891–1941), russischer Mathematiker
- Priwalowa, Irina Anatoljewna (* 1968), russische Sprinterin und Hürdenläuferin
- Priwiwkowa, Ljudmila Andrejewna (* 1986), russische Curlerin

### Prix
- Prix, Gert (* 1957), österreichischer Musiker, Mathematiklehrer, Informatiklehrer, Techniker, sowie Gründer und Leiter des Eboardmuseums in Klagenfurt am Wörthersee
- Prix, Johann Nepomuk (1836–1894), österreichischer Politiker, Bürgermeister von Wien, Landtagsabgeordneter
- Prix, Michael (* 1964), deutscher Radrennfahrer
- Prix, Wolf D. (* 1942), österreichischer Architekt

### Priy
- Priya, Devi (1951–2020), indischer Telugu-Dichter und Journalist
- Priya, P. K. (* 1988), indische Leichtathletin
- Priyabhashini, Ferdousi (1947–2018), bangladeschische Freiheitskämpferin und Bildhauerin
- Priyadharshani, Inoshi (* 1987), sri-lankische Cricketspielerin
- Priyadharshani, N. C. D. (* 1979), sri-lankische Leichtathletin

### Priz
- Prizkau, Anna (* 1986), deutsche Schriftstellerin und Journalistin
- Prižmić, Dino (* 2005), kroatischer Tennisspieler
- Prizreni, Sahit (* 1983), albanischer Ringer
- Prizreni, Ymer († 1887), albanischer Nationalaktivist